# Imperio español
El Imperio español (también denominado Monarquía de España, Española, Católica o Hispánica, y, más tarde, Reino de España y de Indias, de las Españas o de España) fue el conjunto de territorios gobernados por las dinastías reinantes y gobiernos de España desde el siglo xv hasta el siglo xx.
Tras el descubrimiento de América en 1492, la Casa de Austria exploró y conquistó grandes extensiones de territorio en América, desde el actual suroeste de los Estados Unidos hasta Centroamérica, así como el Caribe, la zona occidental de Sudamérica, y algunos fuertes y asentamientos aislados de las actuales Alaska y Columbia Británica. Todos estos territorios se integraron en la Corona de Castilla y, más tarde, como reinos de la Corona española. Inicialmente se organizaron en dos virreinatos, el virreinato de Nueva España y el virreinato del Perú. 
Con el descubrimiento y asentamiento en varios archipiélagos del Pacífico a finales del siglo XVI, se incorporaron al imperio las Indias orientales españolas, formadas por las Filipinas, las Marianas (que incluían Guam), la porción norte de Formosa, y las Carolinas (que incluían las Palaos), bajo la jurisdicción de la Nueva España. Más tarde, en las porciones norte y sur del virreinato del Perú se crearon los de Nueva Granada y del Río de la Plata, respectivamente.
En Europa, el Imperio incluía los Países Bajos, territorios en Italia (principalmente el Milanesado y los reinos de Nápoles, Sicilia y Cerdeña) y otras posesiones como el Franco Condado y el Rosellón (en la actual Francia).
En África, aparte de Canarias integradas en la Corona de Castilla desde 1402 y Guinea desde fines de 1700, hasta el siglo XIX los territorios españoles se reducían a una serie de plazas fuertes y Guinea, que dependió del Virreinato del Río de la Plata hasta 1821. A raíz del reparto del continente entre las potencias europeas, España pasó definitivamente a administrar territorios en el Sáhara, en el golfo de Guinea y en Marruecos.
El Imperio español alcanzó entre los 14 millones y los 20 millones de kilómetros cuadrados (casi la séptima parte de la superficie de las tierras emergidas del planeta) a finales del siglo XVIII, aunque algunos autores, como el historiador Raymond Carr, señalan que uno de sus periodos de máxima expansión es el comprendido entre los años 1580 y 1640, durante los reinados de Felipe II, Felipe III y Felipe IV, período en el que tuvo lugar la unión dinástica con Portugal (considerada una conquista española por un amplio número de historiadores).

## Desde sus orígenes hasta los Reyes Católicos

### Antecedentes medievales
El rey Alfonso III de Asturias fue uno de los primeros reyes en la península ibérica en adoptar la idea imperial durante el siglo IX. En 867 se tituló como Adefonsus totius Hispaniae imperator. Posteriormente, en 877, aparece como Adefonsus Hispaniae imperator, y en 906 como Adefonsus… Hispaniae rex. Varios de sus descendientes también emplearon el título imperial.
A principios del siglo XV, los distintos reinos de la península ibérica perseguían objetivos distintos en su política exterior. Navarra, pronto confinada por la expansión de Castilla y Aragón, orientó sus relaciones hacia Francia. Por otro lado, el Tratado de Almizra delimitó los territorios para la reconquista de las coronas de Castilla y Aragón, lo que las llevó a desarrollar políticas exteriores similares, aunque con intereses diferenciados. Castilla trataba de culminar la Reconquista y evitar nuevas incursiones musulmanas tomando plazas e islas en el norte de África, incluso antes de reconquistar el Reino nazarí de Granada. Al mismo tiempo, atravesaban momentos difíciles por la guerra civil librada entre partidarios de la futura Isabel la Católica y los de Juana la Beltraneja, en la lucha por suceder a Enrique IV.

Territorios de la Corona de Aragón durante la Edad Media

Aragón, por su parte, orientó su política expansionista al Mediterráneo central y oriental. Así, llegó a dominar la península Italiana tras reclamar la herencia de Constanza II de la Casa de Hohenstaufen en Sicilia durante la guerra de güelfos y gibelinos, así como recibir, por donaciones del papa, reinos insulares en Cerdeña y Sicilia. A su vez, la esfera de influencia aragonesa llegó a tener presencia en los Balcanes con la conquista de los Almogávares de territorios griegos como el Ducado de Atenas y el Ducado de Neopatria (durante la Francocracia), e incluso se llegó a desarrollar una geopolítica oriental con Alfonso V el Magnánimo, quien en 1451 logró avasallar al Principado de Albania por medio de Skanderbeg, y también brevemente unos feudos del Reino de Bosnia subordinados a Stjepan Vukčić Kosača (otro vasallo de Aragón hasta su caída). Sin embargo los conflictos con el Imperio otomano y las Repúblicas marítimas italianas le harían perder su control en el Mediterráneo Oriental. 
Está corona a fines de la Edad Media tampoco contaba con un claro pretendiente para suceder a Martín el Humano (fallecido en 1410), pero se resolvió pacíficamente con el Compromiso de Caspe. Al mismo tiempo, este acto plantó las bases para la futura unión con la Corona castellana tras ser elegido Fernando de Antequera, miembro de la dinastía Trastámara reinante en Castilla, abriendo así la puerta para la posterior llegada de Fernando el Católico y la consiguiente unificación de los dos reinos.

### Expansionismo portugués
Por último, Portugal había terminado su reconquista imponiéndose al rey castellano Alfonso X el Sabio en la toma del Algarbe, por lo cual Enrique el Navegante enfocó su expansión hacia el Atlántico, conquistando Ceuta, tomando el control de Madeira en 1425, las islas Azores en 1427 y prosiguiendo la expansión con la implantación de asentamientos en África y Asia para ir abriendo una ruta comercial con la India y China que circunnavegara el Continente Negro.

### La unificación de España y el fin del poder musulmán

Estandarte de la Corona de Castilla.

Señal de la Corona de Aragón.

El matrimonio de los Reyes Católicos (Isabel I de Castilla y Fernando II de Aragón) produjo la unión dinástica de las dos Coronas cuando, tras derrotar a los partidarios de Juana «la Beltraneja» en la guerra de Sucesión castellana, Isabel ascendió al trono. Sin embargo, cada reino mantuvo su propia administración bajo la misma monarquía. La formación de un estado unificado solamente se materializó tras siglos de unión bajo los mismos gobernantes. Los nuevos reyes introdujeron el estado moderno absolutista en sus dominios, que pronto buscaron ampliar.

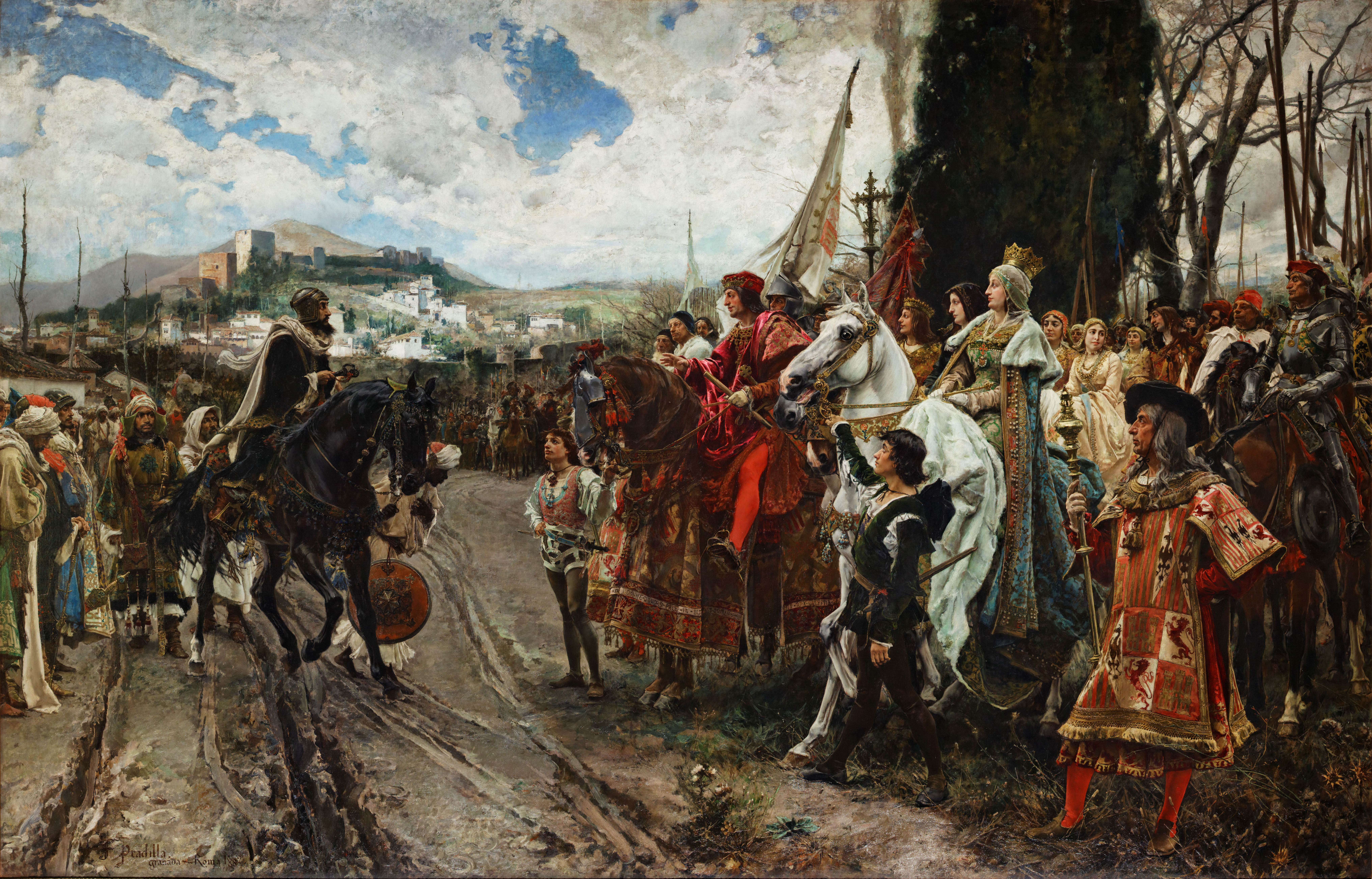
La rendición de Granada, óleo de Francisco Pradilla, 1882. Representa la entrega de las llaves de la ciudad a los Reyes Católicos en 1492.

Castilla había intervenido en el Atlántico, en lo que fue el comienzo de su imperio extrapeninsular, compitiendo con Portugal por su control desde finales del siglo XIV, momento en el cual fueron enviadas varias expediciones andaluzas y vizcaínas a las islas Canarias. La conquista efectiva de dicho archipiélago había comenzado durante el reinado de Enrique III de Castilla, cuando en 1402 Jean de Béthencourt solicitó permiso para tal empresa al rey castellano a cambio de vasallaje; mientras, a lo largo del siglo XV, exploradores portugueses como Gonçalo Velho Cabral colonizarían las Azores, Cabo Verde y Madeira. El Tratado de Alcazobas de 1479, que supuso la paz en la guerra de sucesión castellana, separó las zonas de influencia de cada país en África y el Atlántico, concediendo a Castilla la soberanía sobre las islas Canarias y a Portugal las islas que ya poseía, la Guinea y, en general, «todo lo que es hallado e se hallare, conquistase o descubriere en los dichos términos». La conquista del Reino de Fez quedaba también exclusivamente para el reino de Portugal. El tratado fue confirmado por el papa en 1481, mediante la bula Aeterni regis. Mientras tanto los Reyes Católicos iniciaban la última fase de la conquista de Canarias, asumiendo por su cuenta dicha empresa ante la imposibilidad por parte de los señores feudales de someter a todos los indígenas insulares en una serie de largas y duras campañas. Los ejércitos castellanos se apoderaron de Gran Canaria bajo Juan Rejón y Pedro de Vera (1478-1483), La Palma bajo Alonso Fernández de Lugo (1492-1493) y finalmente de Tenerife, también conquistada por Lugo (1494-1496).
Como continuación a la Reconquista castellana, los Reyes Católicos conquistaron en 1492 el reino taifa de Granada, último reino musulmán de al-Ándalus, que había sobrevivido por el pago de tributos en oro a Castilla, y su política de alianzas con Aragón y el norte de África.
La política expansionista de los Reyes Católicos también se manifestó en el África continental. Con el objetivo de acabar con la piratería que amenazaba las costas andaluzas y las comunicaciones mercantes catalanas y valencianas, se realizaron campañas en el norte de África: Melilla fue tomada en 1497, San Miguel de Saca (luego abandonada) en 1500, Villa Cisneros en 1502, Mazalquivir en 1505, el Peñón de Vélez de la Gomera en 1508, Orán en 1509, Argel, Bugía y Trípoli en 1510. La idea de Isabel I, manifiesta en su testamento, era que la reconquista habría de seguir por el norte de África, en lo que los romanos llamaron Nova Hispania.

### La política europea de los Reyes Católicos

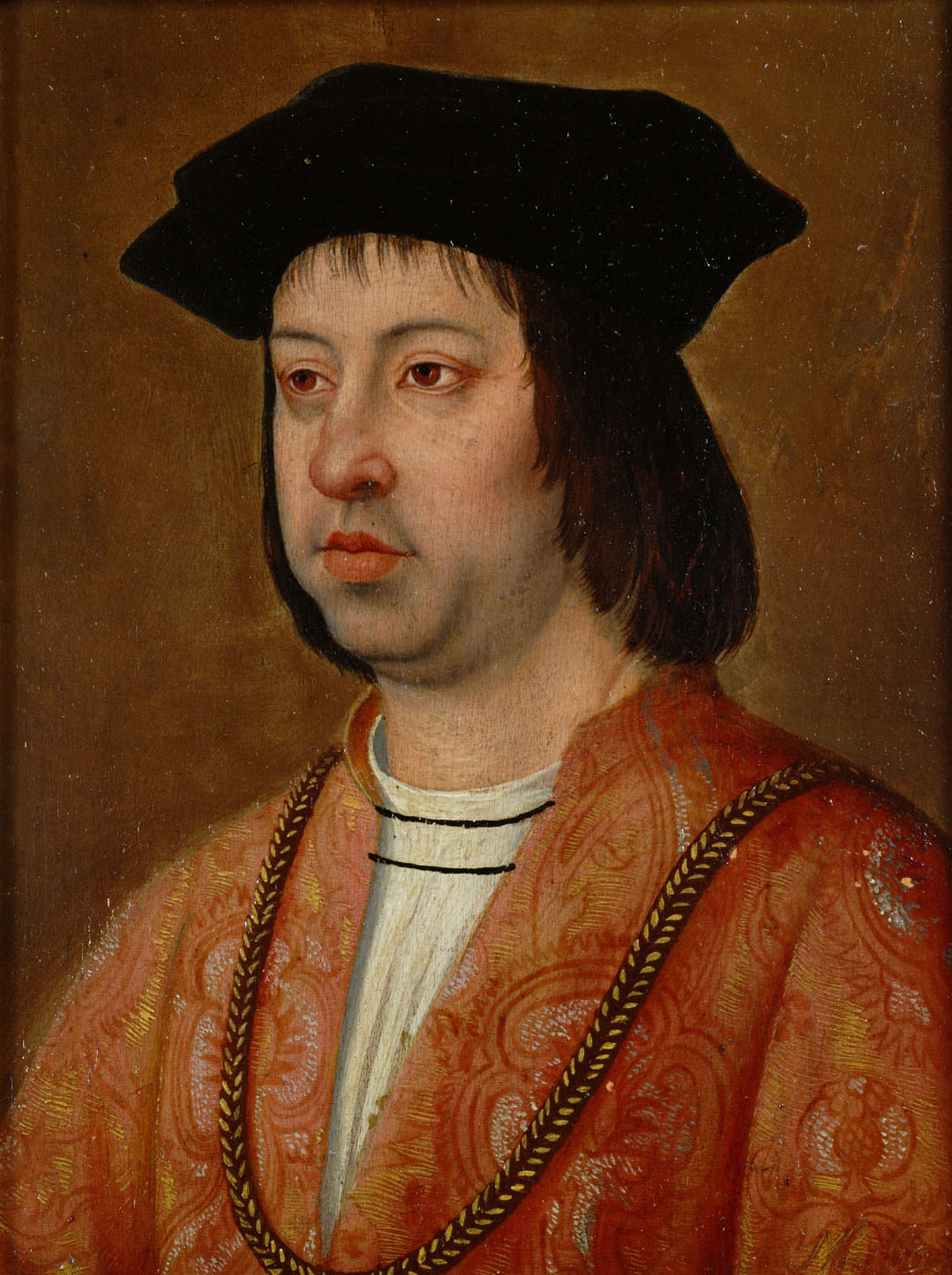
Fernando II de Aragón, responsable de la política expansionista en Italia y Europa de la naciente unión.

Los Reyes Católicos también heredaron la política mediterránea de la Corona de Aragón, y apoyaron a la Casa de Nápoles aragonesa contra Carlos VIII de Francia y, tras su extinción, reclamaron la reintegración de Nápoles a la Corona. Como gobernante de Aragón, Fernando II se había involucrado en la disputa con Francia y Venecia por el control de la península itálica. Estos conflictos se convirtieron en el eje central de su política exterior. En estas batallas, Gonzalo Fernández de Córdoba (conocido como «El Gran Capitán») crearía las coronelías (base de los futuros tercios), como organización básica del ejército, lo que significó una revolución militar que llevaría a los españoles a sus mejores momentos.
Después de la muerte de la reina Isabel, Fernando, como único monarca, adoptó una política más agresiva que la que tuvo como marido de Isabel, utilizando las riquezas castellanas para expandir la zona de influencia aragonesa en Italia, contra Francia, y fundamentalmente contra el reino de Navarra, al que conquistó en 1512.
El trono de Castilla lo asumió su hija la reina Juana I «la Loca», quien fue declarada incapaz de reinar, manteniendo su padre la regencia (aunque en todos los documentos oficiales aparecían Juana y Fernando como reyes, era Fernando quien ejercía el poder).

Pendón heráldico de los Reyes Católicos entre 1492 y 1505.

El primer gran reto del rey Fernando fue en la guerra de la Liga de Cambrai contra Venecia, donde los soldados españoles se distinguieron junto a sus aliados franceses en la batalla de Agnadello (1509). Solo un año más tarde, Fernando se convertía en parte de la Liga Católica contra Francia, viendo una oportunidad de tomar Milán —plaza por la cual mantenía una disputa dinástica— y Navarra. Esta guerra no fue un éxito como la anterior contra Venecia y, en 1516, Francia aceptó una tregua que dejaba Milán bajo su control y de hecho, cedía al monarca hispánico el Reino de Navarra (que Fernando unió a la corona de Castilla), ya que al retirar su apoyo dejaba aislados a los reyes navarros Juan III de Albret y Catalina de Foix. Este hecho fue temporal pues posteriormente volvería a apoyar la lucha de los navarros en 1521.
Con el objetivo de aislar a Francia, se adoptó una política matrimonial que llevó al casamiento de las hijas de los Reyes Católicos con las dinastías reinantes en Inglaterra, Borgoña y Austria. Tras la muerte de Fernando, la inhabilitación de la reina Juana I, hizo que Carlos de Austria, heredero de Austria y Borgoña, fuera también heredero de los tronos españoles.
Carlos tenía un concepto político todavía medieval, y lo desarrolló empleando las riquezas de sus reinos peninsulares en la política europea del Imperio, en vez de seguir la que, con mayor amplitud de miras, había marcado su abuela Isabel en su testamento: continuar la Reconquista en el norte de África. Aunque algunos consejeros españoles lograron que hiciera algunas campañas hacia ese objetivo (Orán, Túnez, Argelia), sin embargo, no consideró ese fin tan importante como las inacabables disputas religioso-políticas de su herencia centroeuropea y, como además, gran parte del ímpetu conquistador de los castellanos se dirigió hacia las tierras nuevamente descubiertas de las Indias Occidentales, no colaboró decididamente en el engrandecimiento de sus reinos peninsulares, salvo en lo que se refiere a las campañas italianas. Ese abandono de la política de conquista del norte de África daría quebraderos de cabeza a la Europa mediterránea hasta el siglo XIX.
Durante estas épocas en las que España era una Potencia europea, se empezaron a desarrollar intercambios científicos-geográficos con figuras como Hieronymus Münzer, Martin Behaim y los humanistas de Núremberg. Además que empezaría a ser un atractivo comercial por parte de familias banqueras alemanas e italianas, y también un ambiente de prestigio entre europeos para el estudio de teología católica frente a los desafíos de la Reforma protestante.

### El descubrimiento del Nuevo Mundo

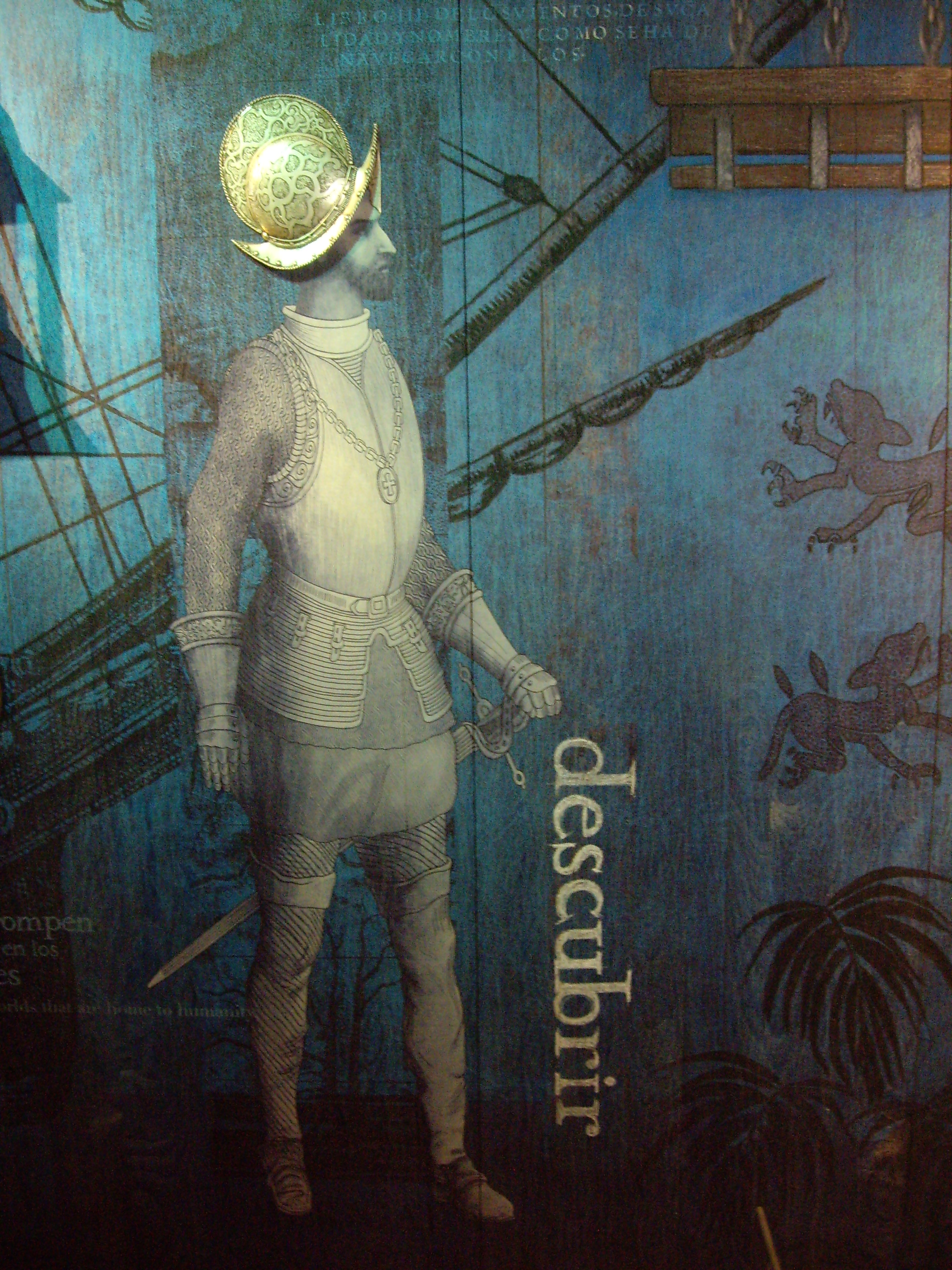
Conquistador español en el mural del Pabellón de la navegación de Sevilla, España.

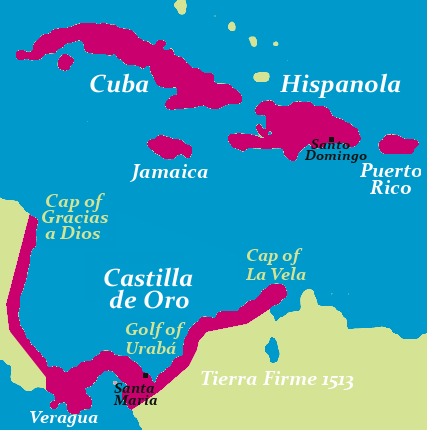
Imagen que representa las posesiones en 1513 Antillas mayores y Castilla de Oro de la Tierra Firme

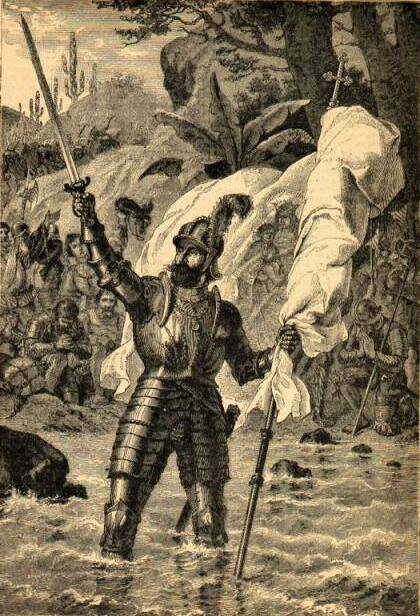
Vasco Núñez de Balboa tomando posesión del mar del Sur.

Sin embargo, la expansión atlántica sería la que daría los mayores éxitos. Para alcanzar las riquezas de Oriente, cuyas rutas comerciales (especialmente de las especias de las islas del Pacífico) bloqueaban los otomanos o monopolizaban genoveses y venecianos, los portugueses y los españoles compitieron por hallar una nueva ruta que no fuera la tradicional, por tierra, a través de Oriente Próximo. Los portugueses, que habían terminado mucho antes que los españoles su Reconquista, habían comenzado entonces sus expediciones, tratando primero de acceder a las riquezas africanas y luego de circunnavegar África, lo que les daría el control de islas y costas del continente, para abrir una nueva ruta a las Indias Orientales, sin depender del comercio a través del Imperio otomano, monopolizado por Génova y Venecia, poniendo el germen del Imperio portugués.
Más tarde, cuando Castilla terminó su reconquista, los Reyes Católicos, apoyaron a Cristóbal Colón quien, al parecer convencido de que la circunferencia de la Tierra era menor que la real, quiso alcanzar Cipango (Japón), Catay (China), las Indias, el Oriente navegando hacia el Oeste, con el mismo fin que los portugueses: independizarse de las ciudades italianas para conseguir las mercancías de Oriente, principalmente, especias y seda (más fina que la producida en el reino de Murcia desde la dominación árabe). A medio camino estaba América y, según se acepta mayoritariamente, sin saberlo, descubrió el continente para el resto del mundo, que vivía ignorante de su existencia, iniciando la colonización española de esas tierras.
Las nuevas tierras fueron reclamadas por los Reyes Católicos, con la oposición de Portugal. Finalmente el papa Alejandro VI medió, llegándose al Tratado de Tordesillas, que dividía las zonas de influencia española y portuguesa a 370 leguas al oeste de las islas de Cabo Verde (el meridiano situado a 46° 37′) longitud oeste, siendo la zona occidental la correspondiente a España y la oriental a Portugal. Así, España se convertía teóricamente en dueña de la mayor parte del continente con la excepción de una pequeña parte, la oriental —lo que hoy día es el extremo de Brasil—, que correspondía a Portugal. En adelante, esta cesión papal, junto a la responsabilidad evangelizadora sobre los territorios descubiertos, fue usada por los Reyes Católicos como legitimación en su expansión imperial. Poco después, esta «legitimación» fue discutida por la Escuela de Salamanca.
Además de la toma de La Española, que se culminó a principios del siglo XVI, los colonos empezaron a buscar nuevos asentamientos. La convicción de que había grandes territorios por colonizar en las nuevas tierras descubiertas produjo el afán por buscar nuevas conquistas. Desde allí, Juan Ponce de León conquistó Puerto Rico y Diego Velázquez, Cuba. Alonso de Ojeda recorrió la costa venezolana y centroamericana, Diego de Nicuesa ocupó lo que hoy día es Nicaragua y Costa Rica, mientras Vasco Núñez de Balboa llegaba a Panamá y alcanzaba el mar del Sur (océano Pacífico).

## El imperio de los Austrias (1516-1700)

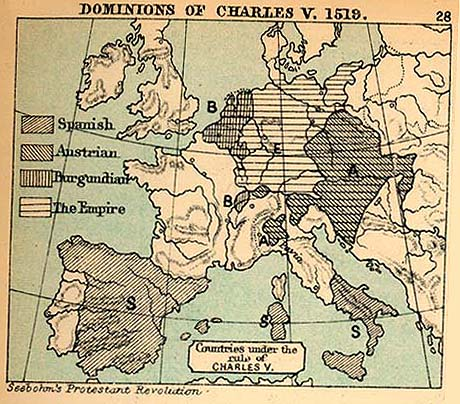
Territorios controlados por Carlos I en 1519

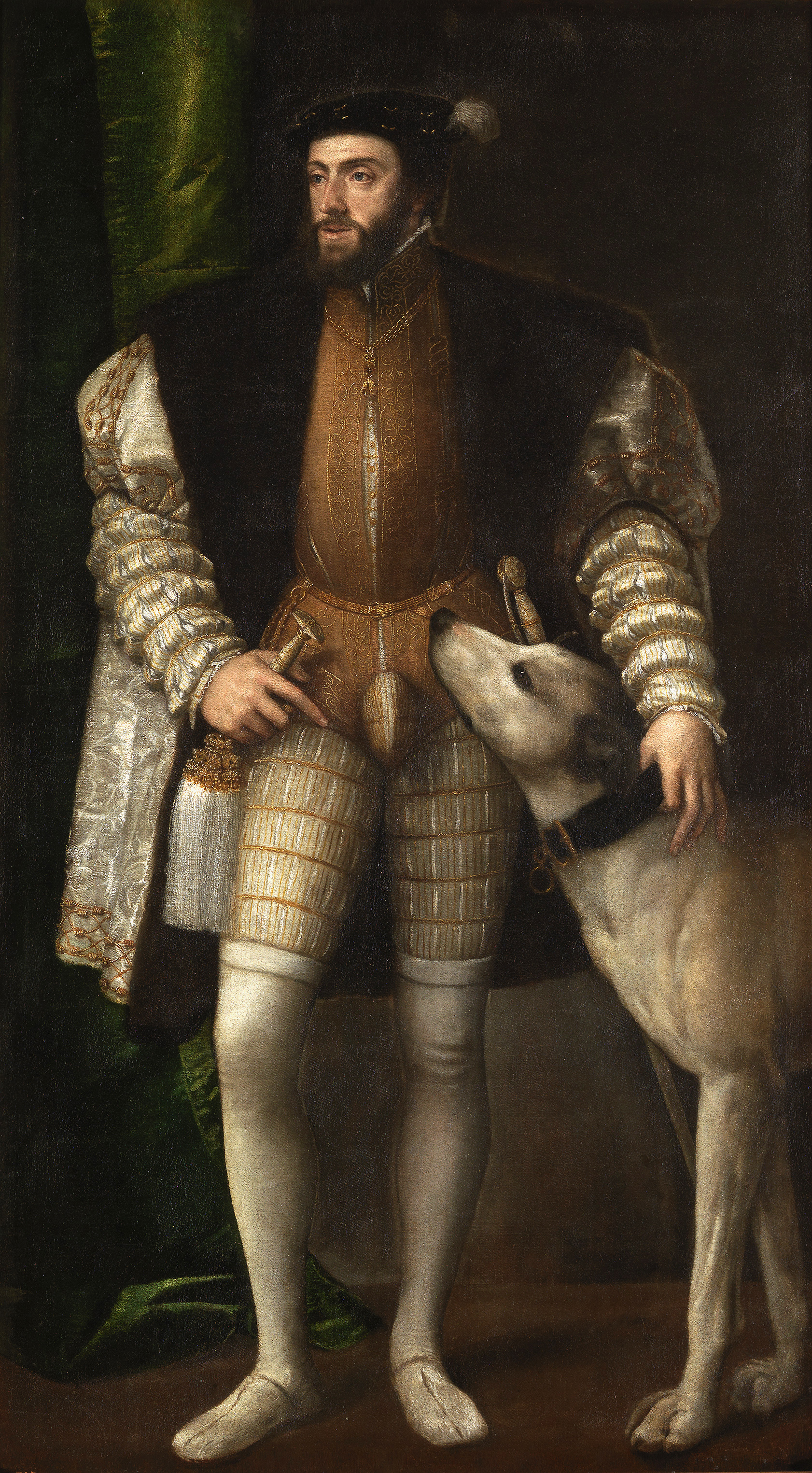
Retrato de Carlos I por Tiziano

Cruz de Borgoña, una de las varias enseñas navales utilizadas por la Monarquía Hispánica en el periodo.

El periodo comprendido entre la segunda mitad del siglo XVI y la primera del XVII es conocido como el Siglo de Oro por el florecimiento de las artes y las ciencias que se produjo.
Durante el siglo XVI España llegó a tener una auténtica fortuna de oro y plata extraídos de «Las Indias». En el estudio económico realizado por Earl J.Hamilton (1975), «El tesoro americano y la Revolución de los precios en España, 1501-1659», esa fortuna tiene unas cifras concretas. Hamilton describe que en los siglos XVI y XVII, desde 1503 y durante los 160 años siguientes, durante la mayor actividad minera, arribaron desde la América española 16 900 toneladas de plata y 181 toneladas de oro. Sus cuentas son minuciosas: 16 886 815 303 gramos de plata y 181 333 180 gramos de oro.
Se decía durante el reinado de Felipe II que «el Sol no se ponía en el Imperio», ya que estaba lo suficientemente disperso como para tener siempre alguna zona con luz solar. Este imperio tenía su centro neurálgico en Madrid sede de la Corte con Felipe II, siendo Sevilla el punto fundamental desde el que se organizaban las posesiones ultramarinas.
Como consecuencia del matrimonio político de los Reyes Católicos y de los casamientos estratégicos de sus hijos, su nieto, Carlos I heredó la Corona de Castilla en la península ibérica y una incipiente expansión en América (herencia de su abuela Isabel); las posesiones de la Corona de Aragón en el Mediterráneo italiano e ibérico (de su abuelo Fernando); las tierras de los Habsburgo en Austria a las que él incorporó Bohemia y Silesia logrando convertirse tras una disputada elección con Francisco I de Francia en emperador del Sacro Imperio Romano Germánico con el nombre de Carlos V de Alemania; además de los Países Bajos a los que añadió nuevas provincias y el Franco Condado, herencia de su abuela María de Borgoña; conquistó personalmente Túnez y en pugna con Francia la región de Lombardía. Era un imperio compuesto de un conglomerado de territorios heredados, anexionados o conquistados.

Escudo de Carlos I.

La dinastía Habsburgo gastaba las riquezas castellanas y ya desde los tiempos de Carlos V pero en mayor medida a partir de Felipe II, las americanas, en guerras en toda Europa con el objetivo fundamental de proteger los territorios adquiridos, los intereses de los mismos, la causa católica y a veces por intereses meramente dinásticos. Todo ello produjo el impago frecuente de deudas contraídas con los banqueros, primero alemanes y genoveses después, y dejó a España en bancarrota. Los objetivos políticos de la Corona eran varios:
- El acceso a los productos americanos (oro, plata, bienes colombinos), africanos (diamantes, comercio de esclavos) y asiáticos (porcelana, especias, seda).
- Minar el poder de Francia y su sistema de alianzas con Europa Oriental, contenerla en sus fronteras orientales y detener su expansionismo sobre Italia, los Pirineos y los dominios del SIRG.
- Contener en Europa y el Norte de África la expansión del Imperio otomano (gran potencia musulmana que aspiraba a un Imperio universal y además negaba la legitimidad romano-imperial del SIRG) y la amenaza del Islam ante un renovado califato. Además, se buscaba neutralizar la piratería berberisca que asolaba las posesiones mediterráneas españolas e italianas, así como al resto de la Cristiandad con la Esclavitud blanca de no-musulmanes.
- Mantener la hegemonía católica de los Habsburgo en Europa central, buscando consolidar los Poderes universales de Dominium mundi del Emperador Romano Germánico y el Papa sobre toda la Res publica christiana. Desembocando en la defensa hispano-austríaca de los intereses de la Iglesia católica en Alemania y Europa del norte contra el cisma de la Reforma protestante, así como en fomentar el espíritu misionero para Evangelizar América y las Indias recientemente conquistadas, como el espíritu Cruzado contra los Emiratos islámicos y Señoriós paganos hostiles de Oriente.

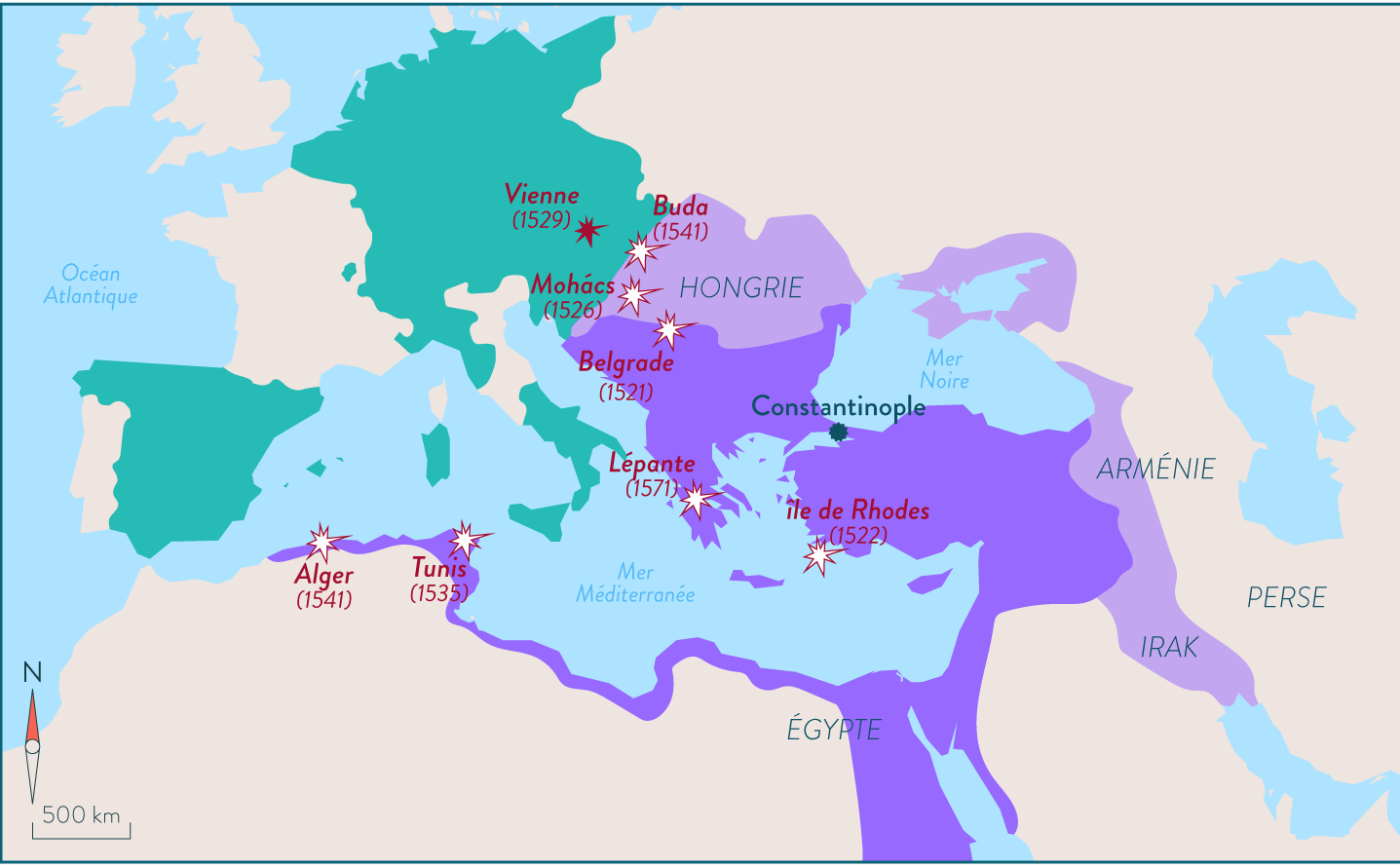
Mapa de las Guerras habsburgo-otomanas durante el apogeo de la Casa de Austria. España estuvo presente en todos los teatros de guerra.

Ante la posibilidad de que Carlos I decidiera apoyar la mayor parte de las cargas de su imperio en el más rico de sus reinos, el de Castilla, lo cual no gustaba a los castellanos que no deseaban contribuir con oro, plata o caballos a guerras europeas que sentían ajenas, y enfrentados a un creciente absolutismo por parte del rey comenzó una sublevación que aún se celebra cada año llamada de los Comuneros, en la cual los rebeldes fueron derrotados. 
Carlos I de España y luego V de Alemania se convertía en el hombre más poderoso de Europa, con un imperio europeo que solo sería comparable en tamaño al de Napoleón Bonaparte. El emperador intentó sofocar la Reforma protestante en la Dieta de Worms, pero Lutero renunció a retractarse de su herejía. Firme defensor de la Catolicidad, durante su reinado se produjo sin embargo lo que se llamó el Saco de Roma, cuando sus tropas fuera de control atacaron la Santa Sede después de que el papa Clemente VII se uniera a la Liga de Cognac contra él.

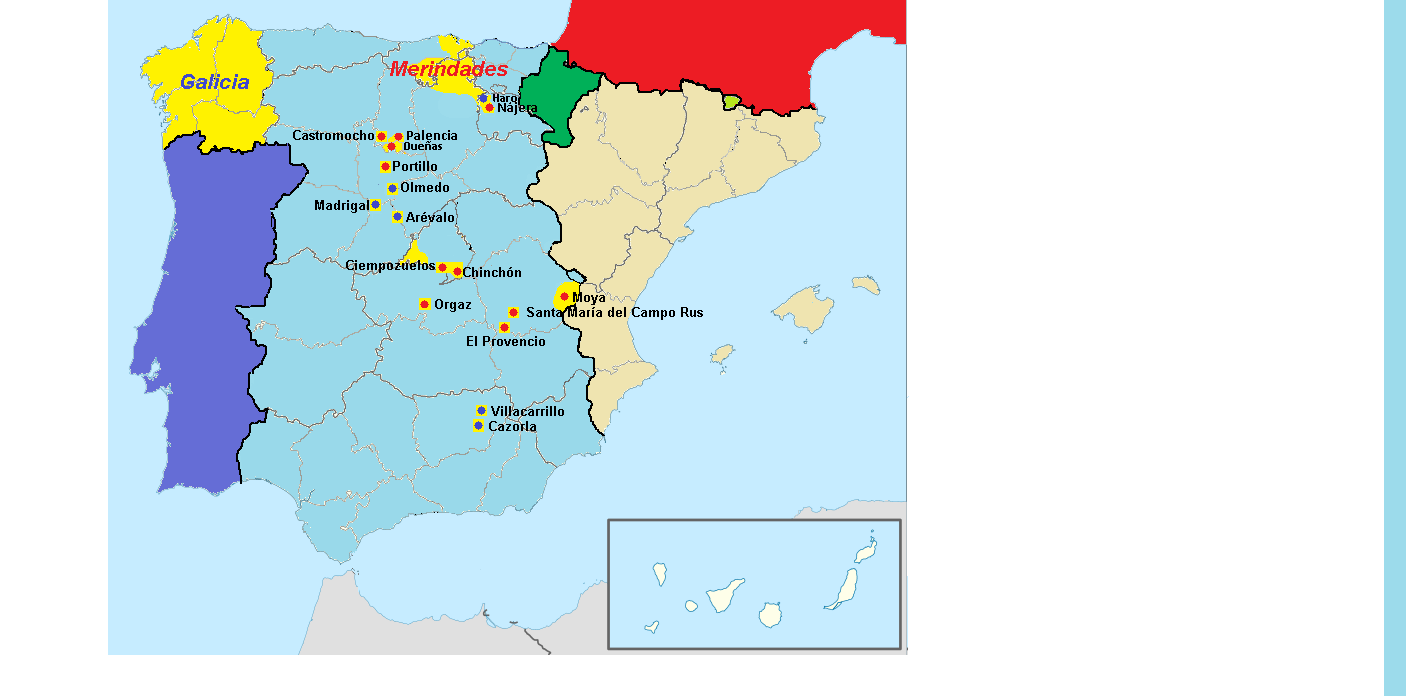
Revueltas contra Carlos V de Alemania en la Guerra de las Comunidades de Castilla

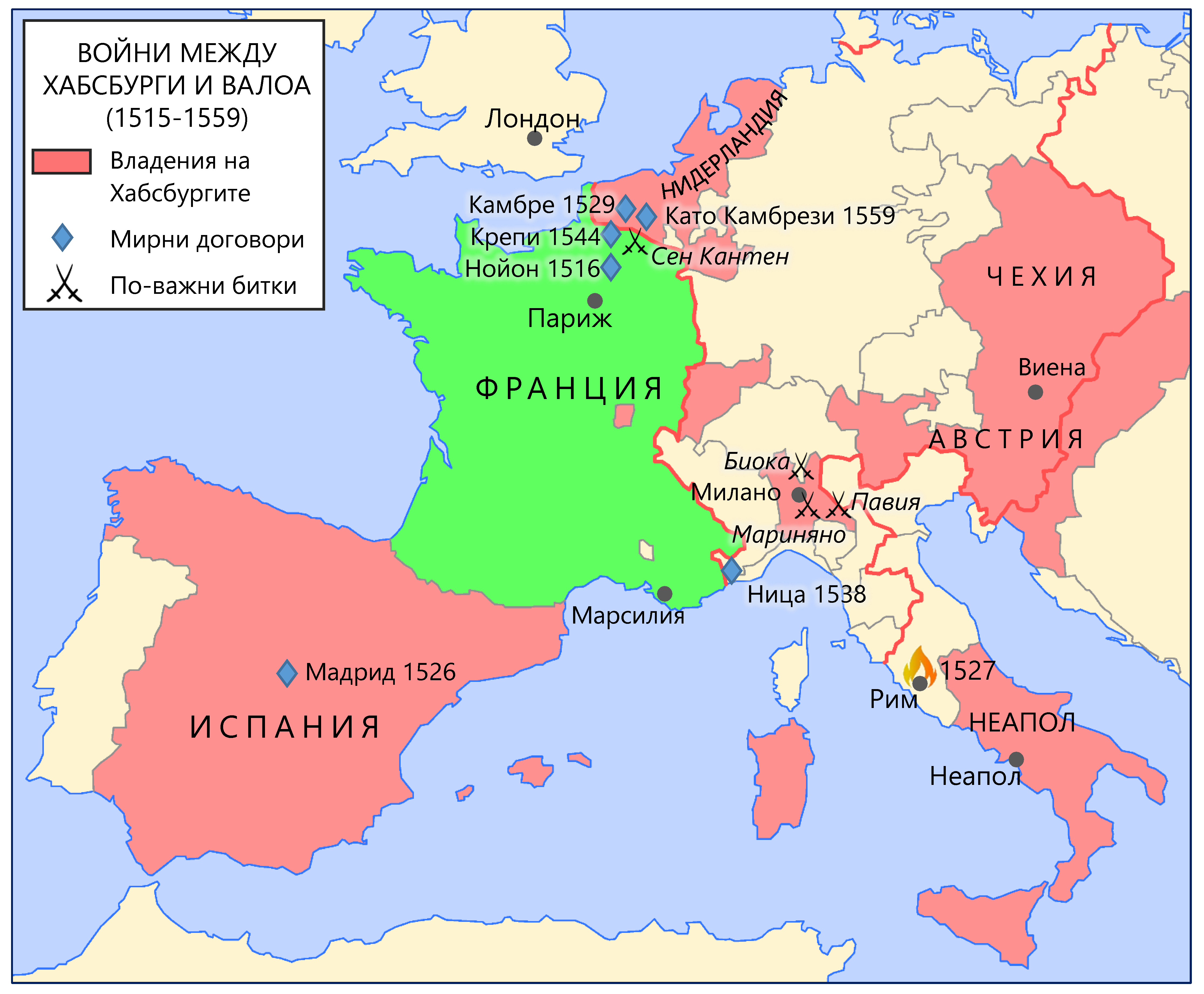
Rivalidad franco-alemana entre Valois y Habsburgos en Europa Occidental durante los tiempos de Carlos I de España

Pese a que Carlos I era flamenco y su lengua materna era el francés vivió un proceso de españolización o, más concretamente, de castellanización. Así, cuando se entrevistó con el papa, le habló en español y más tarde, cuando recibió al embajador de Francia, un obispo francés se quejó por no haber entendido el discurso, a lo que el emperador contestó: «Señor obispo, entiéndame si quiere y no espere de mí otras palabras que de mi lengua española, la cual es tan noble que merece ser sabida y entendida de toda la gente cristiana». Esta frase ha calado bastante en los españoles y, siglos después, aún se utiliza el dicho «Que hable en cristiano» cuando un español (o casi todo otro hispanoparlante) quiere que se le traduzca lo dicho.

### La conquista de América y la expansión en Asia y Oceanía

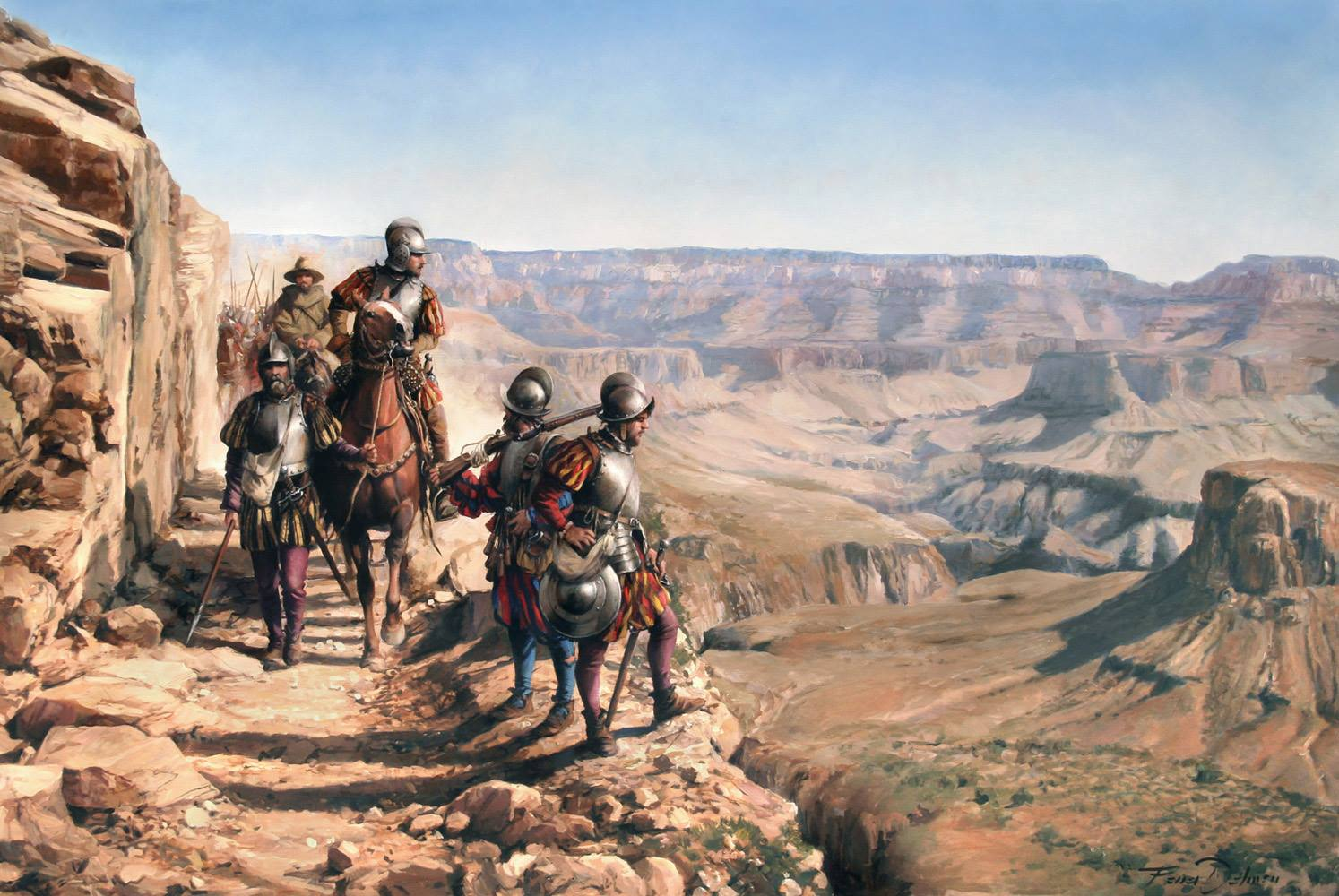
La conquista del Colorado, óleo de Augusto Ferrer-Dalmau que retrata la expedición de Francisco Vázquez de Coronado.

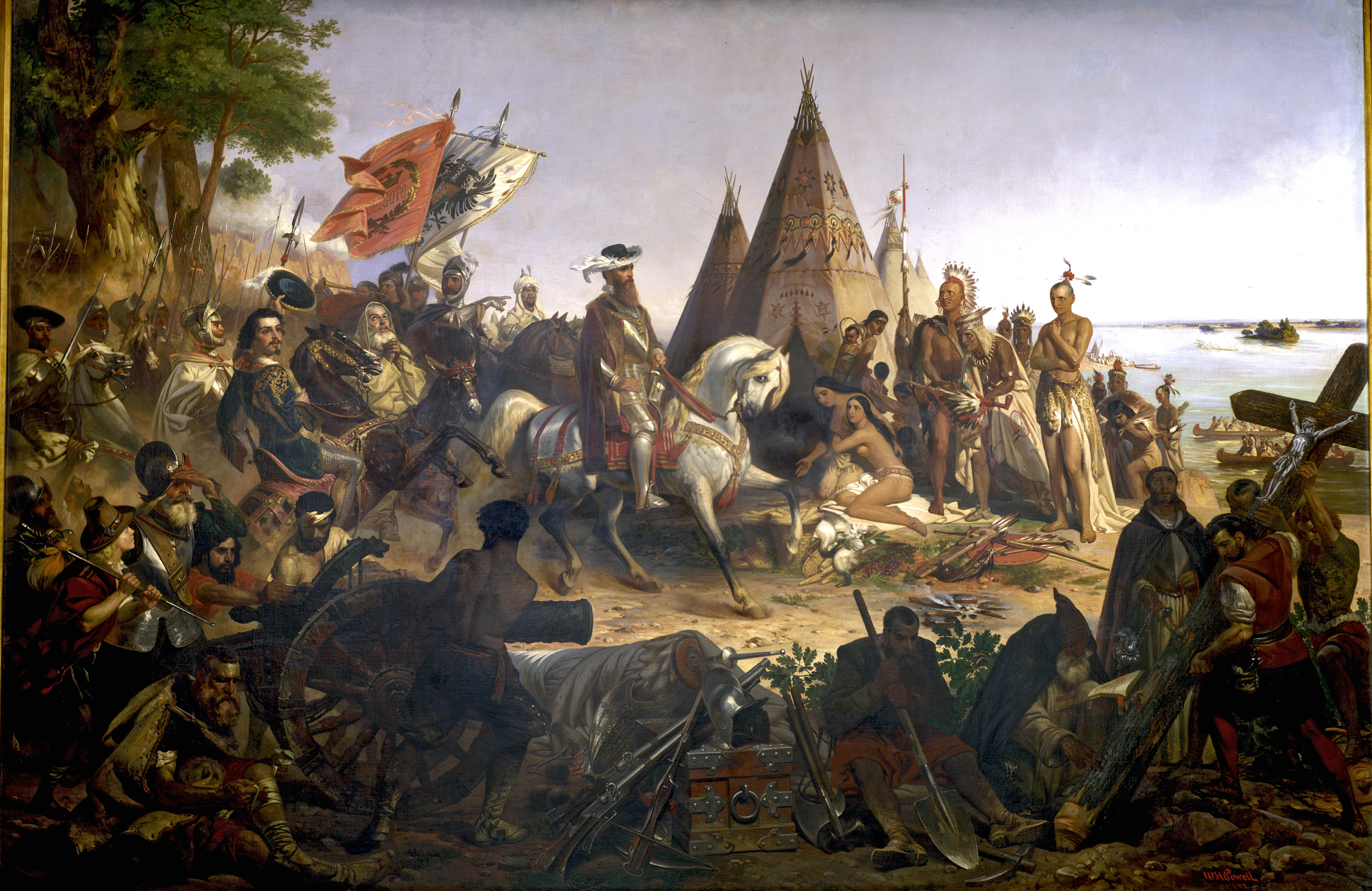
«Descubrimiento» del río Misisipí.

Mare clausum ibéricos en la Era de los Descubrimientos.

La conquista continuó en la América continental y en la expansión en Asia y Oceanía. Hernán Cortés llegó a Imperio azteca y Francisco Pizarro al Imperio inca. Años después, bajo Felipe II, el imperio español se convirtió en una nueva fuente de riqueza para los reinos españoles y de su poder en Europa, pero también contribuyó a elevar la inflación, lo que perjudicó a la industria peninsular. Como siempre ocurre, la economía más poderosa, la española, comenzó a depender de las materias primas y manufacturas de países más pobres, con mano de obra más barata, lo cual facilitó la revolución económica y social en Francia, Inglaterra y otras partes de Europa. Los problemas causados por el exceso de metales preciosos fueron discutidos por la Escuela de Salamanca, lo que creó un nuevo modo de entender la economía que los demás países europeos tardaron mucho en comprender.[cita requerida]
Por otro lado, los enormes e infructuosos gastos de las guerras a las que arrastró la política europea de Carlos I heredados por su sucesor Felipe II, llevaron a que se financiasen con préstamos de banqueros, tanto españoles como de Génova, Amberes y sur de Alemania, lo que hizo que los beneficios que pudo tener la Corona (el Estado, al cabo) fueran mucho menores que los que obtuvieron más tarde otros países con intereses imperiales, como los Países Bajos y posteriormente Inglaterra.

### De la batalla de Pavía a la Paz de Augsburgo (1521-1555)
Desde 1492, la colonización del Nuevo Mundo fue encabezada por una serie de guerreros-exploradores conocidos como conquistadores. Aprovecharon para esta empresa el hecho de que algunos pueblos nativos estaban en guerra con otros y muchos se mostraron dispuestos a sellar alianzas con los españoles para derrotar a enemigos más poderosos como los aztecas o los incas. La conquista, además, fue facilitada por la superioridad tecnológica, incluida la logística, y la propagación en América de enfermedades comunes en Europa (p. ej.: viruela), pero desconocidas en el Nuevo Mundo, que diezmaron a los pueblos originarios de América.
Los principales conquistadores fueron Hernán Cortés, quien entre 1519 y 1521, con alrededor de 200 000 aliados amerindios, derrotó al Imperio azteca, en momentos que este era arrasado por la viruela, y entró en México, que sería la base del virreinato de Nueva España, que se extendería hacia el sur rápidamente gracias a las conquistas de Pedro de Alvarado, lugarteniente de Cortés, que, entre 1521 y 1525, incorporó las actuales repúblicas de Guatemala, Honduras y El Salvador a los dominios españoles; y Francisco Pizarro quien emprendería la conquista del Perú en 1531 cuando el Imperio incaico estaba gravemente desorganizado por efecto de la guerra civil y de la epidemia de viruela de 1529. El fruto de esta conquista fue el establecimiento del Virreinato del Perú.

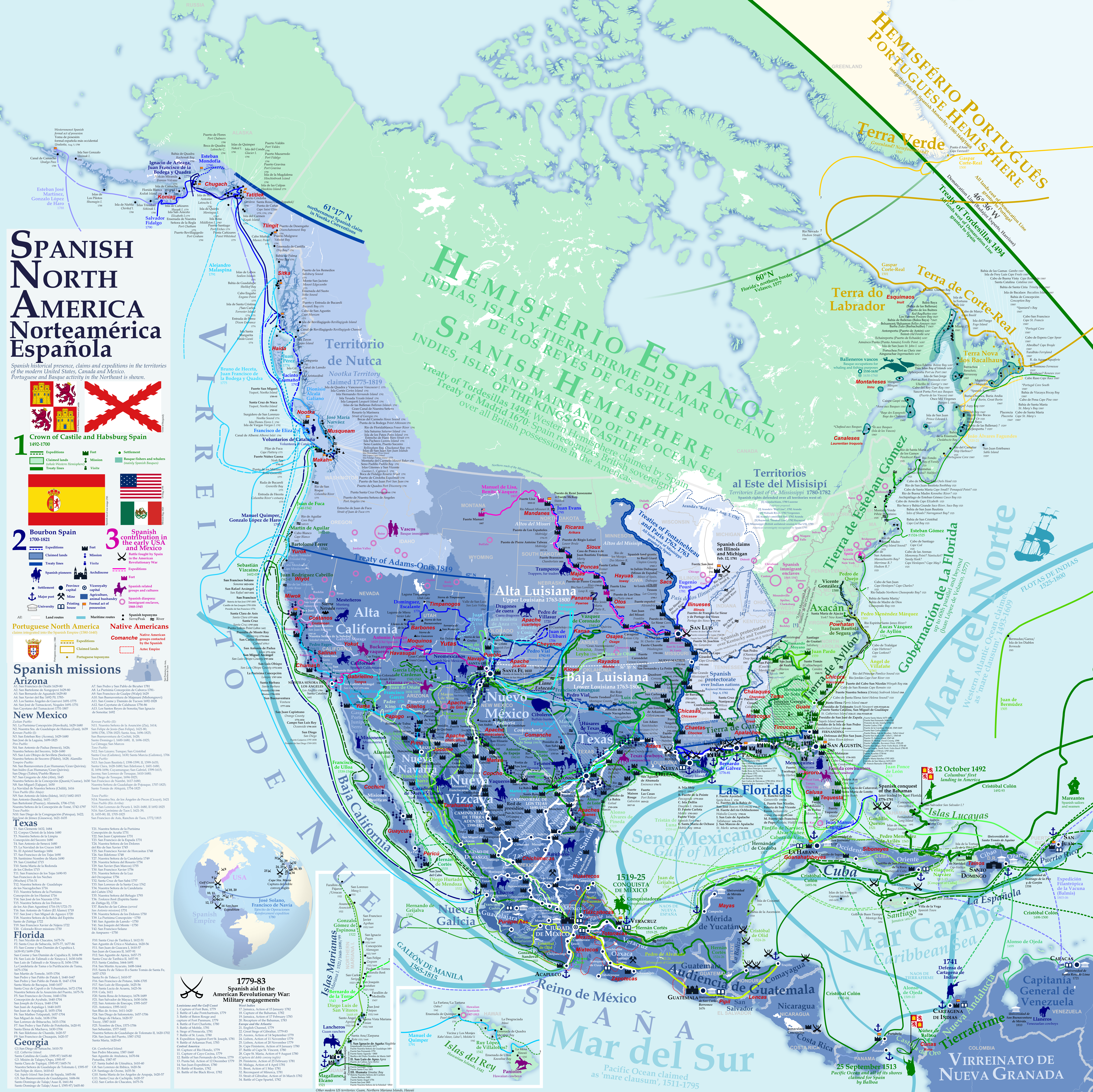
Exploración española de América del Norte.

Tras la conquista de México, las leyendas sobre ciudades «doradas» (Cíbola en Norteamérica, El Dorado en Sudamérica) originaron numerosas expediciones, pero muchas de ellas regresaron sin encontrar nada, y las que encontraron algo dieron con mucho menos valor de lo esperado. De todos modos, la extracción de oro y plata fue una importante actividad económica del Imperio español en América, estimándose en 850 000 kilogramos de oro y más de 100 veces esa cantidad en plata durante el período imperial. No fue menos importante el comercio de otras mercaderías como la cochinilla, la vainilla, el cacao, el azúcar (la caña de azúcar fue llevada a América donde se producía mejor que en el sur de la península, donde había sido introducida por los árabes). La exploración de este Nuevo Mundo, conocido como las Indias occidentales, fue intensa, realizándose hazañas tales como la primera circunnavegación del globo en 1522 por Juan Sebastián Elcano (que sustituyó a Fernando de Magallanes, promotor de la expedición y que murió en el camino).
En Europa, sintiéndose rodeado por las posesiones de los Habsburgo Francisco I de Francia invadió en 1521 las posesiones españolas en Italia e inició una nueva era de hostilidades entre Francia y España, apoyando a Enrique II de Navarra para recuperar el reino arrebatado por los españoles. Un levantamiento de la población navarra junto a la entrada de 12 000 hombres al mando del general Asparrots, André de Foix, en pocos días recuperó todo el reino con escasas víctimas. Sin embargo el ejército imperial se reconstituyó con rapidez, formando unas tropas de 30 000 hombres bien pertrechadas, entre ellas muchos de los comuneros rendidos para redimir su pena. El general Asparrots, en vez de consolidar el reino, se dirigió a sitiar Logroño, con lo que los navarro-gascones sufrieron una severa derrota en la sangrienta batalla de Noáin, dejando el control de Navarra en manos de España.

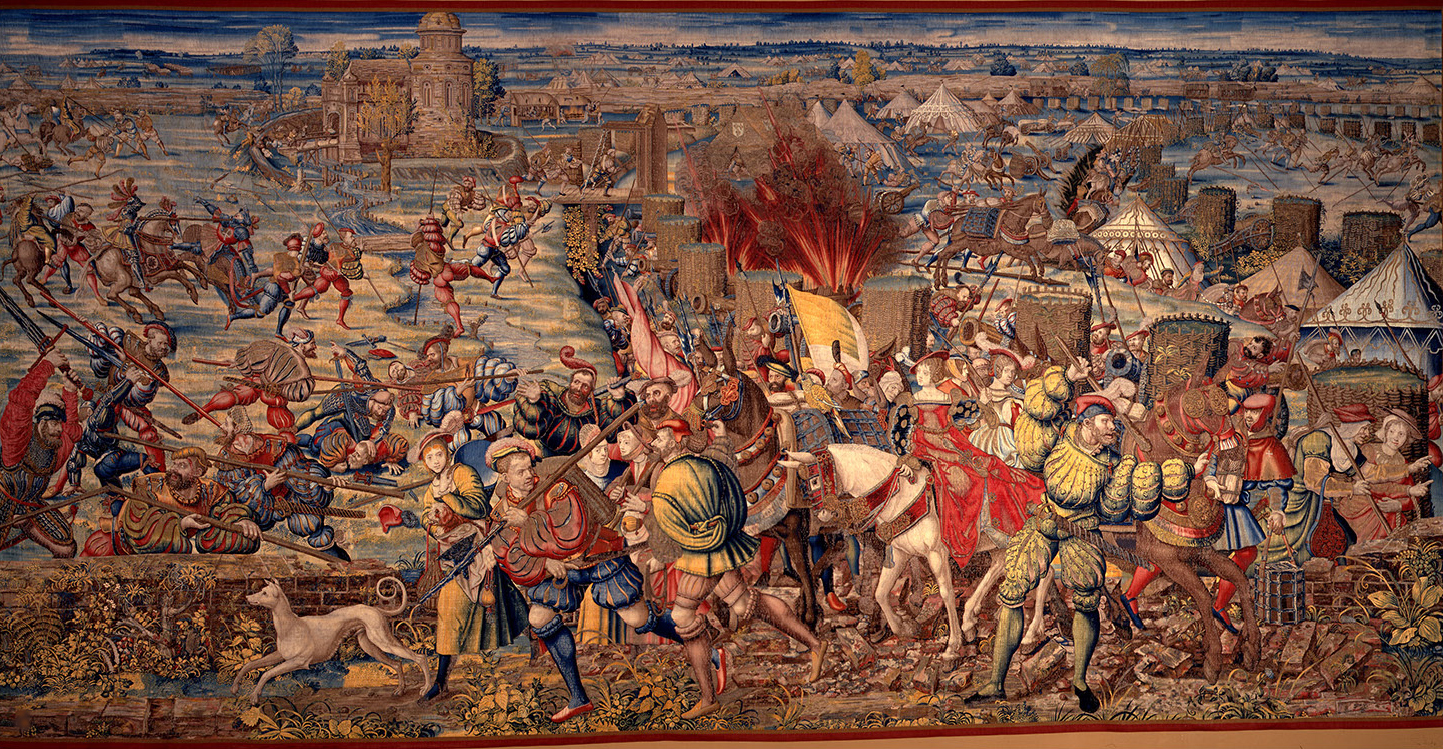
Batalla de Pavía en 1525. Tapiz de Bernard van Orley.

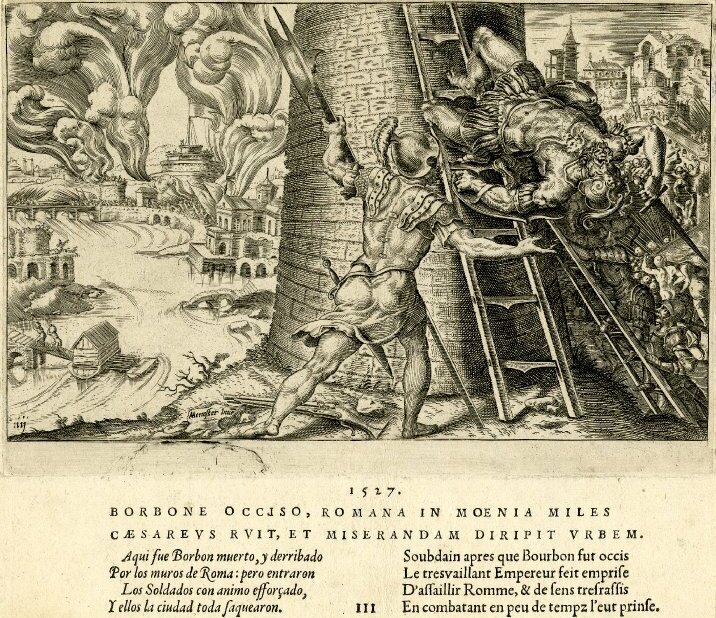
El Saco de Roma, por Martin van Heemskerck (1527).

Por otra parte, en el frente de guerra de Italia, fue un desastre para Francia, que sufrió importantes derrotas en Bicoca (1522), Pavía (1525) —en la que Francisco I y Enrique II fueron capturados— y Landriano (1529) antes de que Francisco I claudicase y dejase Milán en manos españolas una vez más. La victoria de Carlos I en la batalla de Pavía, 1525, sorprendió a muchos italianos y alemanes, al demostrar su empeño en conseguir el máximo poder posible. El papa Clemente VII cambió de bando y unió sus fuerzas con Francia y los emergentes estados italianos contra el emperador, en la Guerra de la Liga de Cognac. La Paz de Barcelona, firmada entre Carlos I y el papa en 1529, estableció una relación más cordial entre los dos gobernantes y de hecho nombraba a España como defensora de la causa católica y reconocía a Carlos como rey de Lombardía en recompensa por la intervención española contra la rebelde República de Florencia.
En 1528, el gran almirante Andrea Doria se alió con el emperador para desalojar a Francia y restaurar la independencia genovesa. Esto abrió una nueva perspectiva: en este año se produce el primer préstamo de los bancos genoveses a Carlos I.
Durante esta época de Unión personal entre el Sacro Imperio Romano Germánico y la Monarquía Hispánica en la persona de Carlos, llegarían a florecer las Relaciones entre Alemania y España. Varios soberanos alemanes, como los Electores del palatinado ( Ottheinrich o Federico II), llegarían a viajar a España a fortalecer lazos diplomáticos; mientras que por medio de la Corte de Carlos, grandes figuras de la Nobleza española (como Fernando Álvarez de Toledo y Pimentel o Garcilaso de la Vega) tendrían prominencia en las decisiones del Sacro Imperio, llegando a haber representantes españoles en los Reichstag. Además, las casas comerciales de la Dinastía Welser y la Dinastía Fugger serían los banqueros que patrocinarían las empresas de Carlos, a su vez que ingresaban a España y Portugal con expandir sus sucursales comerciales (los Welser incluso llegarían al Nuevo Mundo a través de la concesión de Klein-Venedig, mientras que los Fugger rentarían la mina de mercurio más productiva del mundo en Almadén), lo cual fomento el desarrollo económico de Europa y aceleró el Intercambio colombino.

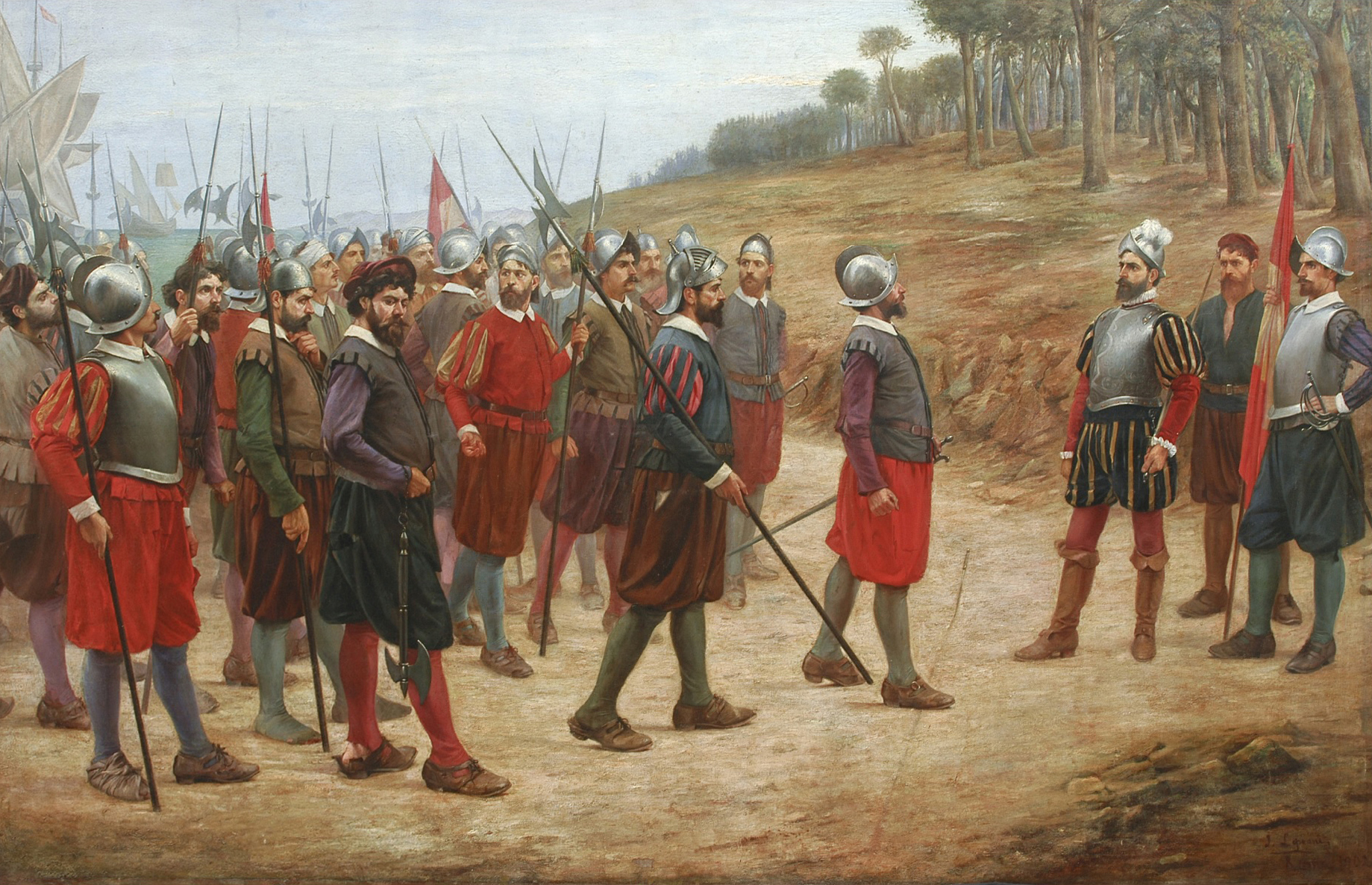
Los Trece de la Fama, algunos de los conquistadores del Perú más representativos.

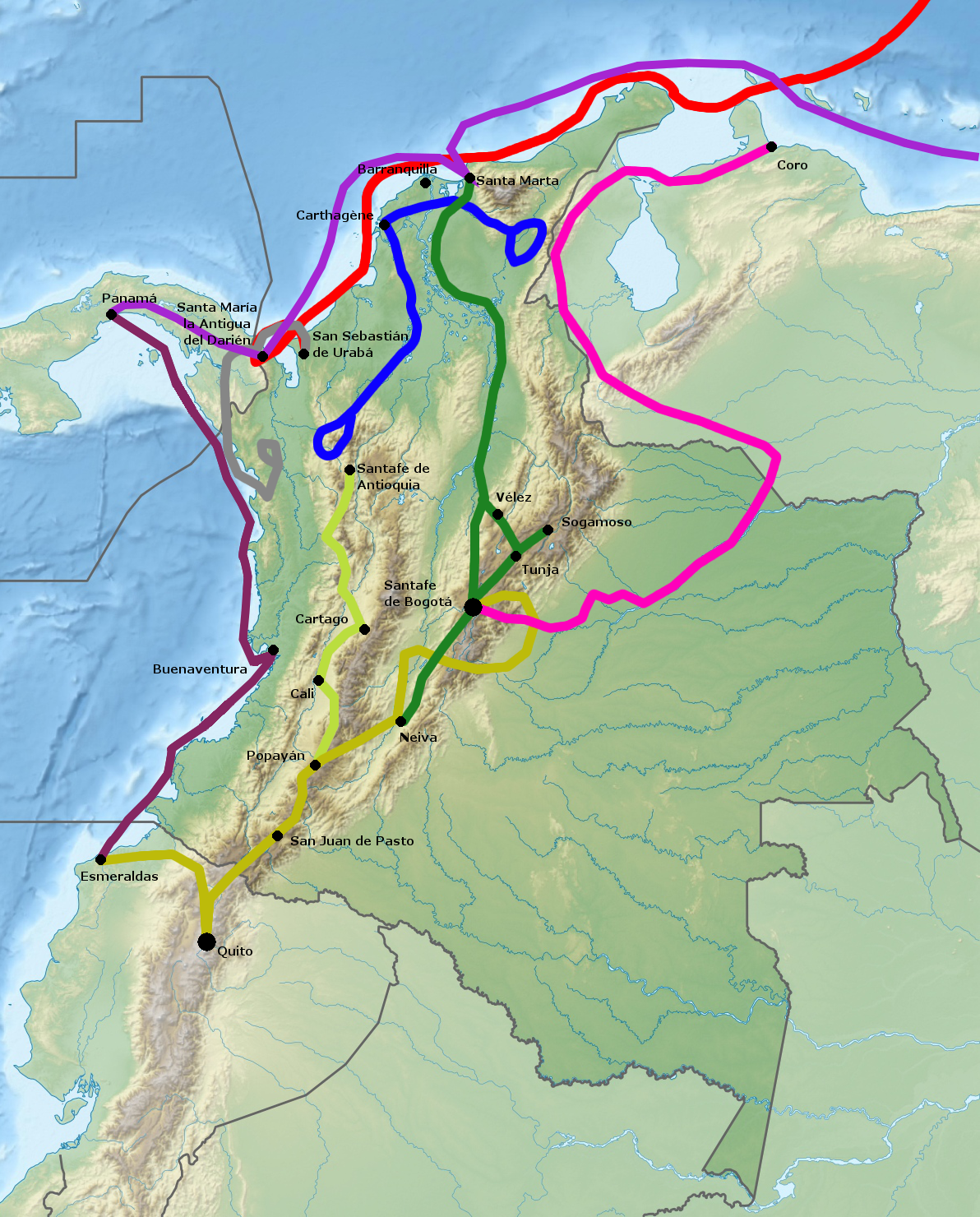
Mapa de la Conquista de Colombia

La colonización americana seguía mientras imparable. Después de la conquista del Perú, la primera ciudad fundada originalmente española fue Santiago de Quito (posteriormente y en otra localización Santiago de Guayaquil) por Sebastián de Belalcázar y Diego de Almagro por órdenes de Francisco Pizarro en las llanuras del Tapi, Ecuador, mientras, más al norte, Santafé de Bogotá fue fundada en 1538 por Gonzalo Jiménez de Quesada y Pedro de Mendoza fundó Buenos Aires en 1536. En la década de 1540, Francisco de Orellana exploraba la selva y llegó al Amazonas. En 1541, Pedro de Valdivia, continuó las exploraciones de Diego de Almagro, fundando el 12 de febrero de dicho año, la ciudad de Santiago de Nueva Extremadura instaurando la Gobernación de Chile y dando inicio a la guerra de Arauco. Ese mismo año, se terminó de conquistar la Confederación muisca, que ocupaba el centro de Colombia, y de asentarse el Nuevo Reino de Granada.

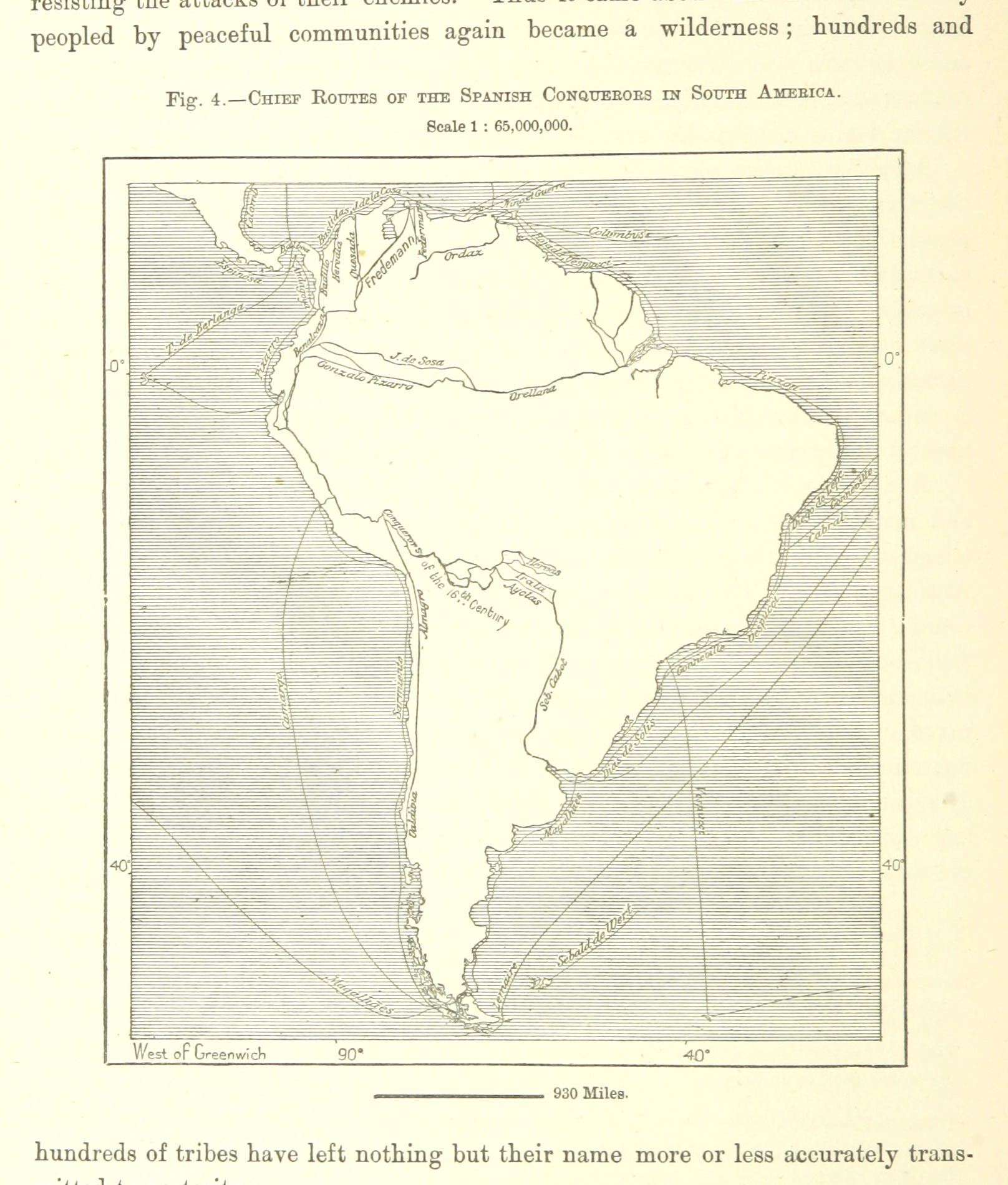
Exploración española de América del Sur

Como consecuencia de la defensa que la Escuela de Salamanca y Bartolomé de las Casas hicieron de los nativos, la Corona española se dio relativa prisa en dictar leyes para protegerlos en sus posesiones americanas. Las Leyes de Burgos de 1512 fueron sustituidas por las Leyes Nuevas de Indias de 1542.
En 1543, Francisco I de Francia anunció una alianza sin precedentes con el sultán otomano Solimán el Magnífico, para ocupar la ciudad de Niza, bajo control español. Enrique VIII de Inglaterra, que guardaba más rencor contra Francia que contra el emperador, a pesar de la oposición de este al divorcio de Enrique con su tía, se unió a este último en su invasión de Francia. Aunque las tropas imperiales sufrieron alguna derrota como la de Cerisoles, el emperador consiguió que Francia aceptara sus condiciones. Los austriacos, liderados por el hermano pequeño del emperador Carlos, continuaron luchando contra el Imperio otomano por el este. Mientras, Carlos I se preocupó de solucionar un viejo problema: la Liga de Esmalcalda.

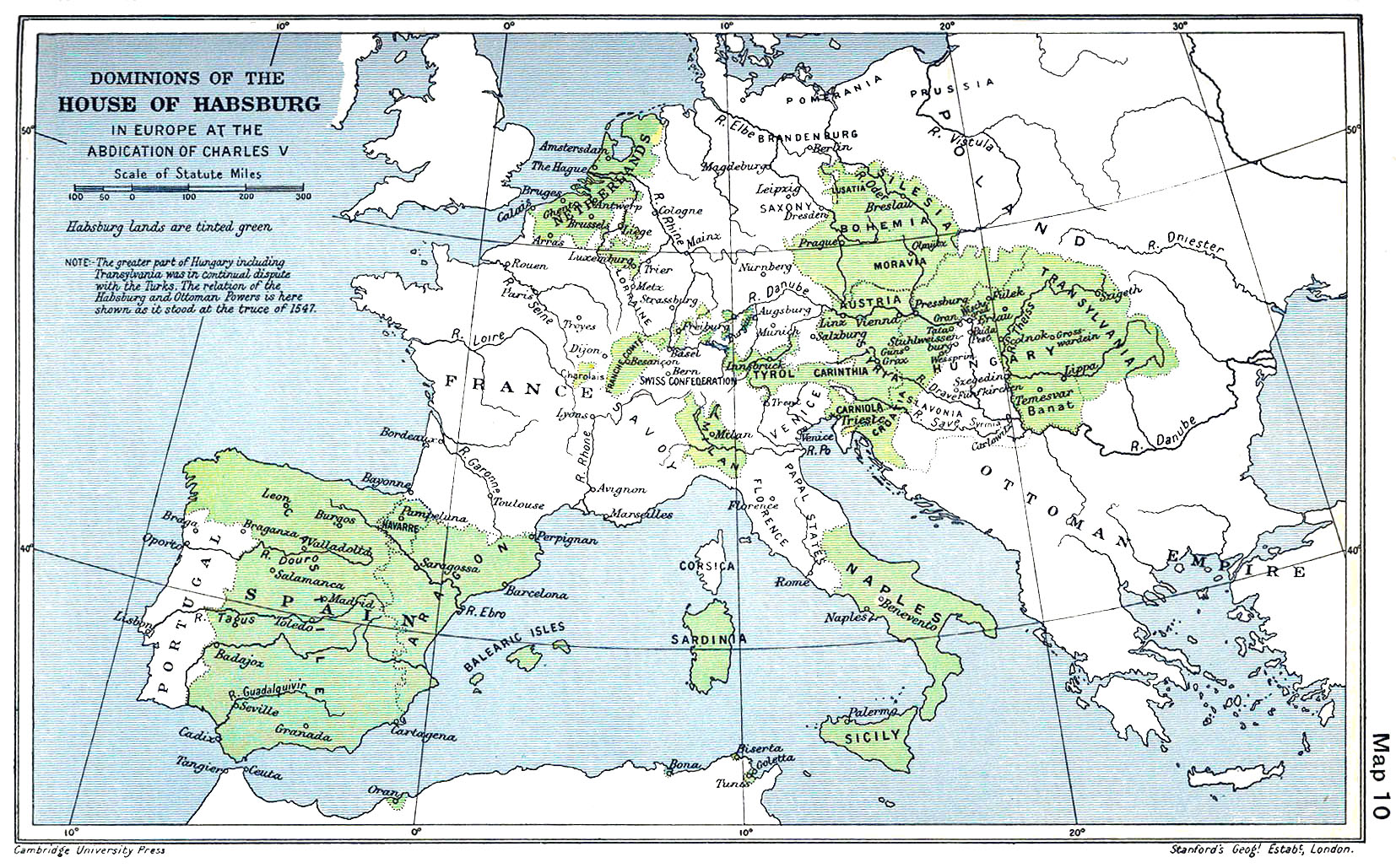
Mapa de los dominios de los Habsburgo en Europa tras la batalla de Mühlberg en 1547.

La Liga tenía como aliados a los franceses, y los esfuerzos por socavar su influencia en Alemania fueron rechazados. La derrota francesa en 1544 rompió su alianza con los protestantes y Carlos I se aprovechó de esta oportunidad. Primero intentó el camino de la negociación en el Concilio de Trento en 1545, pero los líderes protestantes, sintiéndose traicionados por la postura de los católicos en el Concilio, fueron a la guerra encabezados por Mauricio de Sajonia. En respuesta, Carlos I invadió Alemania a la cabeza de un ejército hispano-neerlandés, iniciando así la Guerra de Esmalcalda. Confiaba en restaurar la autoridad imperial. Las tropas, al mando del emperador en persona, infligieron una decisiva derrota a los protestantes en la histórica batalla de Mühlberg en 1547. En 1555 firmó la Paz de Augsburgo con los estados protestantes, lo que restauró la estabilidad en Alemania bajo el principio de Cuius regio, eius religio («Quien tiene la región impone la religión»), una posición impopular entre el clero italiano y español. 
El compromiso de Carlos en Alemania otorgó a España el papel de protector de la causa católica de los Habsburgo en el Sacro Imperio Romano, así, los consejeros españoles de Carlos se volverían los paladines de la Contrarreforma, buscando una reforma de la curia romana sin tener que tolerar los considerados errores teológicos del Luteranismo. Esta labor se intensificaría aún más con el surgimiento de la Compañía de Jesús, fundada por San Ignacio de Loyola (español-vasco), puesto que gran parte del clero español tendría influencia social, cultural, económica y hasta política en las regiones del Sacro Imperio que se mantuvieron católicas (prominentemente el Sur de Alemania e Italia), promoviendo la co-operación intelectual entre teólogos escolásticos para responder a la Reforma Protestante, y hasta militar cuando surgían Guerras religiosas europeas, en las que la Monarquía Hispánica solía intervenir en favor de los estados católicos a lo largo de Europa. Un ejemplo de está Esfera de influencia española en Europa Central fue la integración del Ducado de Baviera en la red de alianzas de España durante el gobierno de Alberto V de Baviera a través de grandes redes diplomáticas e intercambios (que serían de gran importancia para los herederos de Carlos), a su vez que se le confió a los jesuitas todo el sistema de educación de su territorios (resaltando figuras como Alfonso Salmerón o Gregorio de Valencia en la corte Bávara).

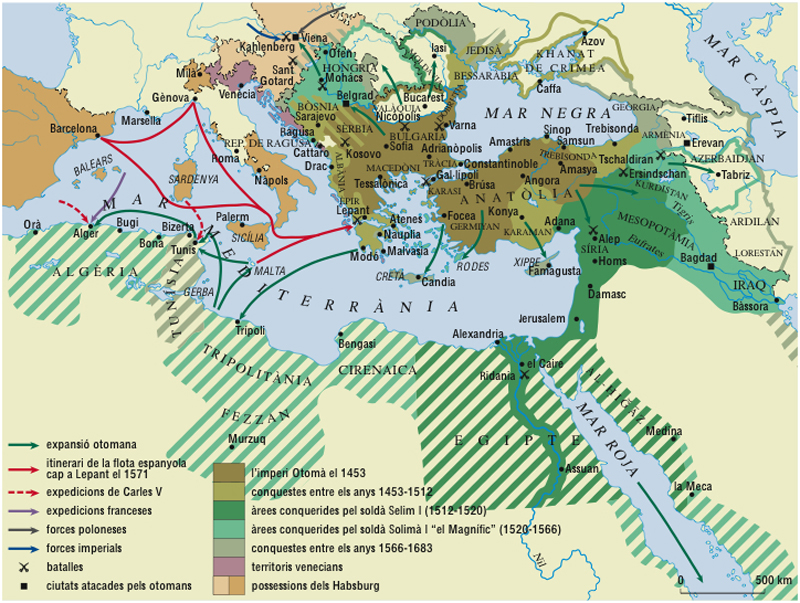
Mapa de la Guerra hispano-otomana en el Mediterráneo.

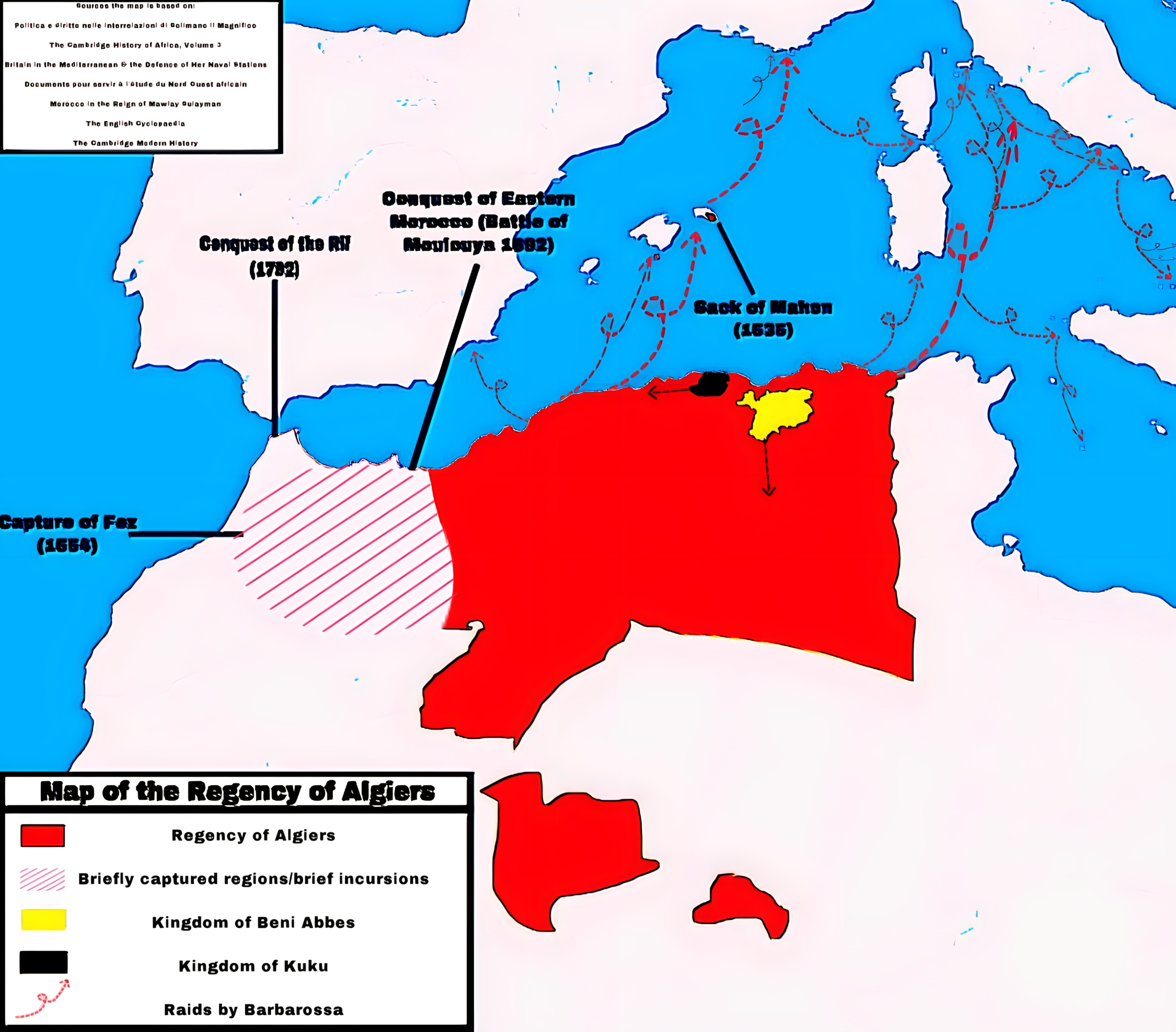
Piratería berberisca durante la epoca de Jeireddín Barbarroja, famoso Regente otomano de Argel del.

Mientras, el Mediterráneo se convirtió en campo de batalla contra los turcos, que alentaban a piratas como el argelino Barbarroja. Carlos I prefirió eliminar a los otomanos a través de la estrategia marítima, mediante ataques a sus asentamientos en los territorios venecianos del este del Mediterráneo. Solo como respuesta a los ataques en la costa de Levante española se involucró personalmente el emperador en ofensivas en el continente africano con expediciones sobre Túnez, Bona (1535) y Argel (1541). 
Además, por el Sudeste Asiático se consolidaba el dominio español en el archipiélago de las Filipinas (nombradas así en honor a Felipe II) e islas adyacentes (Borneo, Molucas —fortaleza de Tidore—, fuertes en la isla de Formosa y anexos en las ya oceánicas Palaos, Marianas, Carolinas y Ralicratac, etc.), fundandose la Capitanía General de Filipinas como centro del Imperio español en Asia y Oceanía, buscando tanto desarrollar las Relaciones China-España para beneficios comerciales, como principalmente evangelizar al catolicismo a las poblaciones de varios sultanatos musulmanes cercanos del Archipiélago malayo e iniciándose el Conflicto moro. Esto último, junto al desarrollo del Imperio portugués en el archipiélago indonesio, atrajo la atención del Califato Turco, el cual envió en la década de 1560 la Expedición otomana a Aceh para socorrer al Sultanato de Aceh (el cual se avasallo formalmente al Imperio otomano), Malaca, Johor, Patani, Gujarat, Ahmednagar, Bijapur, Joló, Maguindánao, Tidore, Ternate, el Imperio de Brunéi, etc de estados musulmanes del Indo-Pacífico potencialmente hostiles a España y Portugal, además de traer las Guerras habsburgo-otomanas a los territorios coloniales ibéricos en las Indias Orientales y amenazar su dominio del Comercio de las especias. 

### De San Quintín a Lepanto (1556-1571)
El emperador Carlos repartió sus posesiones entre su único hijo legítimo, Felipe II, y su hermano Fernando (al que dejó el Imperio de los Habsburgo). Para Felipe II, Castilla fue la base de su imperio, pero la población de Castilla nunca fue lo suficientemente grande para proporcionar los soldados necesarios para sostener el Imperio. Tras el matrimonio del rey con María Tudor, Inglaterra y España fueron aliados.

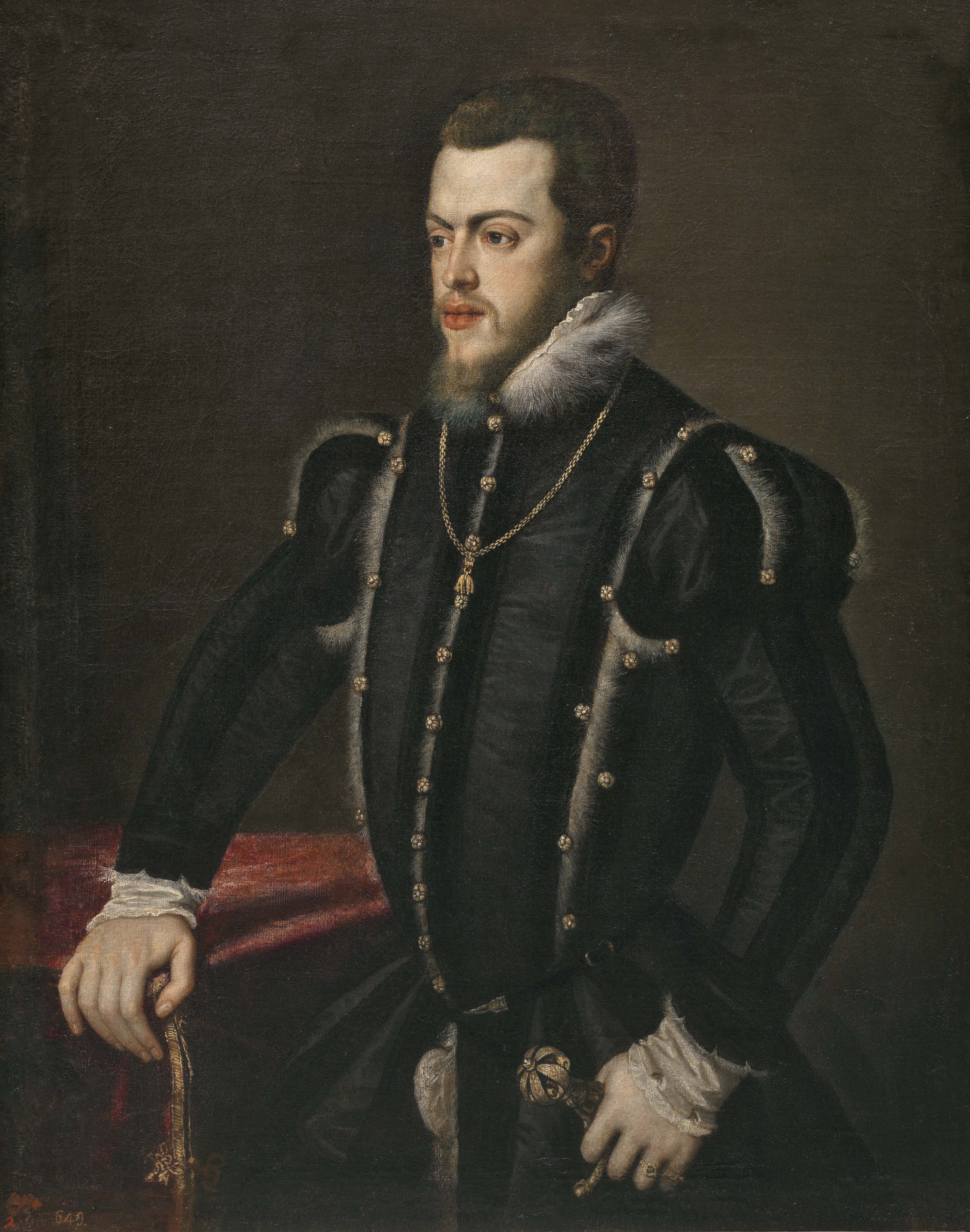
Felipe II de España

España no consiguió tener paz al llegar al trono el agresivo Enrique II de Francia en 1547, que inmediatamente reanudó los conflictos con España. Felipe II prosiguió la guerra contra Francia, aplastando al ejército francés en la batalla de San Quintín, en Picardía, en 1558 y derrotando a Enrique de nuevo en la batalla de Gravelinas. La Paz de Cateau-Cambrésis, firmada en 1559, reconoció definitivamente las reclamaciones españolas en Italia. En las celebraciones que siguieron al Tratado, Enrique II murió a causa de una herida producida por un trozo de madera de una lanza. Francia fue golpeada durante los siguientes años por una guerra civil que ahondó en las diferencias entre católicos y protestantes dando a España ocasión de intervenir en favor de los católicos y que le impidió competir con España y la Casa de Habsburgo en los juegos de poder europeos. Liberados de la oposición francesa, España vio el apogeo de su poder y de su extensión territorial en el periodo entre 1559 y 1643.
La bancarrota de 1557 supuso la inauguración del consorcio de los bancos genoveses, lo que llevó al caos a los banqueros alemanes y acabó con la preponderancia de los Fúcares como financieros del Estado español. Los banqueros genoveses suministraron a los Habsburgo crédito fluido e ingresos regulares.

Exploraciones y rutas españolas en el océano Pacífico.

Mientras tanto la expansión ultramarina continuaba: Florida fue colonizada en 1565 por Pedro Menéndez de Avilés al fundar San Agustín, y al derrotar rápidamente un intento ilegal del capitán francés Jean Ribault y 150 hombres de establecer un puesto de aprovisionamiento en el territorio español. San Agustín se convirtió rápidamente en una base estratégica de defensa para los barcos españoles llenos de oro y plata que regresaban desde los dominios de las Indias.
En Asia, el 27 de abril de 1565, se estableció el primer asentamiento en Filipinas por parte de Miguel López de Legazpi y se puso en marcha la ruta de los Galeones de Manila (Nao de la China). Manila se fundó en 1572.
Después del triunfo de España sobre Francia y el comienzo de las guerras de religión francesas, la ambición de Felipe II aumentó. En el Mediterráneo el Imperio otomano había puesto en entredicho la hegemonía española, perdiéndose Trípoli (1531) y Bugía (1554) mientras la piratería berberisca y otomana se recrudecía. En 1565, sin embargo, el auxilio español a los sitiados Caballeros de San Juan salvó Malta, infligiendo una severa derrota a los turcos.
La muerte de Solimán el Magnífico y su sucesión por parte del menos capacitado Selim II, envalentonó a Felipe II y este declaró la guerra al mismo sultán. En 1571, la Santa Liga, formada por Felipe II, Venecia y el papa Pío V, se enfrentó al Imperio otomano, con una flota conjunta mandada por don Juan de Austria, hijo ilegítimo de Carlos I, que aniquiló la flota turca en la decisiva batalla de Lepanto. La derrota acabó con la amenaza turca en el Mediterráneo e inició un periodo de decadencia para el Imperio otomano. Esta batalla aumentó el respeto hacia España y su soberanía fuera de sus fronteras y el rey asumió la carga de dirigir la Contrarreforma.

### El Reino en dificultades (1571-1598)
[cita requerida]

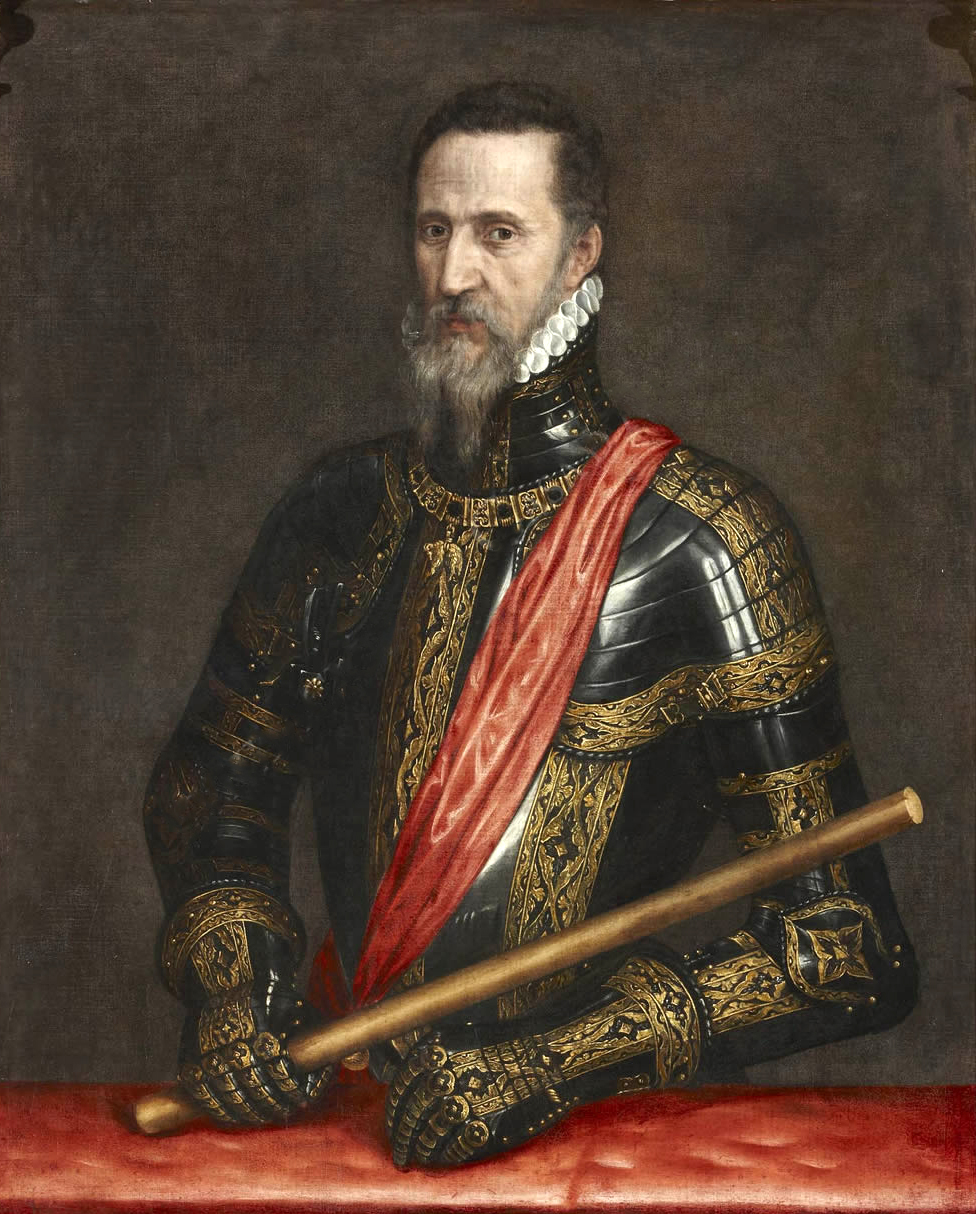
Fernando Álvarez de Toledo y Pimentel, III duque de Alba.

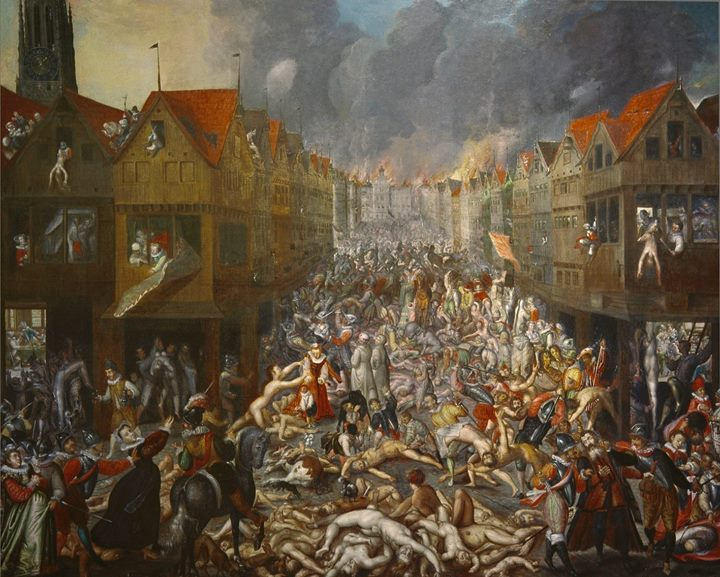
La «furia española» del 4 de noviembre de 1576 en Amberes.

El tiempo de alegría en Madrid duró poco. En 1566 los calvinistas habían iniciado una serie de revueltas en los Países Bajos que provocaron que el rey enviase al duque de Alba a la zona. En 1568, Guillermo I de Orange-Nassau encabezó un intento fallido de echar al duque de Alba del país. Estas batallas se consideran como el inicio de la guerra de los Ochenta Años, que concluyó con la independencia de las Provincias Unidas de los Países Bajos. Felipe II, que había recibido de su padre la herencia de los territorios de la Casa de Borgoña (Países Bajos y Franco Condado), para que la poderosa España defendiese de Francia el Imperio, se vio obligado a restaurar el orden y mantener su dominio sobre estos territorios. En 1572 un grupo de navíos neerlandeses rebeldes conocidos como los watergeuzen, tomaron varias ciudades costeras, proclamaron su apoyo a Guillermo I y rechazaron el gobierno español.
Para España la guerra se convirtió en un asunto sin fin. En 1574, los Tercios de Flandes, bajo el mando de Francisco de Valdés, fueron vencidos en el asedio de Leiden después de que los neerlandeses rompieran los diques, causando inundaciones masivas.
En 1576, abrumado por los costes del mantenimiento de un ejército de ochenta mil hombres en los Países Bajos y de la inmensa flota que venció en Lepanto, unidos a la creciente amenaza de la piratería en el Atlántico y especialmente a los naufragios que reducían las llegadas de dinero de las posesiones americanas, Felipe II se vio obligado a declarar una suspensión de pagos (que fue interpretada como bancarrota).
El ejército se amotinó no mucho después, saqueando Amberes y el sur de los Países Bajos, haciendo que varias ciudades, que hasta entonces se habían mantenido leales, se unieran a la rebelión. Los españoles eligieron la vía de la negociación y consiguieron pacificar la mayor parte de las provincias del sur con la Unión de Arrás en 1579.

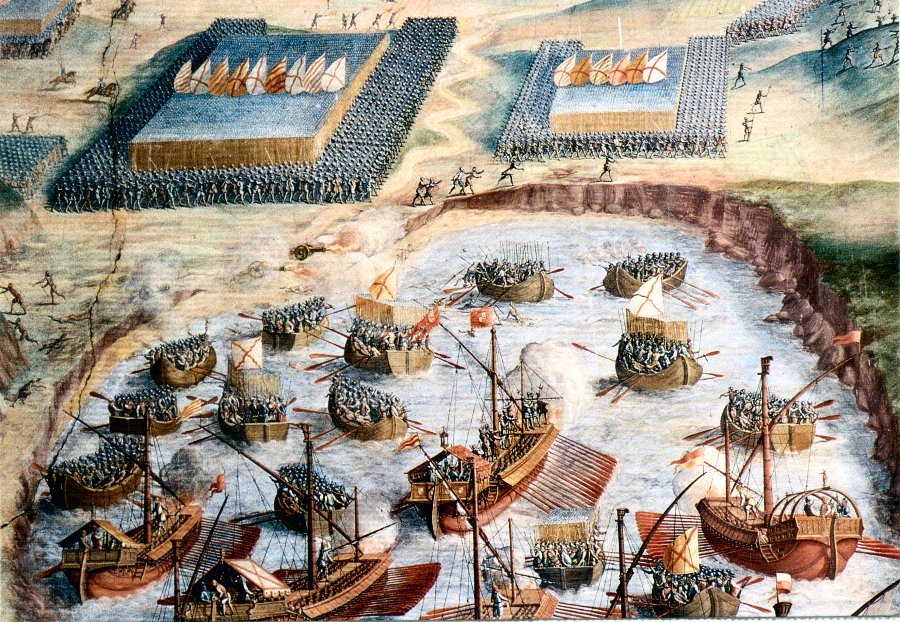
Desembarco de los tercios españoles durante la batalla de la isla Terceira.

Este acuerdo requería que todas las tropas españolas abandonasen aquellas tierras, lo que fortaleció la posición de Felipe II cuando en 1580 murió sin descendientes directos el último miembro de la familia real de Portugal, el cardenal rey Enrique I de Portugal. El rey de España, hijo de Isabel de Portugal y por tanto nieto del rey Manuel I, hizo valer su reclamación al trono portugués, y en junio envió al duque de Alba y su ejército a Lisboa para asegurarse la sucesión. El otro pretendiente, don Antonio, se replegó a las Azores, donde la armada de Felipe terminó de derrotarlo.

Dominios de la Unión Ibérica (1580-1640) a nivel global.

La unificación temporal de la península ibérica puso en manos de Felipe II el Imperio portugués, es decir, la mayor parte de los territorios explorados del Nuevo Mundo además de las colonias comerciales en Asia y África. En 1582, cuando el rey devolvió la corte a Madrid desde Lisboa, donde estaba asentada temporalmente para pacificar su nuevo reino, se produjo la decisión de fortalecer el poderío naval español.
España estaba todavía renqueante de la bancarrota de 1576. En 1584 Guillermo I de Orange-Nassau fue asesinado por un católico francés. Se esperaba que la muerte del líder popular de la resistencia significara el fin de la guerra, pero no fue así.

Ruta de la Armada Invencible

En 1585, la reina Isabel I de Inglaterra envió apoyo a las causas protestantes en los Países Bajos y Francia, y Francis Drake lanzó ataques contra los puertos y barcos mercantes españoles en el Caribe y el Pacífico, además de un ataque especialmente agresivo contra el puerto de Cádiz. En 1588, confiando en acabar con los entrometimientos de Isabel I, Felipe II envió la «Armada Invencible» a atacar a Inglaterra. Al contrario de lo que comúnmente se cree, la Armada española no fue derrotada por los buques ingleses sino por una serie de fuertes tormentas, problemas de coordinación entre los ejércitos implicados e importantes fallos logísticos en los aprovisionamientos que la flota había de hacer en los Países Bajos provocaron la derrota de la Armada española.

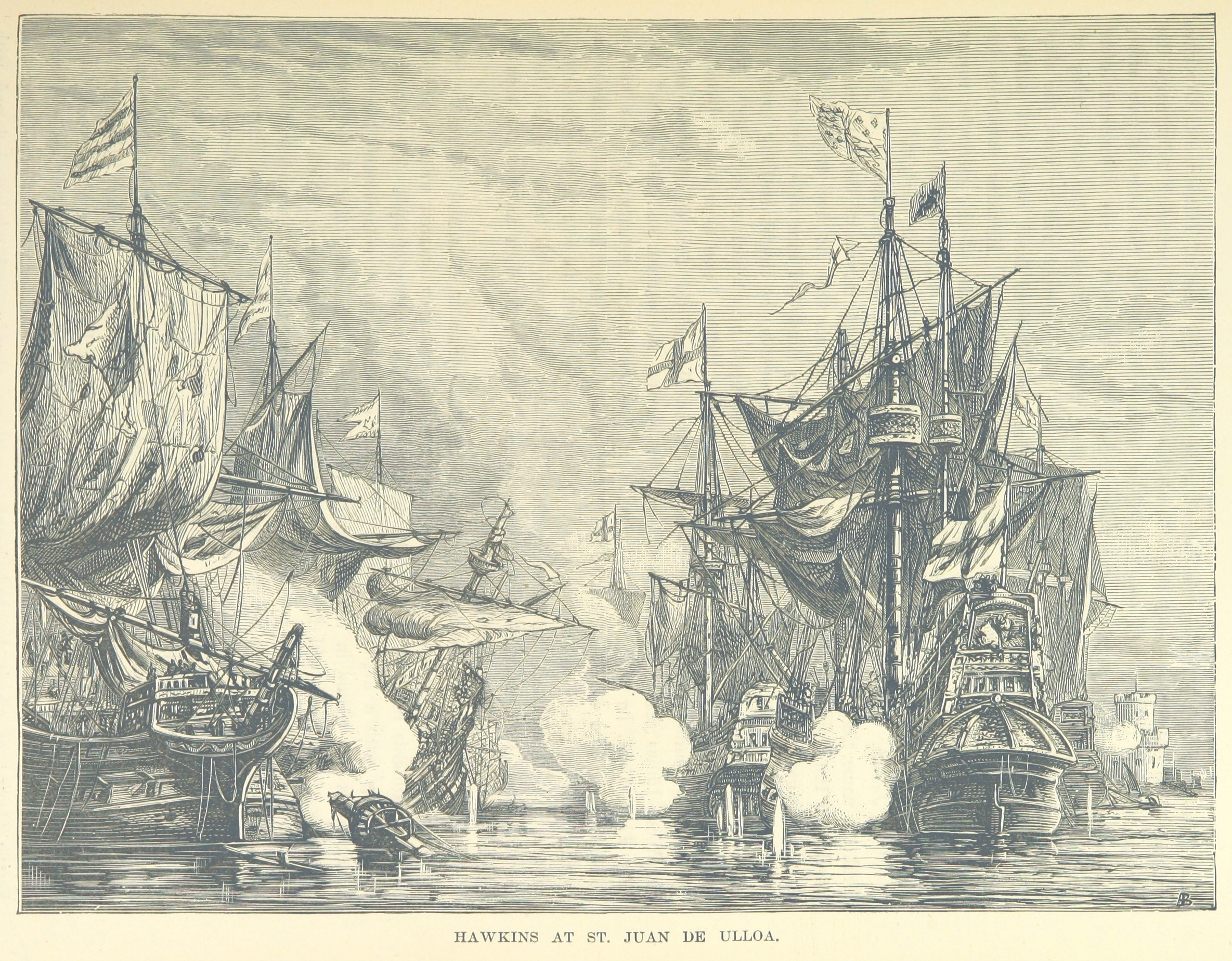
Ilustración de la batalla de San Juan de Ulúa durante la guerra comercial anglo-española (1568-1573).

No obstante, la derrota del contraataque inglés contra España, dirigido por Drake y Norris en 1589, marcó un punto de inflexión en la guerra anglo-española a favor de España. A pesar del fracaso de la armada española, la flota española siguió siendo la más fuerte en los mares de Europa hasta el siglo XVIII, a pesar de que en 1639, fue derrotada por los neerlandeses en la batalla naval de las Dunas, cuando una visiblemente exhausta España empezaba a debilitarse. El tratado de Londres fue favorable a España y el desastre de la contra armada inglesa dejó en bancarrota al Reino de Inglaterra, que había reunido una flota de doscientas naves y veinte mil hombres (aun mayor que la Gran Armada española de 1588) con la intención de sublevar Portugal y afianzar un estado hostil a España, objetivo que no consiguió, y también con el deseo de amenazar a los territorios de ultramar de la monarquía hispánica.
España se involucró en las guerras de religión francesas tras la muerte de Enrique II de Francia. En 1589 Enrique III de Francia, el último del linaje de los Valois, murió a las puertas de París. Su sucesor, Enrique IV de Francia y III de Navarra, el primer Borbón rey de Francia, fue un hombre muy habilidoso, consiguiendo victorias clave contra la Liga Católica en Arques (1589) y en Ivry (1590). Comprometidos con impedir que Enrique IV tomara posesión del trono francés, los españoles dividieron su ejército en los Países Bajos e invadieron Francia en 1590. Implicada en múltiples frentes, la potencia hispana no pudo imponer su política en el país galo y finalmente se llegó a un acuerdo en la Paz de Vervins.

### «Dios es español» (1598-1626)

Imperio español de Felipe II, III y IV (de 1556 a 1665) incluyendo los territorios cartografiados y reclamados, reclamaciones marítimas (mare clausum) y otros aspectos.

Pese a que actualmente sabemos que la economía española estaba minada y que su poderío se debilitaba, el Imperio seguía siendo con mucho el poder más fuerte. Tanto es así que podía librar enfrentamientos con Inglaterra, Francia y los Países Bajos al mismo tiempo. Este poderío lo confirmaban el resto de pueblos europeos; así el hugonote francés Duplessis-Mornay, por ejemplo, escribió tras el asesinato de Guillermo de Orange a manos de Balthasar Gérard:

La ambición de los españoles, que les ha hecho acumular tantas tierras y mares, les hace pensar que nada les es inaccesible.
Carnicer y Marcos (2006, p. 69)

Se ha mostrado en varias obras literarias y especialmente en películas el agobio causado por la continua piratería contra sus barcos en el Atlántico y la consecuente disminución de los ingresos del oro de las Indias. Sin embargo, investigaciones más profundas indican que esta piratería realmente consistía en varias decenas de barcos y varios cientos de piratas, siendo los primeros de escaso tonelaje, por lo que no podían enfrentarse con los galeones españoles, teniéndose que conformar con pequeños barcos o los que pudieran apartarse de la flota. En segundo lugar está el dato según el cual, durante el siglo XVI, ningún pirata ni corsario logró hundir galeón alguno; asimismo, de unas seiscientas flotas fletadas por España (dos por año durante unos trescientos años) solamente dos cayeron en manos enemigas y ambas por marinas de guerra, no por piratas ni corsarios.
Los ataques corsarios, en todo caso, entre los cuales destacó Francis Drake causaron serios problemas de seguridad tanto para las flotas como para los puertos, lo que obligó al establecimiento de un sistema de convoyes así como al incremento exponencial en gastos defensivos destinados al entrenamiento de milicias y a la construcción de fortificaciones. Sin embargo, fueron las inclemencias meteorológicas las que bloquearon con mayor gravedad todo el comercio entre América y Europa. Más grave era la piratería mediterránea, perpetrada por berberiscos, que tenía un volumen diez o más veces superior a la atlántica y que arrasó toda la costa mediterránea así como a las Canarias, bloqueando a menudo las comunicaciones con este Archipiélago y con las posesiones en Italia.
Pese a todos los ingresos provenientes de América, España se vio forzada a declararse en bancarrota en 1596.

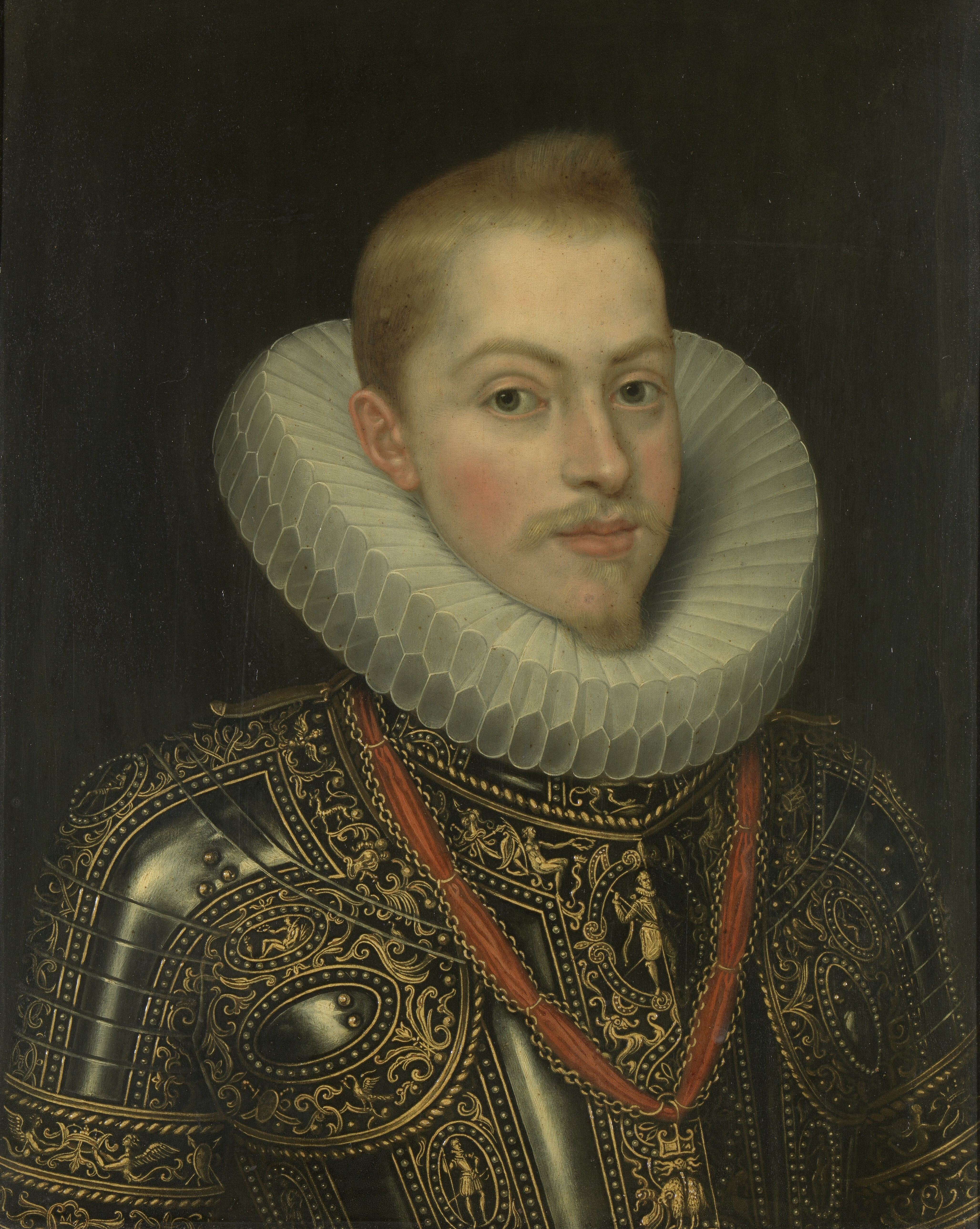
Felipe III de España, por Frans Pourbus el Joven.

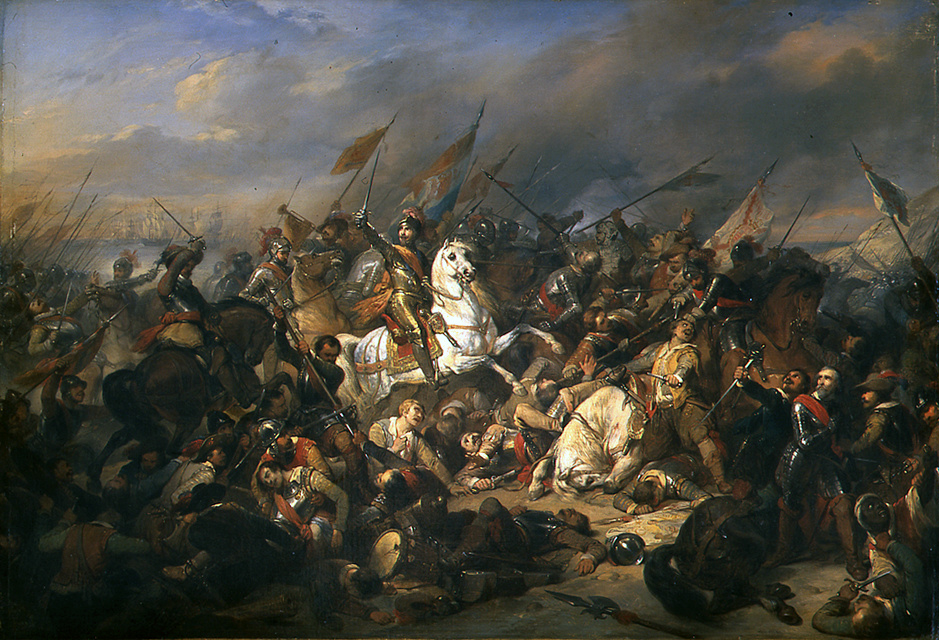
Victoria holandesa en la batalla de Nieuwpoort en 1600.

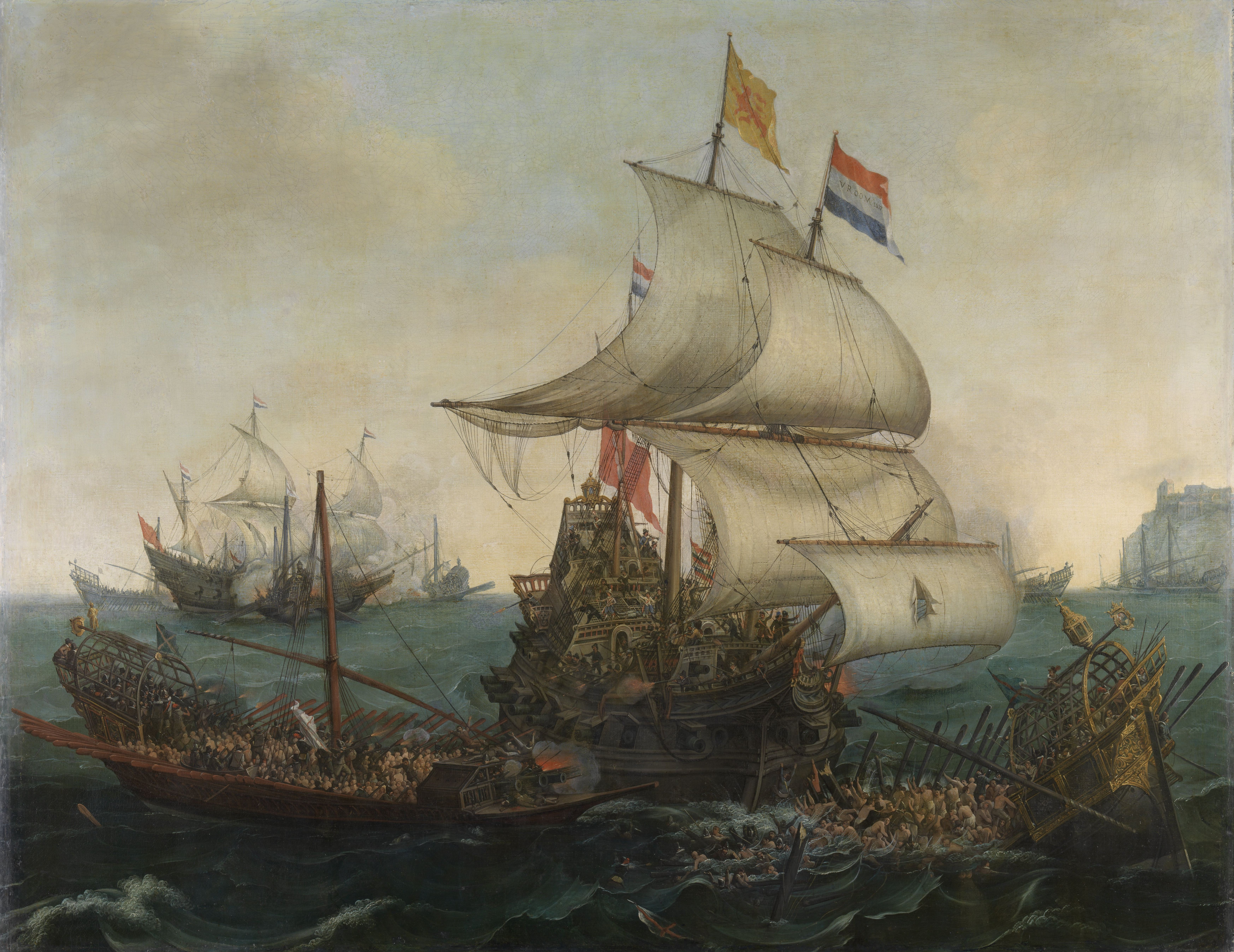
Naves holandesas embistiendo a galeras españolas frente a la costa inglesa, en octubre de 1602.

El sucesor de Felipe II, Felipe III, subió al trono en 1598. Era un hombre desinteresado por la política, prefiriendo dejar a otros tomar decisiones en vez de tomar el mando. Su valido fue el duque de Lerma, quien nunca tuvo interés por los asuntos de su país aliado, Austria.
Los españoles intentaron librarse de los numerosos conflictos en los que estaban involucrados, primero firmando la Paz de Vervins con Francia en 1598, reconociendo a Enrique IV (católico desde 1593) como rey de Francia, y restableciendo muchas de las condiciones de la Paz de Cateau-Cambrésis. Con varias derrotas consecutivas y una guerra de guerrillas inacabable contra los católicos apoyados por España en Irlanda, Inglaterra aceptó negociar en 1604, tras la ascensión al trono del Estuardo Jacobo I.
La paz con Francia e Inglaterra implicó que España pudiera centrar su atención y energías para restituir su dominio en las provincias neerlandesas. Los neerlandeses, encabezados por Mauricio de Nassau, el hijo de Guillermo I, tuvieron éxito en la toma de algunas ciudades fronterizas en 1590, incluyendo la fortaleza de Breda. A esto se sumaron las victorias ultramarinas neerlandesas que ocuparan las colonias portuguesas (y por tanto españolas) en Oriente, tomando Ceilán (1605), así como otras islas de las Especias (entre 1605 y 1619), estableciendo Batavia como centro de su imperio en Oriente.
Después de la paz con Inglaterra, Ambrosio Spínola, como nuevo general al mando de las fuerzas españolas, luchó tenazmente contra los neerlandeses. Spínola era un estratega de una capacidad similar a la de Mauricio, y únicamente la nueva bancarrota de 1607 evitó que conquistara los Países Bajos. Atormentados por unas finanzas ruinosas, en 1609 se firmó la Tregua de los Doce Años entre España y las Provincias Unidas. La Pax Hispanica era un hecho.

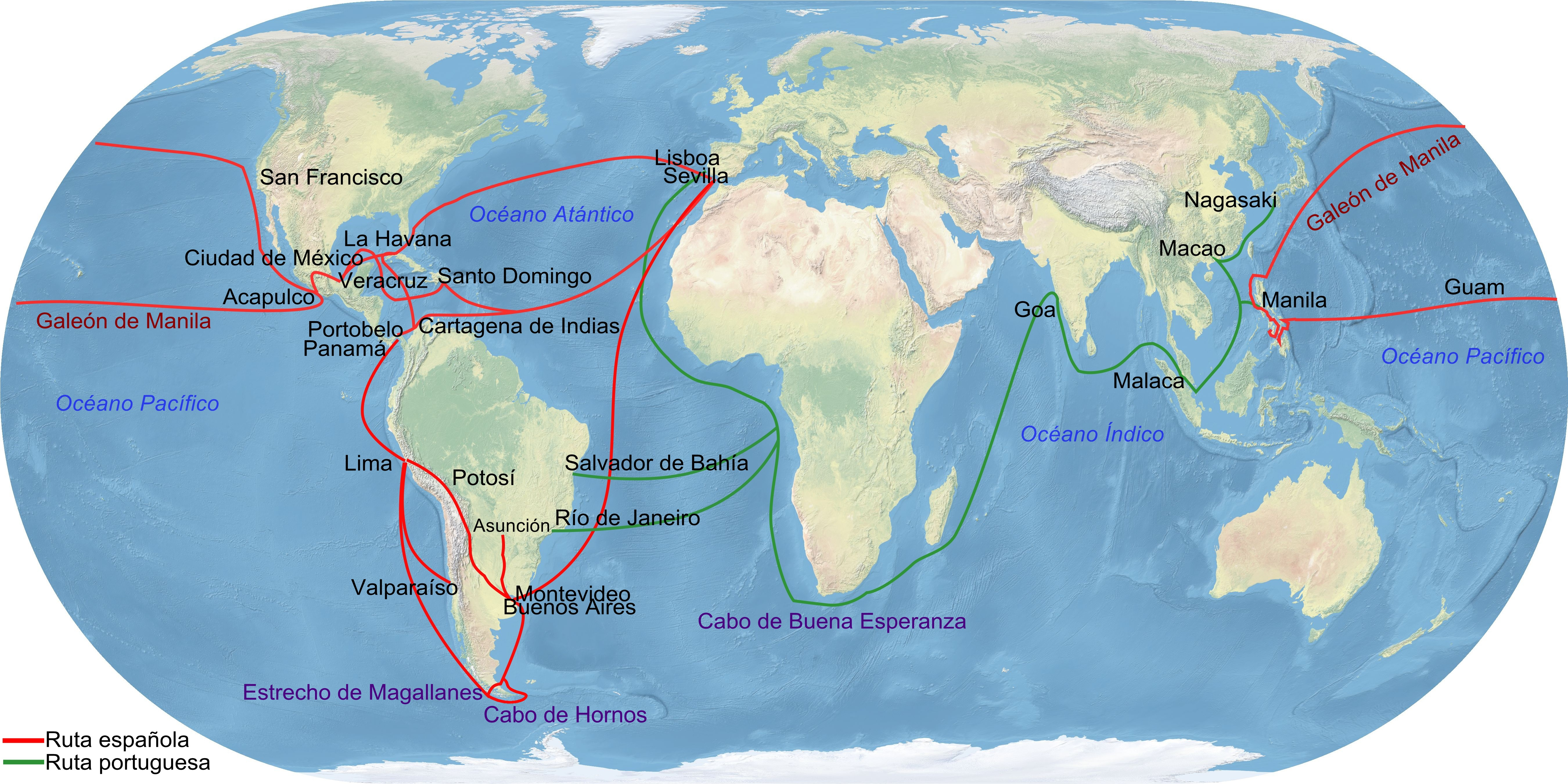
Rutas comerciales del Imperio durante la Pax Hispanica.

España tuvo una notable recuperación durante la tregua, ordenando su economía y esforzándose por recuperar su prestigio y estabilidad antes de participar en la última guerra en que actuaría como potencia principal. Estos avances se vieron ensombrecidos por la expulsión de los moriscos entre 1611 y 1614 que dañaron gravemente a la Corona de Aragón, privando al imperio de una importante fuente de riqueza. Aunque como contrapartida a la expulsión, se desterraba a un grupo que apoyaba el principal problema de piratería de España, la piratería berberisca, que asolaba las costas de levante, produciéndose rebeliones moriscas, y con el peligro de que el apoyo a la piratería otomana, pasara a ser apoyo de una invasión del Imperio Otomano de la península, razón esta última de la expulsión de los moriscos.
Sin embargo, también durante estos años de recuperación y paz a inicios del siglo XVII, se haría notar que España se había hecho acreedor de varios enemigos a lo largo de toda Europa, quienes estaban descontentos con su Esfera de influencia que había construido durante el siglo pasado; lo cual sería un preámbulo de la coalición anti-española y anti-Habsburgo que estaba por desarrollarse. Un ejemplo de esta realidad llena de hostilidad fue la expresada por distintos representantes internacionales en la Corte de los Estados Papales en 1609.

"Este tribunal está compuesto por diferentes naciones: italianos locales y extranjeros, españoles, franceses, borgoñones y otros.

1. Los naturales [italianos romanos], con escasa educación, han perdido de tal modo la antigua virtud y la energía romana que hoy les conviene muy bien el veredicto de Tiberio: Homines ad servitutem nati . […] Odian a nuestra nación.

2. Los italianos extranjeros: Los lombardos son dóciles, veraces y tienen buenas costumbres y son leales al rey. Los napolitanos son nobles arrogantes, honorables y ceremoniosos, y se hacen españoles. Los florentinos son oradores elocuentes, no están dispuestos a correr riesgos y se inclinan hacia Francia. Los genoveses son inteligentes y, gracias a su riqueza, alcanzan altos rangos en esta corte, donde obtienen honores. Entre ellos se encuentran partidarios de Francia y España. A los venecianos, dotados de una inteligencia mediocre, no les fue bien en esta corte. Sienten mucha curiosidad por las acciones de los príncipes y son franceses de corazón. Hay sólo unos pocos sicilianos en esta corte porque son isleños. Los romanos y los habitantes de los Estados Pontificios son en su mayoría ingeniosos y sociables, pero siguen sus propios intereses más que las facciones de los españoles o franceses."
Extracto del memorando dirigido al Conde de Castro, embajador del rey Felipe III. de España en la Santa Sede, Roma, 31 de mayo de 1609

Área de participación diplomática del Imperio Español debido a sus múltiples conflictos militares con otras potencias.

Actualmente, la opinión de los historiadores es casi unánime respecto al error de involucrarse en guerras europeas por la única razón de que los reinos heredados debían transmitirse íntegros. Sin embargo, esta postura también existía en aquellos años. Así un procurador en cortes escribió: 

¿Por ventura serán Francia, Flandes e Inglaterra más buenos cuanto España más pobre? Que el remedio de los pecados de Nínive no fue aumentar el tributo en Palestina para irlos a conquistar, sino enviar la persona que los fuera a convertir.
Citado por Gómez-Centurión (1987, p. 89)

### El inicio del ocaso del imperio, la guerra de los Treinta Años (1618-1648)

#### Intervención española en Europa Central

El Camino Español a lo largo de Europa central, cuya defensa era esencial para la Guerra de los 80 años, lo cual precipito la intervención española en la Guerra de los 30 años

En 1617, el embajador de España en Austria, Íñigo Vélez de Guevara y Tassis, previniendo el fin de la Tregua de los doce años, empezaría a desarrollar acercamientos con los Habsburgo de Austria (los cuales desde 1612 habían tenido relaciones tensas con los Habsburgos de España debido a acordar la a Fernando II de Habsburgo, en vez de a los Infantes de España, para heredar el Reino de Bohemia, el Reino de Hungría y el Sacro Imperio), por lo que lograría persuadir a las cortes de Viena y Madrid a convenir el Tratado de Oñate, por el cual la Familia real española renunciaba a la sucesión de Hungría, Bohemia y el Sacro Imperio (a menos que se extinguiera la sucesión masculina de los Habsburgos de Austria) a cambio de que la Monarquía de los Habsburgo se comprometiera a apoyar a España en sus conflictos con los franceses y holandeses en Italia y los Países Bajos, cuya garantía era la promesa de ceder los territorios austríacos de Alta Alsacia y Ortenau en la frontera entre Alemania-Francia, así como la entrega de los feudos de Finale Ligure y Piombino en Italia a través de la autoridad del emperador romano germánico sobre los señores del Reino de Italia (todos estos territorios entregados permitieron fortalecer el Camino Español). Al año siguiente, en 1618, el rey reemplazó a Spínola por Baltasar de Zúñiga, veterano embajador en Viena. Este pensaba que la clave para frenar a una Francia que resurgía, y eliminar a los neerlandeses, era consolidar una estrecha alianza con los Habsburgo austriacos. Ese mismo año, comenzando con la Defenestración de Praga, Austria y el emperador Fernando II se embarcaron en una campaña contra Bohemia y la Unión Protestante. Zúñiga animó a Felipe III a que se uniera a los Habsburgo austriacos en la guerra, y Ambrosio Spínola fue enviado en cabeza de los Tercios de Flandes a intervenir en la represión de la Revuelta bohemia (la cual sucedió en la actual Chequia y sus alrededores entre 1618-1620). De esta manera, España entró en la guerra de los Treinta Años, la cual pronto atraería a todas las demás potencias europeas del momento.

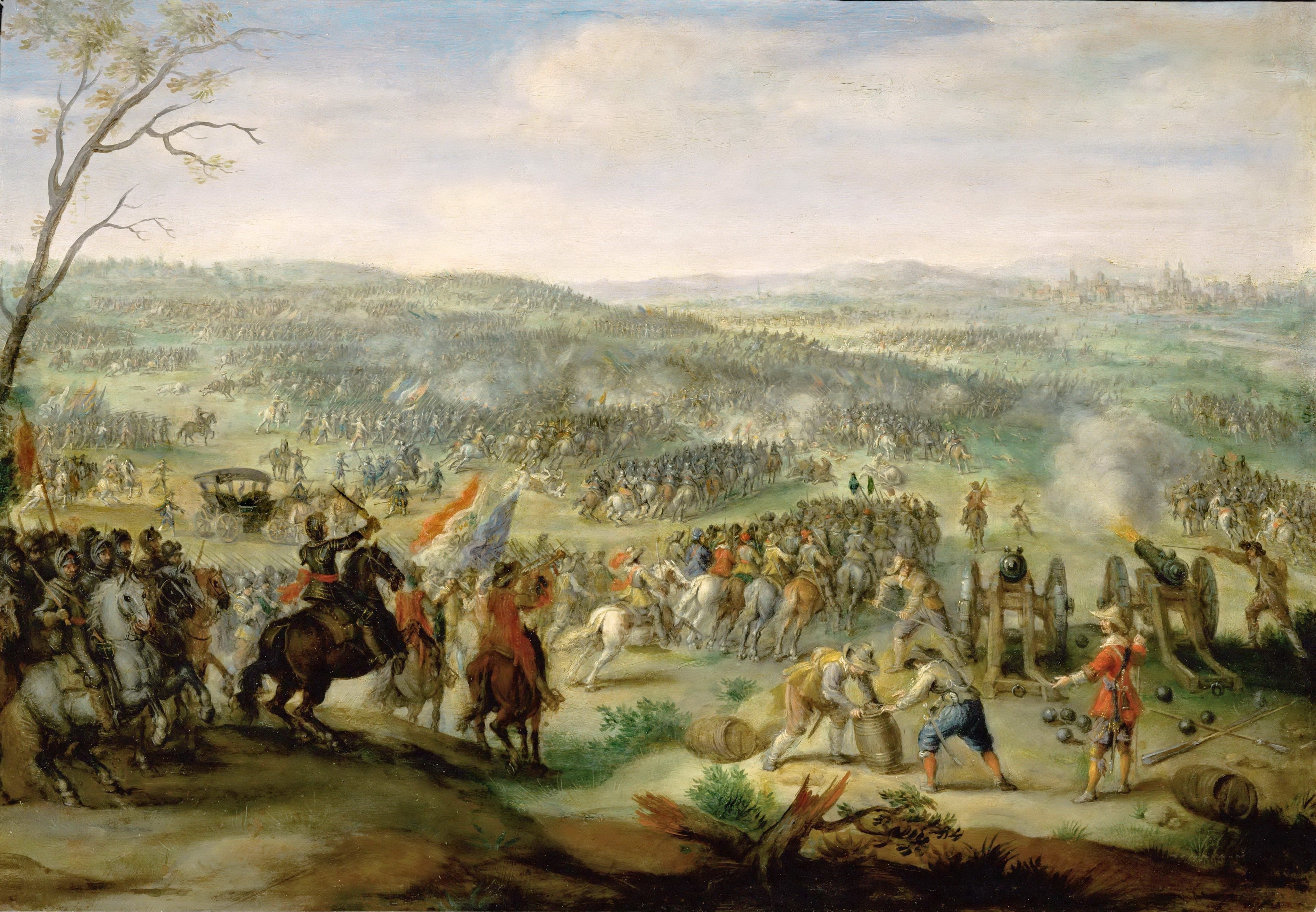
Batalla de la Montaña Blanca, una victoria hispano-austríaca en Chequía contra Protestantes Insurrectos contra la Casa de Habsburgo

En Europa Central, los bohemios fueron derrotados en la batalla de la Montaña Blanca en 1620, y más tarde en Stadtlohn en 1623, enfrentamientos donde fue muy relevante la participación del ejército español aliado al Sacro Imperio, la Monarquía de los Habsburgo (Austria, Hungría y Croacia) y la Liga Católica (liderada por Baviera). Sin embargo, los bohemios en el exilio se negaron a rendirse, pues habían obtenido el apoyo del Imperio otomano a través del protestante húngaro Gabriel Bethlen de Transilvania, y sobre todo del príncipe alemán protestante, Federico V del Palatinado (el cual había sido coronado Rey de Bohemia previamente y en su breve reinado había logrado obtener aliados de Europa del norte), haciendo que el conflicto checo se extendieron al resto del Sacro Imperio, trasladando la zona principal del conflicto a Alemania hasta terminar en una Guerra religiosa europea general entre católicos y protestantes. Ante ello, Ambrosio Spínola y Maximiliano I de Baviera invadirían el Electorado del Palatinado (apoyado por Inglaterra, Países Bajos, Transilvania y varios Estados Alemanes protestantes), desarrollándose la Campaña del Palatinado en la que el bando católico triunfaría y el Imperio Español se anexaría el Alto Palatinado para los Países Bajos españoles, lo cual sería estratégico para fortalecer el Camino Español.

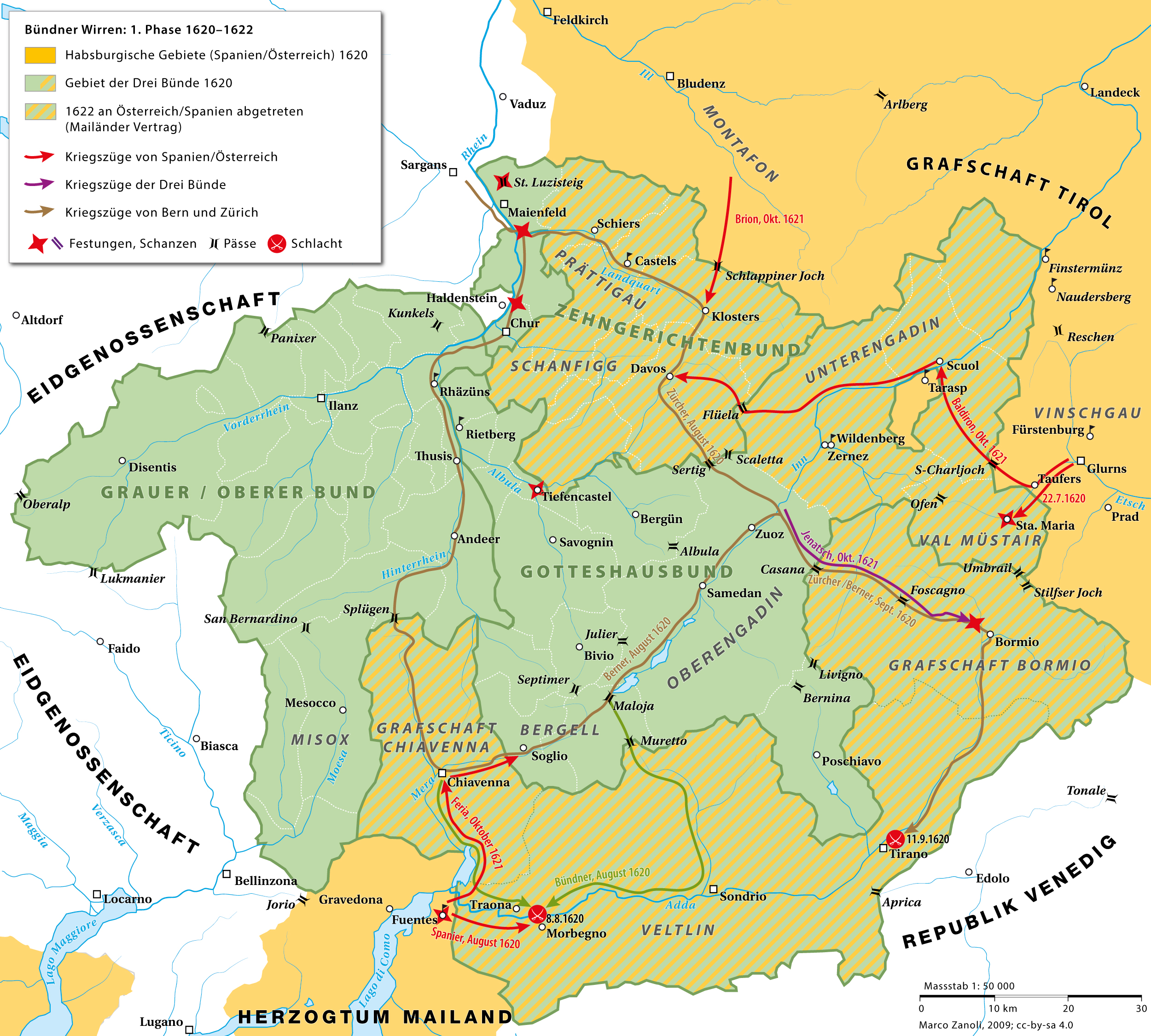
Mapa de los ejércitos partícipes en la Insurrección de los Grisones

Por otra parte, en la región alpina, la población católica de Valtelina (en el norte de Italia) inicio una rebelión contra sus señores de las Tres Ligas (miembro de la Confederación Suiza), iniciando así la Guerra de la Valtelina entre 1620 a 1626, de la cual España intervino en favor de los católicos. Este conflicto religioso local reavivo la rivalidad franco-española, debido a la importancia estratégica de controlar el territorio para el funcionamiento del Camino Español. Así, Francia se alió con Venecia y Saboya (ambos hostiles a la hegemonía española en Italia) para defender a las Tres Ligas, mientras que el Sacro Imperio, Génova y los Estados Papales se aliaron con España para defender a los rebeldes. El Ducado de Milán español se anexiono el territorio, aunque posteriormente se dispuso que quedaría ocupado el territorio por tropas pontificias hasta llegar a un acuerdo con el Cantón Suizo, Francia y sus aliados, los cuales posteriormente lanzarían dos expediciones militares en 1625, una dirigida a Génova para cortar las comunicaciones entre España y Milán (que resultó en fracaso) y otra contra Valtelina para cortar la ocupación papal del territorio (que resultó en éxito y con ello España ya no tenía el control de la región). Finalmente se firmó dio fin temporalmente al conflicto italiano con el Tratado de Monzón de 1626, que devolvió el territorio a las Tres Ligas a cambio de permitir el tránsito de tropas tanto francesas y españolas, y darle más libertades y derechos a los católicos. Los aliados de Francia quedaron descontentos, pero fue un preámbulo de la coalición anti-Habsburgo que estaba desarrollando el Cardenal Richelieu.

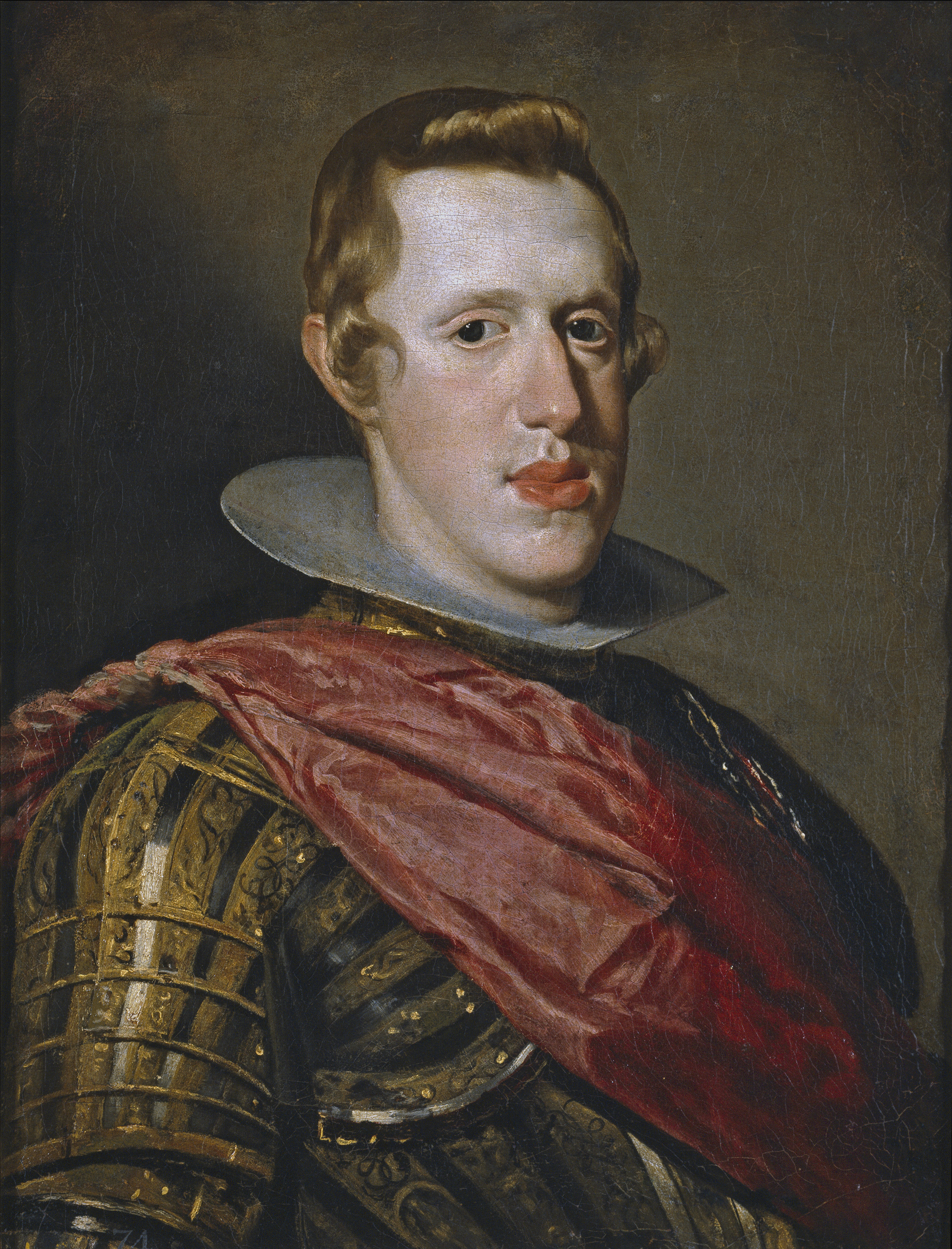
Felipe IV de España.

En 1621, el inofensivo y poco eficaz Felipe III murió y subió al trono su hijo Felipe IV. Al año siguiente, Zúñiga fue sustituido por Gaspar de Guzmán, más conocido por su título de conde-duque de Olivares, un hombre honesto y capaz,[cita requerida] que creía que el centro de todas las desgracias de España eran las Provincias Unidas. Ese mismo año, se reanudó la guerra con los Países Bajos. Mientras, en los Países Bajos, Spinola tomó la fortaleza de Breda en 1625. La intervención de Cristián IV de Dinamarca en la guerra inquietó a muchos —Cristian IV era uno de los pocos monarcas europeos que no tenía problemas económicos—, pero las victorias del general imperial Albrecht von Wallenstein sobre los daneses en la batalla del puente de Dessau y de nuevo en Lutter, ambas en 1626, eliminaron tal amenaza en Tierra, pero aún seguirían siendo una amenaza naval debido a la nula existencia de una armada del Sacro Imperio al servicio de los católicos (dado que los protestantes alemanes tenían control de la costa alemana en el norte). Además, la diplomacia francesa en secreto logró que se diese un acuerdo de alianza entre los Países Bajos, Inglaterra, Dinamarca-Noruega, Suecia, Transilvania, Venecia y Saboya en el Tratado de La Haya de 1625. Así, España empezaría a ser aislada ante la controvertida alianza de protestantes con un bloque católico anti-Habsburgo liderado por Francia, por lo que empezaría a buscar acercamientos con la Mancomunidad Polaco lituana, país aliado de los Habsburgo de Austria y que además poseía una flota que había sido formidable en las guerras polaco-suecas, desarrollándose planes de unir la Armada de Flandes con la Armada Polaco-Lituana para enfrentarse contra los Daneses, Holandeses y los Suecos en el Mar Báltico  (quienes habían sido invitados por Francia a apoyar a los protestantes en rebelión a la autoridad del emperador romano germánico).

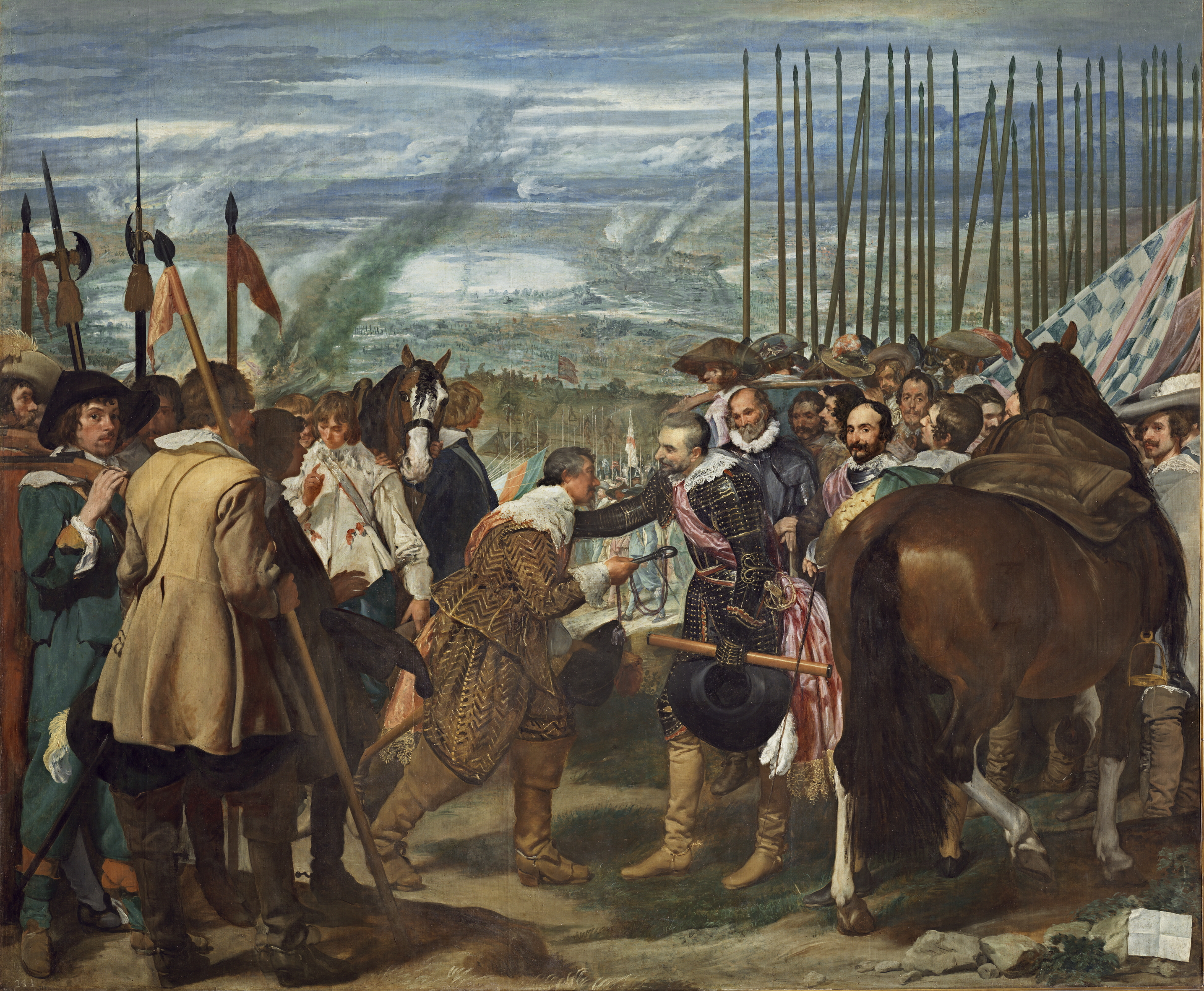
La rendición de Breda (1625) o Las Lanzas, de Velázquez.

Había esperanza en Madrid acerca de que los Países Bajos pudiesen ser reincorporados al Imperio, y tras la derrota inicial de los daneses, los protestantes en Alemania parecían estar acabados. Francia estaba otra vez envuelta en sus propias inestabilidades (el asedio de La Rochela comenzó en 1627, siendo el clímax de las rebeliones de los hugonotes), Inglaterra se retiraría del conflicto con la guerra anglo-francesa de 1627-1629 y los turcos estarían más preocupados de atender sus fronteras en Asia que en campañas expansionistas en Europa (pues estaban lidiando con una invasión iraní en la guerra otomana-safávida de 1623-1639). Siendo así que la superioridad de España parecía irrefutable a fines de la década de 1620. El conde-duque de Olivares afirmó «Dios es español y está de parte de la nación estos días», y muchos de los rivales de España parecían estar infelizmente de acuerdo.

#### El camino a Rocroi (1626-1643)
Olivares era un hombre avanzado para su tiempo y se dio cuenta de que España necesitaba una reforma que a su vez necesitaba de la paz. La destrucción de las Provincias Unidas se añadió a sus necesidades, ya que detrás de cualquier ataque a los Habsburgo había dinero neerlandés. Spínola y el ejército español se concentraron en los Países Bajos y la guerra pareció marchar a favor de España, retomándose Breda. En ultramar se combatió también a la flota neerlandesa, que amenazaba las posesiones españolas. Así, la presencia neerlandesa en Taiwán y su amenaza sobre las Filipinas llevó a la ocupación del norte de la isla, fundándose la ciudad de Santísima Trinidad (actual Keelung) en el año 1626 y Castillo (actual Tamsui) en 1629.
Así, el conde-duque de Olivares empezaría a desarrollar hábilmente un plan marítimo norteño que involucraba que el imperio español desarrollara una Guerra comercial contra los neerlandeses a través de aislarla de socios comerciales vitales (con aliarse al Sacro Imperio o Polonia-Lituania) y el desarrollo de una flota española en el mar Báltico (con el apoyo de los Habsburgo de Austria y los Vasa Polaco-Suecos) para abrir un segundo frente de guerra que pudiera contrarrestar el bloqueo anglo-francés al Mar del Norte y desafiar el predominio de Dinamarca-Noruega, Suecia y la Liga Hanseática en la región (Dominium maris baltici), para que así favorezcan los intereses comerciales hispano-portugueses frente al neerlandés, mientras que restauraban el control católico frente al predominio protestante en la región. Incluso hubo planes ambiciosos de desarrollar una compañía hanseático-ibérica, bajo la protección de los buques de guerra españoles del Almirantazgo, para fortalecer el poder económico español en la región y así declinar el poderío holandés e inglés en el Norte; así como de conquistar territorios suecos, daneses y alemanes (preferiblemente Gotia, Jutlandia o Pomerania) para el Consejo de Flandes con el propósito de tener una base española en el Mar Báltico con presencia permanente con el fin de tener el completo dominio del comercio en el Norte. Aunque la Liga Hanseática se mostró favorable a aumentar el comercio con la Monarquía Hispánica, rechazaría desarrollar una compañía hispano-hanseática que sea intermediaria y que incluso pudiera fortalecer el poder del emperador romano germánico; mientras que el Sacro Imperio deseaba sofocar a los enemigos internos del Emperador, y Polonia-Lituania una invasión a Suecia por sobre todas las cosas, como condición para asociarse con las fuerzas españolas.

Países envueltos en la guerra de los Treinta Años

Estos planes de Olivares, que eran la esencia de la intervención española en la Guerra de los 30 años, quedarían manifiestos en las Reuniones de Praga del 22 de enero de 1628 entre Wallenstein, Juan Andreas de Eggenberg y Rombaldo Collalto con embajadores españoles (Francisco de Moncada en nombre de España, Octavio de Visconti-Sforza y Jacques Bruneau en nombre del Flandes español, y Firmin de Lodosa en nombre de la Armada de Flandes). En esta reunión se deliberaron las estrategias de acción conjunta de España y Austria en Europa del Norte, donde se llegó a suplicar por financiación española a las campañas militares del Sacro Imperio a cambio de que Felipe IV recibiera Jutlandia conquistada a los daneses (pero a España le interesaban más las promesas de una intervención de los alemanes católicos en los Países Bajos o al menos Italia contra los franceses y neerlandeses), además que se obtuvo la promesa de Wallenstein de permitir que la armada española pueda operar desde los territorios ocupados por las tropas imperiales (Pomerania, Mecklemburgo, Holstein, Schleswig y Jutlandia) una vez estuviera terminado su proyecto de una flota imperial romano germánica en el Báltico, algo de gran valor simbólico dado que era una señal de apoyo a la promoción del comercio ibérico en una zona donde era insignificante. Nuevamente serían manifiestos en la Junta del Mar Báltico de 1628 (en la que participaron Ambrosio Spínola, Diego de Guzmán y Haro, Juan de Mendoza, Fernando Girón, Jean de Croy, Juan de Villela, etc) con indicaciones a Carlos de Bonniéres, embajador de España en Polonia, para persuadirles de desarrollar una flota hispano-polaca, lo cual era atractivo para Segismundo III Vasa (quien quería que su hijo Vladislao IV liderada la flota, o al menos Felipe de Mansfeld u otro almirante ajeno a Wallenstein), y otras para Gabriel de Roy, embajador de España en Alemania, de persuadir a Wallenstein de invadir Frisia oriental o incluso París. Todas estas grandes ambiciones de expandir la esfera de influencia española hasta el Norte de Europa sufrirían un golpe de realidad ante los primeros señales de la decadencia española con la quiebra de 1627, y también los desacuerdos de intereses entre Wallenstein (al que no se le tenía confianza ni por los Habsburgos españoles o austríacos, ni por la Liga Católica, por tener sus propias ambiciones señoriales y desear subordinar la flota española bajo su mando), Austria (que quería financiamiento español antes que abrir nuevos frentes de guerra, debido a su propia crisis económica) y la Liga Católica (que daba prioridad a lograr la paz con los enemigos del emperador y retirarse de otros conflictos europeos, algo que chocaba con el deseo de España en continuar la guerra y obtener apoyo militar contra los neerlandeses), además de la reticencia de Polonia-Lituania a intervenir de manera más directa, de la Liga Hanseática en no prestar sus recursos a los españoles para mantener la neutralidad y no hostilizar a los holandeses, daneses y suecos (de los que dependían económicamente y tenían simpatías religiosas) y de los peligros expresados por Alonso de la Cueva y Benavides de que los Países Bajos españoles quedarían desprotegidos ante una invasión holandesa, inglesa o danesa si es que la Armada Española se dirigía al Báltico. Pese a todo, España seguiría siendo un gran poder en Europa del Norte, muy solicitada por los alemanes leales al emperador romano germánico para brindar asistencia financiera y tecnológica para sus proyectos navales, e incluso los polaco-lituanos entregaron su flota a los españoles en Wismar y Mecklemburgo el 22 de diciembre de 1628 (realizando escaramuzas conjuntas contra los suecos y daneses hasta 1632), lo que demuestra que hasta 1629 el Imperio español aún era una potencia dominante en la región remota del Mar Báltico.
Sin embargo, el año 1627 acarreó el derrumbamiento de la economía hispana con unos efectos devastadores que afectaron negativamente a gran parte de los proyectos imperiales españoles. Los españoles habían devaluado su moneda para pagar la guerra y la inflación explotó en España como antes lo había hecho en Austria. Hasta 1631, en algunas partes de Castilla se comerció con el trueque, debido a la crisis monetaria, y el gobierno fue incapaz de recaudar impuestos del campesinado de sus provincias de ultramar. Los ejércitos españoles en Alemania optaron por pagarse a sí mismos. Olivares fue culpado por una vergonzosa e infructuosa guerra en Italia. Los neerlandeses habían convertido su flota en una prioridad durante la Tregua de los Doce Años y amenazaron el comercio marítimo español, del cual España era totalmente dependiente tras la crisis económica; en 1628 los neerlandeses acorralaron a la Flota de Indias provocando el Desastre de Matanzas, el cargamento de metales preciosos que era fundamental para el sostenimiento del esfuerzo bélico del Imperio fue capturado y la flota que lo transportaba totalmente destruida, con parte de las riquezas obtenidas los neerlandeses iniciaron una exitosa invasión de Brasil.

Mapa de la Batalla de Nördlingen (1634), una victoria hispano-austríaca contra el Imperio sueco y los Protestantes alemanes

La guerra de los Treinta Años también se agravó cuando, en 1630, Gustavo II Adolfo de Suecia desembarcó en Alemania para socorrer el puerto de Stralsund, último baluarte continental de los alemanes beligerantes contra el emperador. Gustavo II Adolfo marchó hacia el sur y obtuvo notables victorias en Breitenfeld y Lützen, atrayendo numerosos apoyos para los protestantes allá donde iba. La situación para los católicos mejoró con la muerte de Gustavo II Adolfo precisamente en Lützen en 1632 y la victoria en la batalla de Nördlingen en 1634. Desde una posición de fuerza, el emperador intentó pactar la paz con los estados hastiados de la guerra en 1635. Muchos aceptaron, incluidos los dos más poderosos: Brandeburgo y Sajonia. Francia se perfiló entonces como el mayor problema. Paralelamente, la guerra de Sucesión de Mantua, en Italia, dio una nueva victoria a España, consolidando su presencia en Italia.
El cardenal Richelieu había sido un gran aliado de los neerlandeses y los protestantes desde el comienzo de la guerra, enviando fondos y equipamiento para intentar fragmentar la fuerza de los Habsburgo en Europa. Richelieu decidió que la Paz de Praga, recientemente firmada, era contraria a los intereses de Francia y declaró la guerra al Sacro Imperio Romano Germánico y a España dentro del periodo establecido de paz. Las fuerzas españolas, más experimentadas, obtuvieron éxitos iniciales: Olivares ordenó una campaña relámpago en el norte de Francia desde los Países Bajos españoles, confiando en acabar con el propósito del rey Luis XIII y derrocar a Richelieu.
En 1636 las fuerzas españolas avanzaron hacia el sur hasta llegar a Corbie, amenazando París y quedando muy cerca de terminar la guerra a su favor. Después de 1636, Olivares tuvo miedo de provocar otra bancarrota y el ejército español no avanzó más. En la derrota naval de las Dunas en 1639, la flota española fue aniquilada por la armada neerlandesa, y los españoles se encontraron incapaces de abastecer a sus tropas en los Países Bajos.

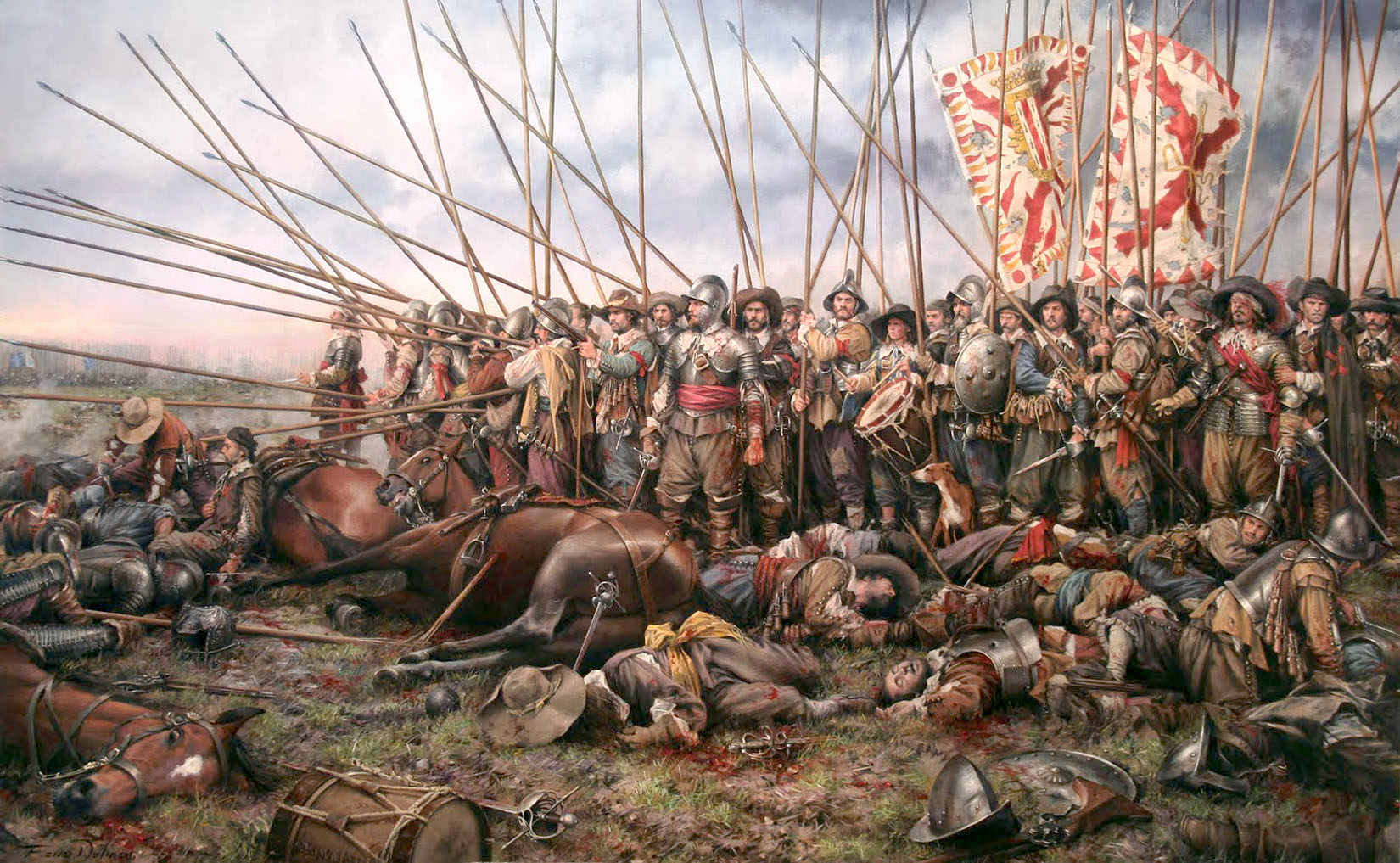
Rocroi, el último tercio, por Augusto Ferrer-Dalmau (2011).

En 1643 el ejército de Flandes, que constituía lo mejor de la infantería española, se enfrentó a un contraataque francés en Rocroi liderado por Luis II de Borbón, príncipe de Condé. Aunque fuentes francesas decimonónicas y sobre todo las fuentes originales, siempre informaron de que los españoles, liderados por Francisco de Melo, no fueron ni mucho menos arrasados, la propaganda gala logró un notable éxito exagerando aquella victoria. La infantería española fue seriamente dañada pero no destruida: mil muertos y dos mil heridos de un total de seis mil soldados de los tercios; los tercios resistieron hasta seis ataques conjuntos de la infantería, artillería y caballería francesas sin perder la integridad. Agotados ambos bandos, se acabó negociando la rendición y el asedio fue levantado. La batalla tuvo pocas repercusiones a corto plazo, pero un impacto tremendo a nivel propagandístico.
La gran habilidad del cardenal Mazarino para manejar esa victoria logró dañar la reputación de los Tercios de Flandes, creando una falsa propaganda que aún permanece; el de una victoria en la que, para saber el número de enemigos al que se enfrentaron, los franceses solo tenían que «contar los muertos». Tradicionalmente, los historiadores señalan la batalla de Rocroi como el fin del dominio español en Europa y el cambio del transcurso de la guerra de los Treinta Años favorable a Francia.

#### Sublevaciones internas (1640-1665) y Sistema de Westfalia

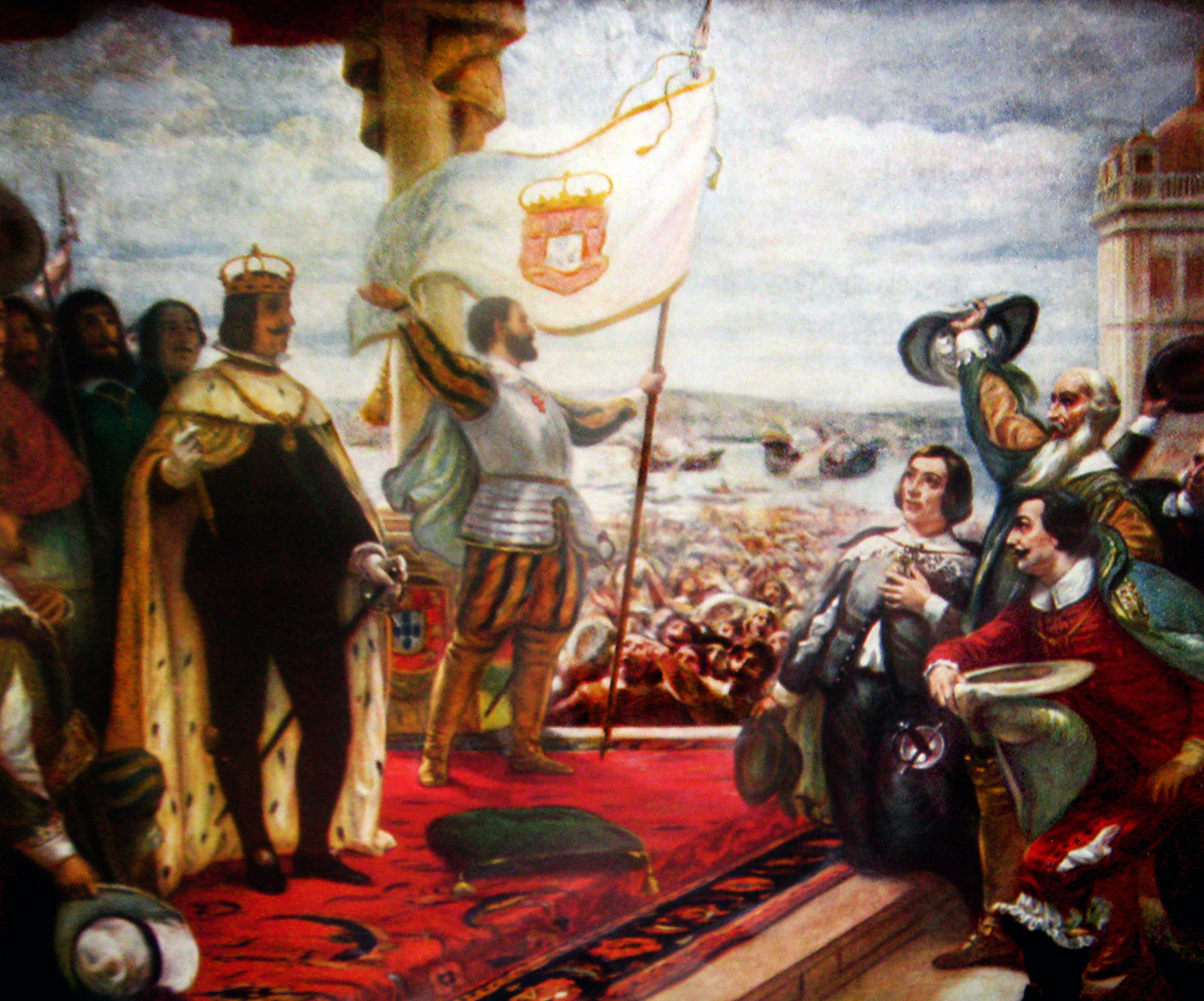
Juan de Braganza fue proclamado rey de Portugal en 1640.

Durante el reinado de Felipe IV y concretamente a partir de 1640, hubo múltiples secesiones y sublevaciones de los distintos territorios que se encontraban bajo su cetro. Entre ellas, la guerra de Separación de Portugal, la rebelión de Cataluña (ambos conflictos iniciados en 1640), la conspiración de Andalucía (1641) y los distintos incidentes acaecidos en Navarra, Nápoles y Sicilia a finales de la década de 1640. A estos hechos se sumaban los distintos frentes extrapeninsulares: la guerra de los Países Bajos (reanudada en 1621 tras expirar la Tregua de los Doce Años) y la guerra de los Treinta Años. A su vez, el enfrentamiento con Francia en esta última (desde 1635) quedó conectado con el problema catalán.
Portugal se había rebelado en 1640 bajo el liderazgo de Juan de Braganza, pretendiente al trono. Este había recibido un apoyo general del pueblo portugués, y los españoles que tenían múltiples frentes abiertos fueron incapaces de responder. Españoles y portugueses mantuvieron un estado de paz de facto entre 1641 y 1657. Cuando Juan IV murió, los españoles intentaron luchar por Portugal contra su hijo Alfonso VI de Portugal, pero fueron derrotados en la batalla de Ameixial (1663), en la batalla de Castelo Rodrigo (1664) y en la batalla de Montes Claros (1665), lo que llevó a España a reconocer la independencia portuguesa en 1668.

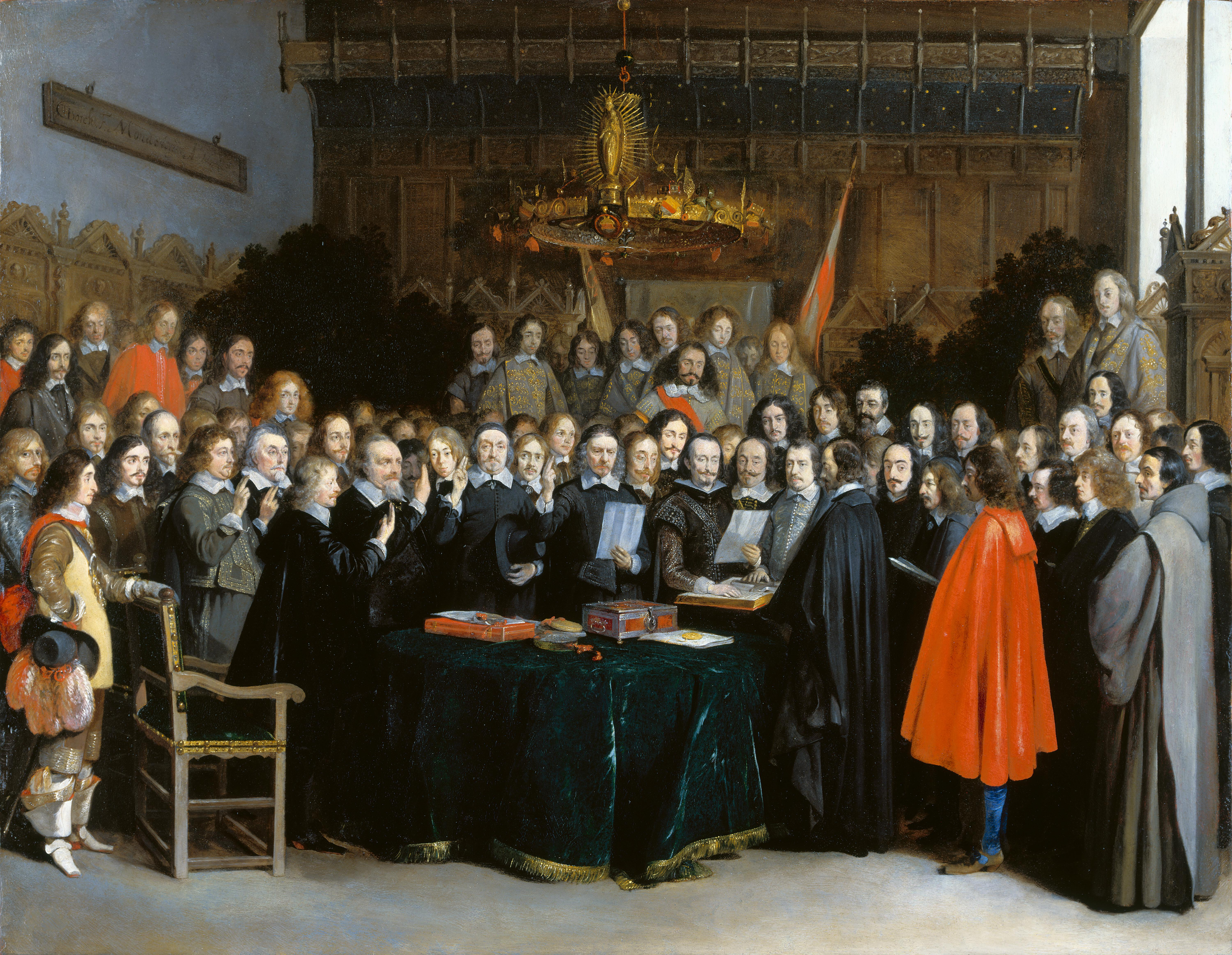
Paz de Westfalia de 1648. Fin de la hegemonia de los Habsburgo en Europa.

En 1648, los españoles firmaron la paz con los neerlandeses y reconocieron la independencia de las Provincias Unidas en la Paz de Westfalia, que acabó al mismo tiempo con la guerra de los Ochenta Años y la guerra de los Treinta Años. A esto le siguió la expulsión de Taiwán y la pérdida de Tobago, Curazao y otras islas en el mar Caribe.
La guerra con Francia continuó once años más, ya que Francia quería acabar totalmente con España y no darle la oportunidad de que se recuperara. La economía española estaba tan debilitada que el Imperio era incapaz de hacerle frente. La sublevación de Nápoles fue sofocada en 1648 y la de Cataluña en 1652 y además se obtuvo una victoria contra los franceses en la batalla de Valenciennes (1656, última de las victorias españolas), pero el fin efectivo de la guerra vino en la batalla de las Dunas (o de Dunquerque) en 1658, en la que el ejército francés bajo el mando del vizconde de Turenne y con la ayuda de un importante ejército inglés, derrotó a los restos de los Tercios de Flandes. España aceptó firmar la Paz de los Pirineos en 1659, en la que cedía a Francia el Rosellón, la Cerdaña y algunas plazas de los Países Bajos como Artois. Además se pactó el matrimonio de una infanta española con Luis XIV.
En los últimos años del reinado de Felipe IV, concluidos los grandes conflictos, Felipe IV pudo concentrarse en el frente portugués. Sin embargo, ya era demasiado tarde. Meses antes de su muerte (ocurrida en Madrid, el 17 de septiembre de 1665), la derrota en la batalla de Villaviciosa (17 de junio) permitía vaticinar la pérdida de Portugal. La situación en España no era más halagüeña, y la crisis humana, material y social afectaba profundamente a las regiones del interior.
España tenía un inmenso imperio en ultramar (ahora reducido por la separación de Portugal y su imperio así como por ataques franceses e ingleses), pero Francia era ahora la primera potencia en Europa.

### El Imperio con el último Habsburgo (1665-1700)

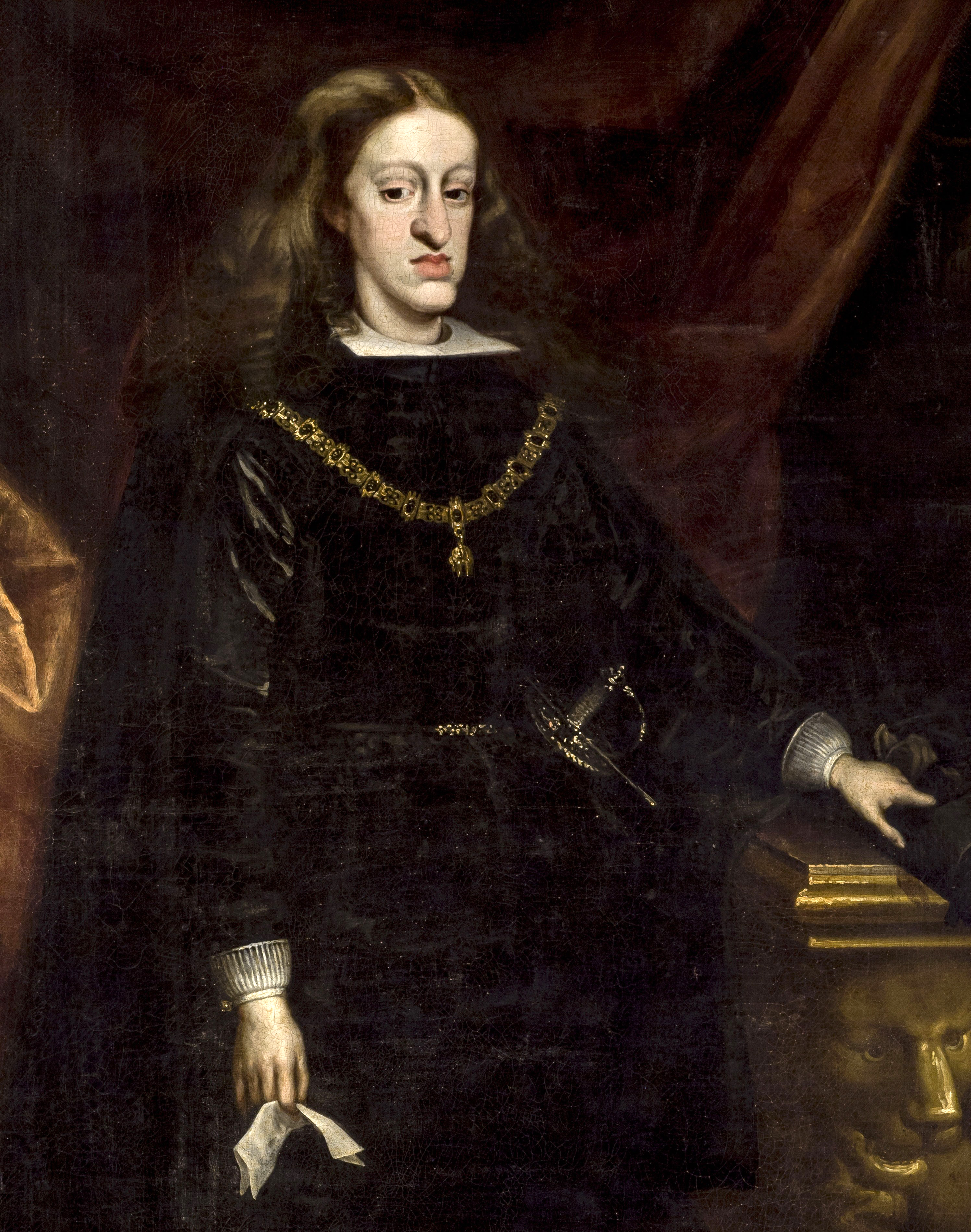
Carlos II de España, último rey español de la dinastía Habsburgo. Cuadro de Juan Carreño de Miranda.

A la muerte de Felipe IV, su hijo Carlos II tenía solo cuatro años, por lo que su madre Mariana de Austria gobernó como regente. Esta acabó por entregarle las tareas de gobierno a un valido, el padre Nithard, un jesuita austriaco. El reinado de Carlos II puede dividirse en dos partes. La primera abarcaría de 1665 a 1679 y estaría caracterizada por el letargo económico y las luchas de poder entre los validos del rey, el padre Nithard y Fernando de Valenzuela, con el hijo ilegítimo de Felipe IV, don Juan José de Austria. Este último dio un golpe de Estado en 1677 que obligó al monarca a expulsar a Nithard y a Valenzuela del gobierno.
La imagen que se ha tenido siempre de Carlos II y su reinado es la de una decadencia y estancamiento totales en España; mientras el resto de Europa se embarcaba en tremendos cambios en los gobiernos y las sociedades —la Revolución de 1688 en Inglaterra y el reinado del Rey Sol en Francia—, España continuaba a la deriva. La burocracia que se había constituido alrededor de Carlos I y Felipe II demandaba un monarca fuerte y trabajador; la debilidad y dejadez de Felipe III y Felipe IV contribuyeron a la decadencia española. Carlos II tenía pocas capacidades, era impotente y murió sin un heredero en 1700. Sin embargo, la historiografía moderna tiende a ser más condescendiente con Carlos II y sus limitaciones, haciendo ver que el rey, pese a estar en el límite de la normalidad mental, era consciente de la responsabilidad que tenía, la situación de codicia que vivía su imperio y la idea de majestad que siempre trató de mantener. Esto lo demostró en su testamento que, según la canción popular, fue su mejor obra; en él declaraba:

Declaro mi sucesor (en el caso de que Dios se me lleve sin dejar hijos) el de Anjou, hijo segundo del Delfín de Francia; y, como a tal, lo llamó a la sucesión de todos mi reinos y dominios sin excepción de ninguna parte de ellos.
Citado por Alonso Mola y Martínez Shaw (2000, p. 45)

La segunda parte de su reinado comenzaría en 1680 con la toma de poder del duque de Medinaceli como valido, quien retoma las medidas tomadas por don Juan José de Austria para llevar a cabo el proyecto económico del rey para estabilizar la economía. El valido consiguió una de las mayores deflaciones de la historia, si no la mayor, lo que perjudicó las arcas de la monarquía, pero supuso un incremento considerable del poder adquisitivo de los ciudadanos.
En 1685, ocupa el cargo Manuel Joaquín Álvarez de Toledo, conde de Oropesa, al dimitir el de Medinaceli. Álvarez de Toledo propuso un presupuesto fijo para los gastos de la Corte como medio para evitar nuevas bancarrotas, reducir impuestos, condonar deudas a varios municipios, reformar el catastro y colocar en los puestos clave a expertos en lugar de a nobles.
A lo largo de todo su reinado terminaron las guerras contra Francia, especialmente tras el Tratado de Ryswick por el que se produce la partición de la isla de La Española entre Francia y España. Tras él el proyecto de Carlos II para sus reinos se consiguió: mantuvo bajo su poder los dominios de América y Europa, además de posibilitar una recuperación económica de la que disfrutaría después su sucesor.

## El Imperio de los Borbones (1700-1833)

### El cambio de dinastía

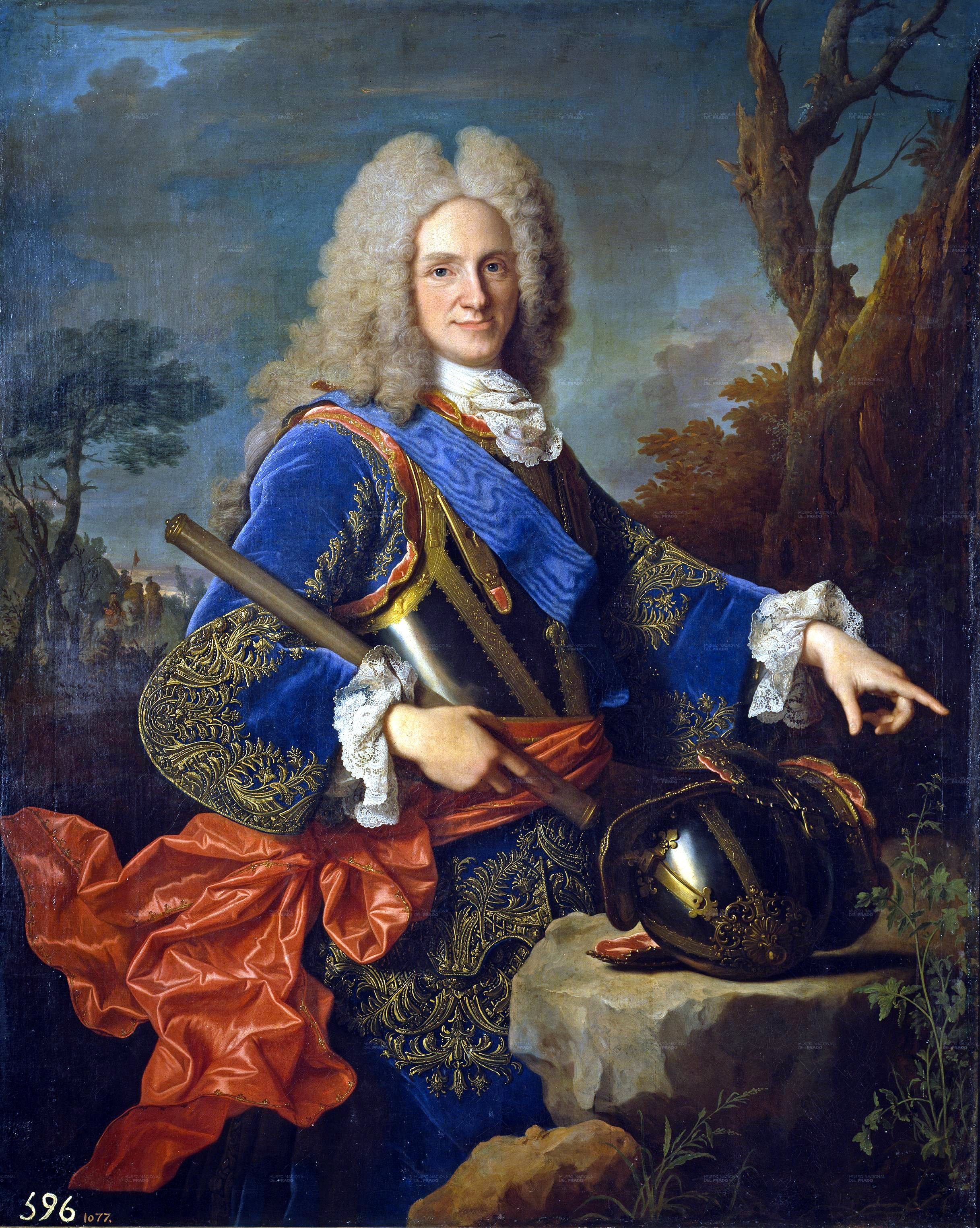
Retrato de Felipe V de España, por Jean Ranc (c. 1723). Óleo sobre lienzo,, Museo del Prado (Madrid).

El nuevo rey no fue excesivamente bien recibido en España, aparte de los retrasos en su entrada en Madrid por el mal tiempo y las continuas recepciones, los cortesanos comenzaron a ver que era abúlico, casto, piadoso, muy seguidor de los deseos de su confesor y melancólico, redactándole una coplilla:

Anda, niño, anda,
Porque el cardenal lo manda.
Citado por Alonso Mola (2000, p. 49)

Pero Felipe V no tenía intención de acaparar España para él y sus allegados como pretendió hacer Felipe el Hermoso. Él quería ser un buen monarca pese a las muchas diferencias que tenía con su nuevo pueblo. Tanto es así que tras el famoso discurso que pronunció el marqués de Castelldosrius, embajador de España en Francia, Felipe no comprendió nada, ni siquiera la famosa frase «Ya no hay Pirineos»; porque no sabía español y fue su abuelo Luis XIV quien debió interceder por él; pero al finalizar su réplica al embajador, el Rey Sol le dijo al futuro rey «Sed un buen español». Aquel joven de diecisiete años cumplió toda su vida con aquel mandato.
El deseo de las otras potencias por España y sus posesiones no podía quedar zanjado con el testamento real. Por lo que los enfrentamientos eran casi inevitables; el archiduque Carlos de Austria no se resignó, lo que dio lugar a la guerra de Sucesión (1702-1713).

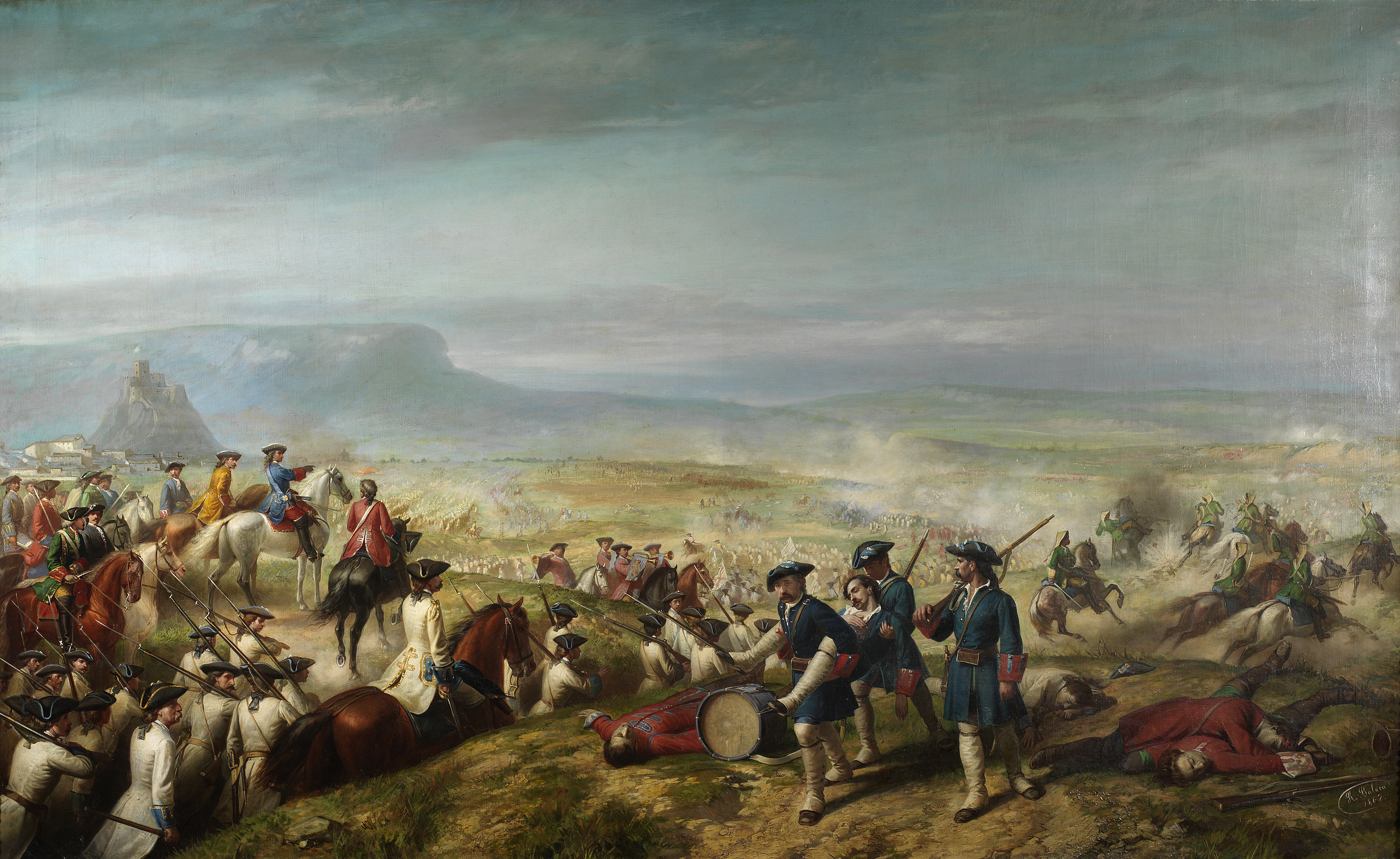
Batalla de Almansa, enfrentamiento decisivo en la guerra de sucesión española.

Esta guerra y las negligencias cometidas en ella llevaron a nuevas derrotas para las armas españolas, llegando incluso al propio territorio peninsular. Así se perdió Orán, Menorca y la más dolorosa y prolongada: Gibraltar, donde había únicamente cincuenta soldados españoles defendiéndolo contra la flota anglo-neerlandesa.
Felipe V no estaba preparado para dirigir el imperio más grande de aquel momento y él lo sabía; pero también sabía rodearse de las personas más preparadas de su época. Así los monarcas Borbones y los hombres que vinieron con ellos trajeron un proyecto para el Imperio español y un deseo de fundirse con él; por ejemplo Alejandro Malaspina decía que se sentía «Un italiano en España y un español en Italia», Carlos III de España mandó esculpir estatuas de todos los reyes y dignatarios españoles desde los visigodos como heredero que se sentía de ellos, el marqués de Esquilache se molestaba cuando los nobles españoles no le tuteaban como era la costumbre o, por las tardes, tomaba chocolate, tradición que diferenciaba a la corte española de otras europeas; pero el más claro quizá fuese Felipe V delante de su abuelo Luis XIV, cuando tenía ante sí una posibilidad en el futuro de volver a Francia como rey de un país en auge en lugar de otro en decadencia como era España, dicen que respondió: 

Está hecha mi elección y nada hay en la tierra capaz de moverme a renunciar a la corona que Dios me ha dado, nada en el mundo me hará separarme de España y de los españoles.
Citado por Martínez Shaw (2000, p. 54)

Cesiones por el tratado de Utrecht.

En el Tratado de Utrecht (11 de abril de 1713), las potencias europeas decidían cuál iba a ser el futuro de España en cuanto al equilibrio de poder. El nuevo rey de la casa de Borbón, Felipe V, mantuvo el imperio de ultramar, pero cedió Sicilia y parte del Milanesado a Saboya, Gibraltar y Menorca a Gran Bretaña y los otros territorios continentales a Austria (los Países Bajos españoles, Nápoles, Milán y Cerdeña). Además significó la separación definitiva de las coronas de Francia y España, y la renuncia de Felipe V a sus derechos sobre el trono francés. Con esto, el Imperio le daba la espalda a los territorios europeos. Asimismo, se garantizaba a Gran Bretaña el tráfico de esclavos durante treinta años («asiento de negros»).

### La reforma del Imperio
Con el monarca Borbón se modificó toda la organización territorial del Estado con una serie de decretos llamados Decretos de Nueva Planta eliminándose fueros y privilegios de los antiguos reinos peninsulares y unificándose todo el Estado español al dividirlo en provincias llamadas Capitanías Generales a cargo de algún oficial y casi todas ellas gobernadas con las mismas leyes; con esto se consiguió homogeneizar y centralizar el Estado español utilizando el modelo territorial de Francia.
Por otra parte con Felipe V llegaron ideas mercantilistas francesas basadas en una monarquía centralizada, puesta en funcionamiento en América lentamente. Sus mayores preocupaciones fueron romper el poder de la aristocracia criolla y también debilitar el control territorial de la Compañía de Jesús: los jesuitas fueron expulsados de la América española en 1767. Además de los ya establecidos consulados de Ciudad de México y Lima, se estableció el de Vera Cruz.
Entre 1717 y 1718 las instituciones para el gobierno de las Indias, el Consejo de Indias y la Casa de la Contratación, se trasladaron de Sevilla a Cádiz, que se convirtió en el único puerto de comercio con las Américas.
Los órganos ejecutivos fueron reformados creando las secretarías de estado que serían el embrión de los ministerios. Se reformó el sistema de aduanas y aranceles y el contributivo, se creó el catastro (pese a no llegar a reformarse totalmente la política contributiva) se reestructuró el Ejército de Tierra en regimientos en lugar de en tercios ...; pero quizá el gran logro fue la unificación de las distintas flotas y arsenales en la Armada. A estas reformas se dedicaron hombres como José Patiño, José Campillo o Zenón de Somodevilla, que fueron ejemplos de meritocracia y algunos de los mejores expertos en material naval de su época.

Área de circulación del Real de a ocho durante su apogeo global en el -.

A estas reformas le siguió una nueva política expansionista que buscaba recuperar las posiciones perdidas. Así, en 1717 la armada española recobró Cerdeña y Sicilia, que tuvo que abandonar pronto ante la coalición de Austria, Francia, Gran Bretaña y los Países Bajos, que vencieron en Cabo Pessaro. Sin embargo la diplomacia española, apoyada por los Pactos de Familia con sus parientes franceses, lograría que la corona del Reino de las Dos Sicilias recayera en el segundo hijo del rey español. La nueva rama dinástica sería conocida posteriormente como Borbón-Dos Sicilias.

### Las guerras imperiales durante elsigloXVIII

Proyectos imperiales Borbónicos

Una de las victorias españolas más importantes de todo el periodo imperial en América, y sin duda la más trascendente del siglo XVIII, fue la de la batalla de Cartagena de Indias en 1741 (ver guerra del Asiento) en la que una colosal flota de ciento ochenta y seis buques ingleses con veintitrés mil seiscientos hombres a bordo atacaron el puerto español de Cartagena de Indias (hoy Colombia). Esta acción naval fue la más grande de la historia de la Marina inglesa, y la segunda más grande de todos los tiempos después de la batalla de Normandía. Tras dos meses de intenso fuego de cañón entre los buques ingleses y las baterías de defensa de la bahía de Cartagena y del Fuerte de San Felipe de Barajas, los asaltantes se batieron en retirada tras perder cincuenta navíos y dieciocho mil hombres. La acertada estrategia del gran almirante español Blas de Lezo fue determinante para contener el ataque inglés y lograr una victoria que supuso la prolongación de la supremacía naval española hasta principios del siglo XIX. 

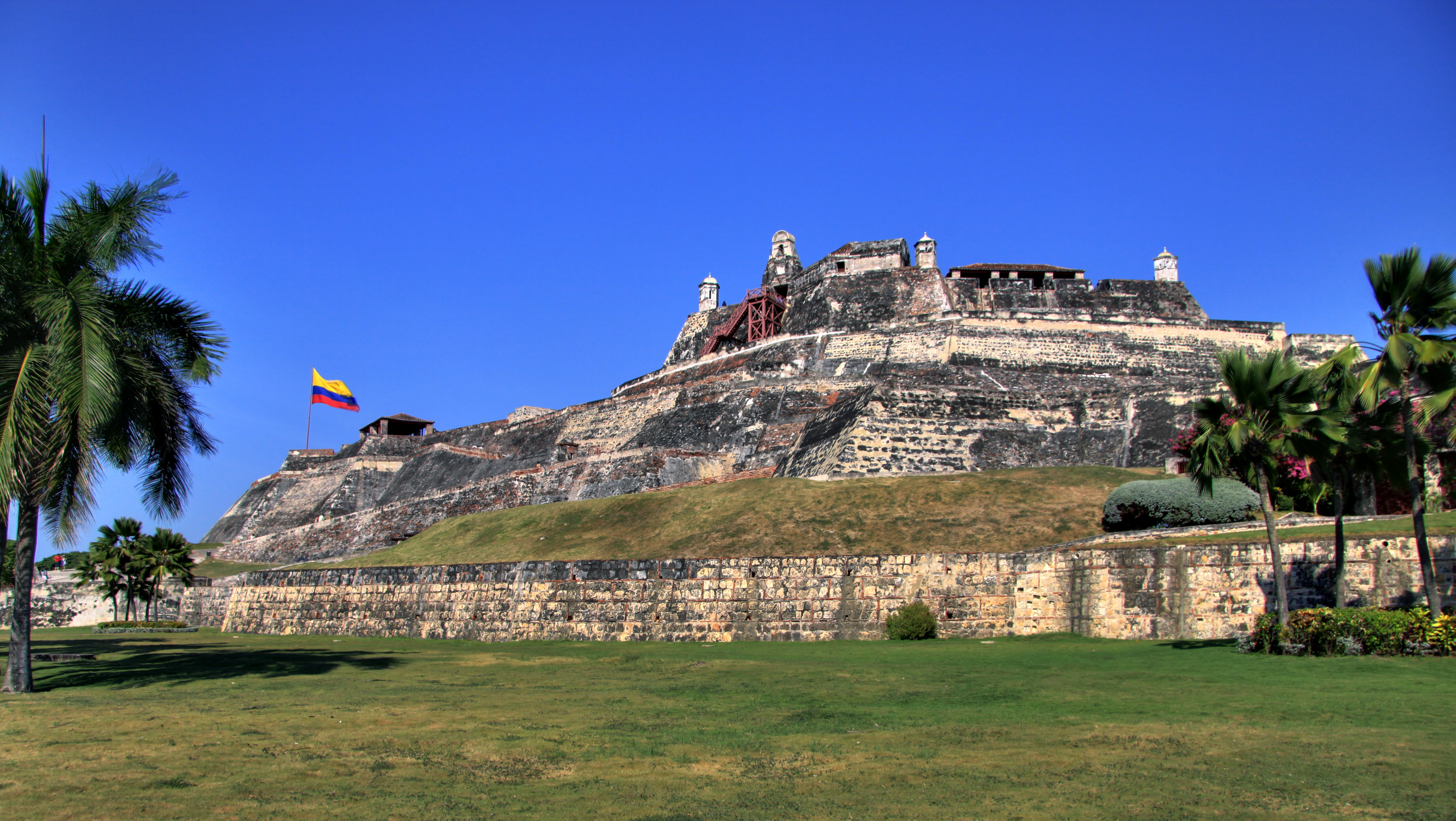
Castillo San Felipe de Barajas en Cartagena de Indias. En 1741 una enorme flota británica liderada por el almirante Vernon fue derrotada por las fuerzas españolas de Blas de Lezo que defendían este fuerte.

Tras la derrota, los ingleses prohibieron la difusión de la noticia y la censura fue tan tajante que pocos libros de historia ingleses contienen referencias a esta trascendental contienda naval. Incluso en nuestros días poco se sabe de esta gran batalla, frente al muy conocido episodio de Trafalgar o incluso al de la Armada Invencible.
España también se enfrentó con Portugal por la Colonia del Sacramento en el actual Uruguay, que era la base del contrabando británico por el Río de la Plata. En 1750 Portugal cedió la colonia a España a cambio de siete de las treinta reducciones guaraníes de los jesuitas en la frontera con Brasil. Los españoles tuvieron que expulsar a los jesuitas, generando un conflicto con los guaraníes que duró once años.

Pabellón naval del Reino de España desde 1785, posteriormente elevado a la categoría de bandera nacional.

El desarrollo del comercio naval promovido por los Borbones en América fue interrumpido por la flota británica durante la guerra de los Siete Años (1756-1763) en la que España y Francia se enfrentaron a Gran Bretaña y Portugal por conflictos imperiales. Los éxitos españoles en el norte de Portugal se vieron eclipsados por la toma inglesa de La Habana y Manila. Finalmente, el Tratado de París (1763) puso fin a la guerra. Con esta paz, España recuperó Manila y La Habana, aunque tuvo que devolver Sacramento. Además Francia entregó a España la Luisiana al oeste del Misisipi, incluida su capital, Nueva Orleans, y España cedió la Florida a Gran Bretaña.

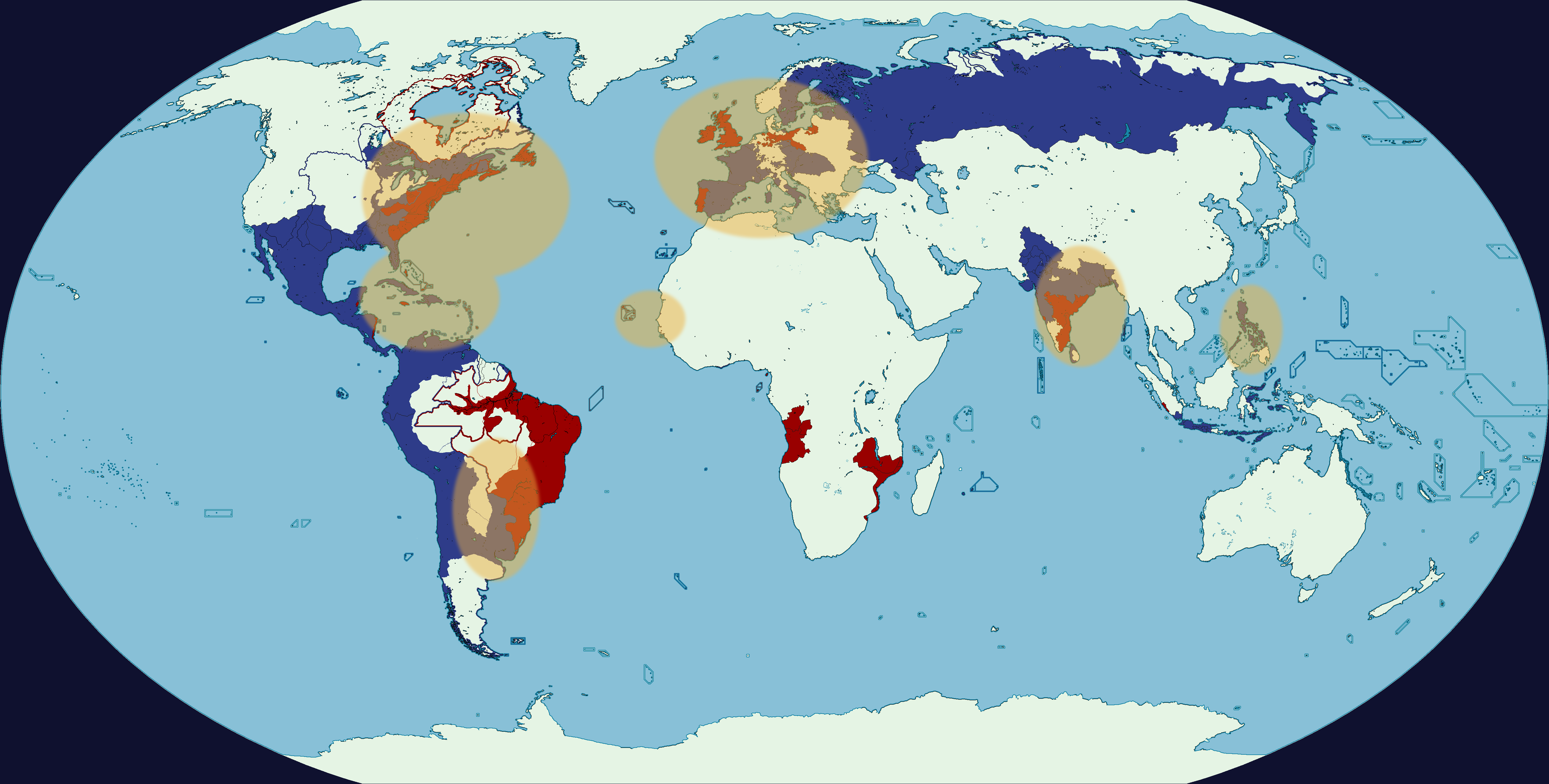
Mapa global de la Guerra de los Siete Años, incluyendo el teatro colonial anglo-español y el hispano-portugués de la Guerra Fantástica.

En cualquier caso, el siglo XVIII fue un periodo de prosperidad en el imperio de ultramar gracias al crecimiento constante del comercio, sobre todo en la segunda mitad del siglo debido a las reformas borbónicas. Las rutas de un solo barco en intervalos regulares fueron lentamente reemplazando la antigua costumbre de enviar a las flotas de Indias, y en la década de 1760, había rutas regulares entre Cádiz, La Habana y Puerto Rico, y en intervalos más largos con el Río de la Plata, donde se había creado un nuevo virreinato en lo que hasta ese momento era parte del Virreinato del Perú, el llamado Virreinato del Río de la Plata en 1776. El contrabando, que fue el cáncer del imperio de los Habsburgo, declinó cuando se pusieron en marcha los navíos de registro.
En 1777 una nueva guerra con Portugal acabó con el tratado de San Ildefonso, por el que España recobraba Sacramento y ganaba las islas de Annobon y Fernando Poo, en aguas de Guinea, a cambio de retirarse de sus nuevas conquistas en Brasil.
Posteriormente, dos hechos de importancia menor ocurrieron en la América española y al mismo tiempo demostraron la elasticidad y resistencia del nuevo sistema reformado: el alzamiento de Túpac Amaru en Perú en 1780 y la rebelión en Venezuela. Las dos, en parte, eran reacciones al mayor centralismo de la administración borbónica. Por lo general, los tres siglos del imperio español en América fueron muy pacíficos.
En la década de 1780 el comercio interior en el Imperio volvió a crecer y su flota se hizo mucho mayor y más rentable. El fin del monopolio de Cádiz para el comercio americano supuso el renacimiento de las manufacturas españolas. Lo más notable fue el rápido crecimiento de la industria textil en Cataluña, que a finales de siglo mostraba signos de industrialización con una sorprendente y rápida adopción de máquinas mecánicas para hilar, convirtiéndose en la más importante industria textil del Mediterráneo. Esto supuso la aparición de una pequeña pero políticamente activa burguesía en Barcelona. La productividad agraria se mantuvo baja a pesar de los esfuerzos por introducir nueva maquinaria para una clase campesina muy explotada y sin tierras.

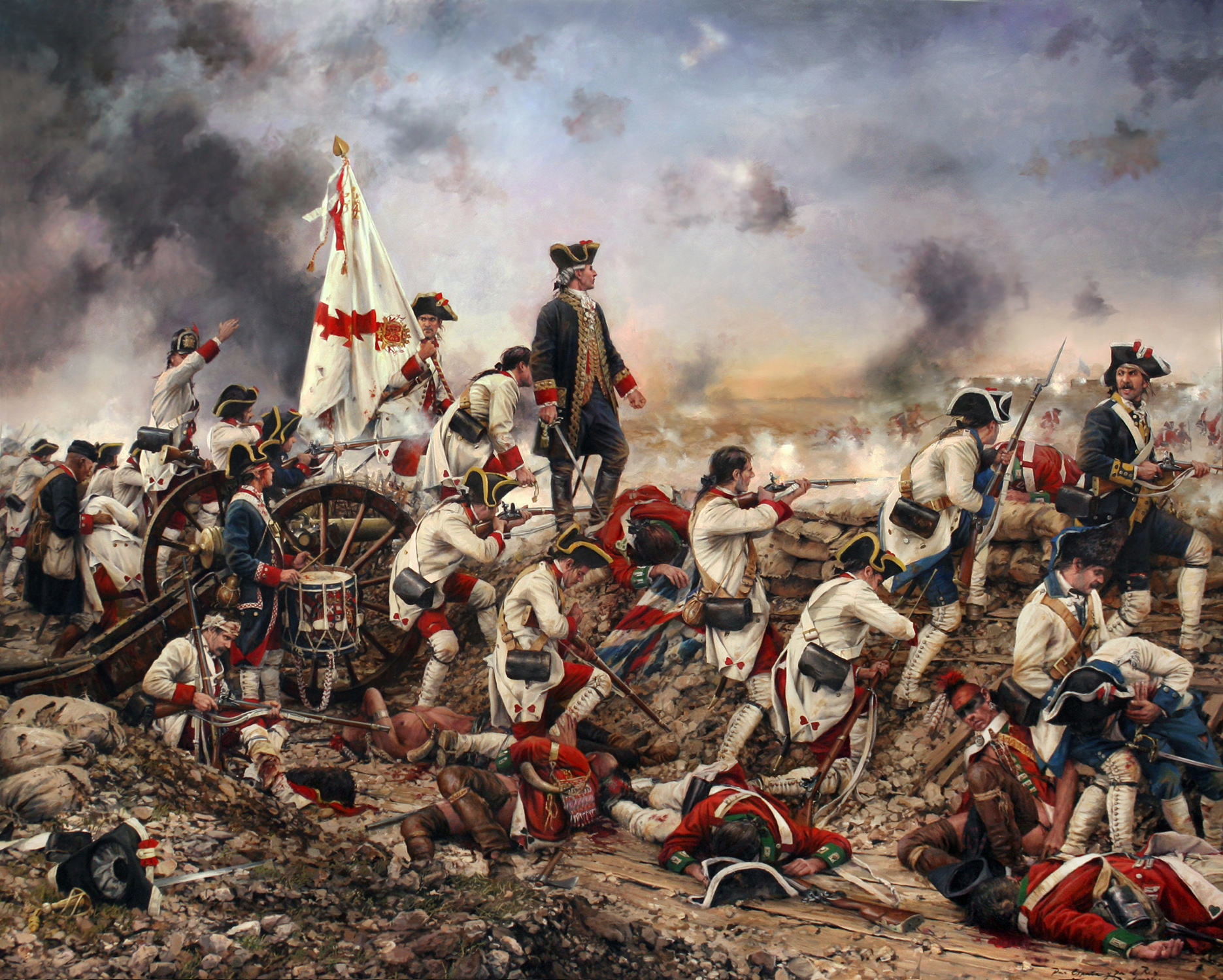
Por España y por el Rey, Gálvez en América (2015), pintura al óleo de Augusto Ferrer-Dalmau que recrea la batalla de Pensacola en 1781.

Fronteras norteamericanas propuestas por el conde de Aranda hacia el final de la guerra de Independencia de los Estados Unidos, 3 de agosto de 1782.

La recuperación gradual de las guerras se vio de nuevo interrumpida por la participación española en la guerra de Independencia de los Estados Unidos (1779-1783), en apoyo de los Estados sublevados y los consiguientes enfrentamientos con Gran Bretaña. El Tratado de Versalles de 1783 supuso de nuevo la paz y la recuperación de Florida y Menorca (consolidando la situación, puesto que habían sido recuperadas previamente por España) así como el abandono británico de Campeche y la Costa de los Mosquitos en el Caribe. Sin embargo, España fracasó al intentar recuperar Gibraltar después de un duradero y persistente sitio, y tuvo que reconocer la soberanía británica sobre las Bahamas, donde se habían instalado numerosos partidarios del rey inglés o lealistas procedentes de las colonias perdidas, y el archipiélago de San Andrés y Providencia, reclamado por España pero que no había podido controlar.
Mientras, con la convención de Nutca (1791), se resolvió la disputa entre España y Gran Bretaña acerca de los asentamientos británicos y españoles en la costa del Pacífico, delimitándose así la frontera entre ambos países. También en ese año el rey de España ordenó a Alejandro Malaspina buscar el Paso del Noroeste (Expedición Malaspina).

### El fin del imperio global

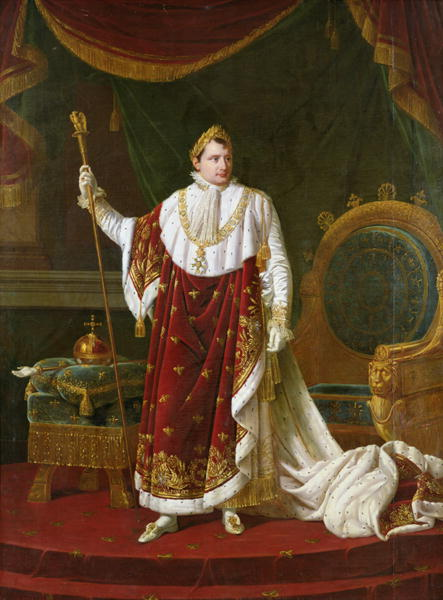
Retrato del emperador Napoleón Bonaparte por Robert Lefevre, 1811

El imperio español del siglo XVIII se consolidó como una potencia de nivel medio en el tablero geopolítico, aunque lejos de su antigua condición de superpotencia. Su vasto imperio en las Indias le confería una notable relevancia global, aunque en Europa predominaban potencias como Francia, Inglaterra o Austria. A pesar de ello, España mantenía la flota más poderosa del mundo, y su moneda seguía siendo una de las más fuertes. Aunque el Imperio español no había recuperado su antiguo esplendor, logró resurgir de las dificultades de principios de siglo, cuando estuvo vulnerable frente a otras potencias. La relativa paz durante gran parte del siglo bajo la nueva monarquía permitió la reconstrucción y el inicio de un largo proceso de modernización económica e institucional. El declive demográfico del siglo XVII se había revertido, aunque fue necesario fomentar la inmigración, principalmente de alemanes y suizos. Sin embargo, todos estos avances quedarían eclipsados por el tumulto que sacudiría Europa a finales del siglo: las guerras revolucionarias francesas y las guerras napoleónicas.

#### Las guerras napoleónicas y la revolución española de Cádiz

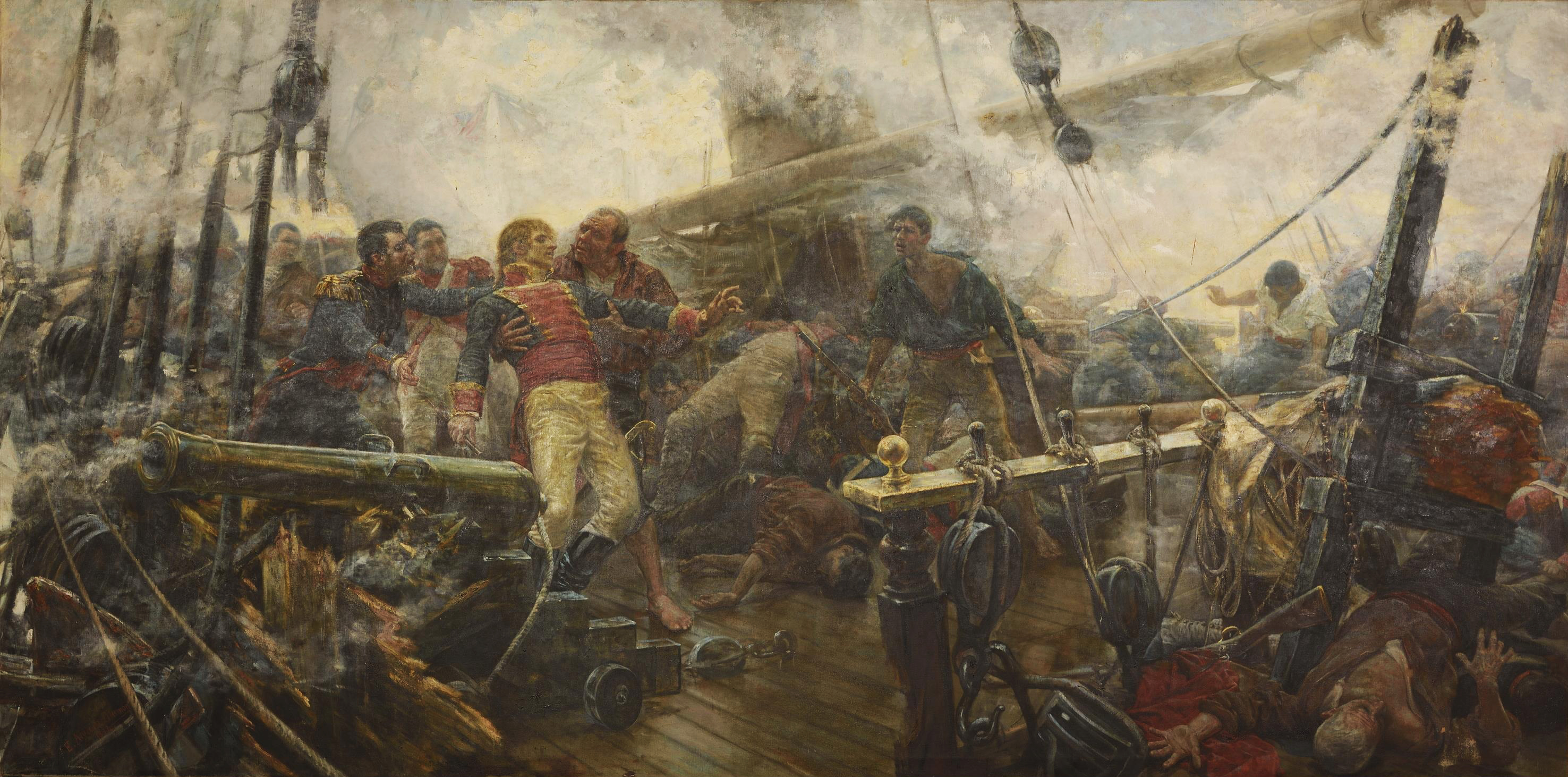
La muerte del brigadier Churruca a bordo del navío San Juan Nepomuceno, en la batalla de Trafalgar.

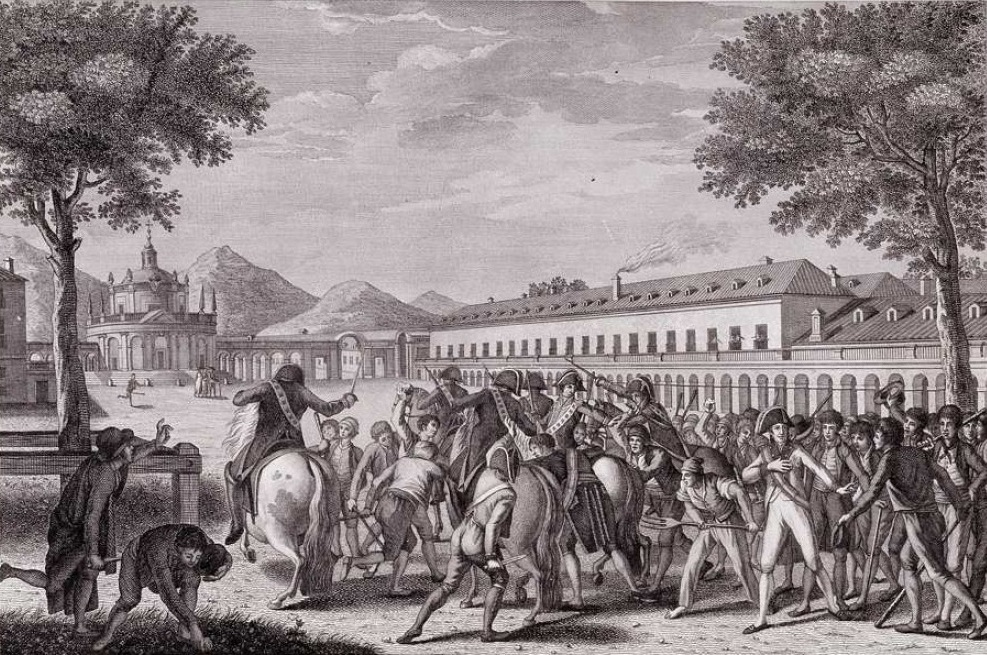
El motín de Aranjuez.

Tras la Revolución francesa de 1789, España se unió a los países que se aliaron para combatir la revolución. Un ejército dirigido por el general Ricardos reconquistó el Rosellón, pero apenas unos años después, en 1794 las tropas francesas les expulsaron e invadieron territorio español. El ascenso de Godoy a primer ministro supuso una política de apaciguamiento con Francia: con la Paz de Basilea de 1795 se logró la retirada francesa a cambio de la mitad de La Española (lo que hoy en día es República Dominicana).
En 1796 el Tratado de San Ildefonso supuso la alianza con la Francia napoleónica contra Gran Bretaña, lo que supuso la unión de sus respectivas fuerzas armadas. El combate naval del cabo de San Vicente fue una victoria relativa para los británicos, que no supieron aprovechar, aunque en Cádiz y Santa Cruz de Tenerife la flota británica sufrió sendos fracasos. Lo más reseñable fue la pérdida de isla Trinidad (Trinidad y Tobago) en 1797 y Menorca. En 1802, se firmó la Paz de Amiens, tregua que permitió a España recobrar Menorca.
Pronto se reanudaron las hostilidades, desarrollándose el proyecto napoleónico de una invasión a través del canal de la Mancha. Sin embargo, la destrucción de la flota aliada franco-española en la batalla de Trafalgar (1805) arruinó el plan. El dominio absoluto del mar por parte de la Marina Real británica resultó estéril en la lucha colonial contra España, cosechando rotundos fracasos durante las tentativas inglesas de invasiones del Río de la Plata en 1806 y 1807 o de Venezuela. Sin embargo, la ocupación napoleónica de la España peninsular, dio paso a movimientos liberales dentro de la hispanidad, que apoyados por el Reino Unido, rompieron el consenso dentro del Imperio español y permitieron el paso de la Intervención colonial británica mediante el envío de toneladas de armas, buques y miles de combatientes para la guerra peninsular y el apoyo a los revolucionarios.
Mientras las sucesivas coaliciones eran derrotadas una y otra vez por Napoleón Bonaparte en el continente, España libró una guerra menor contra Portugal (guerra de las Naranjas) que le permitió anexionarse Olivenza. En 1800 Francia recobró Luisiana. Cuando Napoleón decretó el Bloqueo Continental, España colaboró con Francia en la ocupación de Portugal, país que desobedeció el bloqueo. Así, las tropas francesas entraron en el país, acuartelándose unidades en guarniciones de la frontera.
En 1808 España fue ocupada por Napoleón y este se aprovechó de las disputas entre el rey español Carlos IV y su hijo, el futuro Fernando VII, y consiguió que estos le cediesen el trono y nombró rey a su hermano José I de España.  Entonces se produjo el levantamiento popular del 2 de mayo de 1808. Los españoles patriotas se desplazaron al sur de España y comenzaron la conocida como guerra de la Independencia española que derrotaría a los ejércitos franceses por primera vez en Europa en la batalla de Bailén. En respuesta al vacío de autoridad se constituyeron las Cortes de Cádiz en 1810. En la Constitución de Cádiz la Monarquía católica se renombró Reino de las Españas, y luego Reino de España tras la constitución de 1869. Estas cortes se proclamaron soberanas, reconocieron a Fernando VII como legítimo rey de España, y anularon su renuncia a la Corona y establecieron la Constitución española de 1812. Napoleón contraatacó y su Grande Armée restableció la autoridad de su hermano. Los enfrentamientos continuaron, ahora con la aparición de la «guerra de guerrillas» sufriendo los ejércitos franceses una cantidad considerable y constante de bajas. La intervención inglesa en la España peninsular junto con los ejércitos portugueses y españoles concurrió en la expulsión a los franceses y Fernando VII recuperó el trono, disolvió las Cortes españolas, reprimió el liberalismo y tuvo que enfrentarse con la independencia de los virreinatos.

#### Guerras civiles de independencia y desmembración de la España americana

Desarrollo de las guerras civiles de independencia y desmembración de la España americana
Territorios gobernados por autoridades leales a.
Territorios bajo la autoridad de la Junta Central Suprema o por las autoridades del Trienio Liberal.
Territorios bajo la autoridad de Juntas de Gobierno autónomas, nominalmente fieles al rey.
Territorios con Estados que han proclamado su independencia de España.
España bajo las Cortes de Cádiz.

Este suceso es uno de los más importantes en la formación del mundo contemporáneo: el desmembramiento de los reinos y provincias que conformaban la España americana, pertenecientes a la Monarquía Católica, y su transformación en una veintena de nuevos estados independientes, como resultado de una larga y destructiva guerra civil.
A finales del siglo XVIII y comienzos del XIX, el Imperio español había atravesado el cambio dinástico de los Habsburgo a los Borbones sin una gran pérdida territorial. Ante el contexto de las Revoluciones atlánticas, desde la propia monarquía se propusieron proyectos españoles para la independencia de América. Sin embargo, la independencia hispanoamericana tuvo lugar tras la imposición de la casa Bonaparte en sustitución de los Borbones, en medio del colapso del Antiguo Régimen y la ocupación francesa de España. En 1808, Napoleón Bonaparte, en el marco de su estrategia de Bloqueo Continental contra el Imperio británico, secuestró la familia real española e impuso las «abdicaciones de Bayona», por el que los borbones renunciaban al trono en favor de Napoleón, quien prometió respetar la integridad de la monarquía. Carlos IV fue depuesto y su hijo Fernando VII quedó prisionero.  Napoleón designó a su hermano, José Bonaparte, como rey de España e implantó el Estatuto de Bayona. Pero la ocupación francesa desencadenó un levantamiento popular español, conocido como la guerra de la Independencia española (1808-1814). Los emisarios de Napoleón fueron rechazados en América, y los funcionarios virreinales sospechosos de simpatizar con la España napoleónica fueron depuestos. El Reino Unido, a través del Tratado Apodaca-Canning, apoyó la rebelión contra la ocupación napoleónica en España y reconoció a Fernando VII como rey legítimo en ausencia. No obstante, el vacío de poder generado por la crisis dinástica fue aprovechado por otros imperios rivales para expandir sus fronteras o su influencia diplomática y política. Tanto el Imperio británico como los Estados Unidos y el Imperio portugués se beneficiaron del debilitamiento del poder español en América.

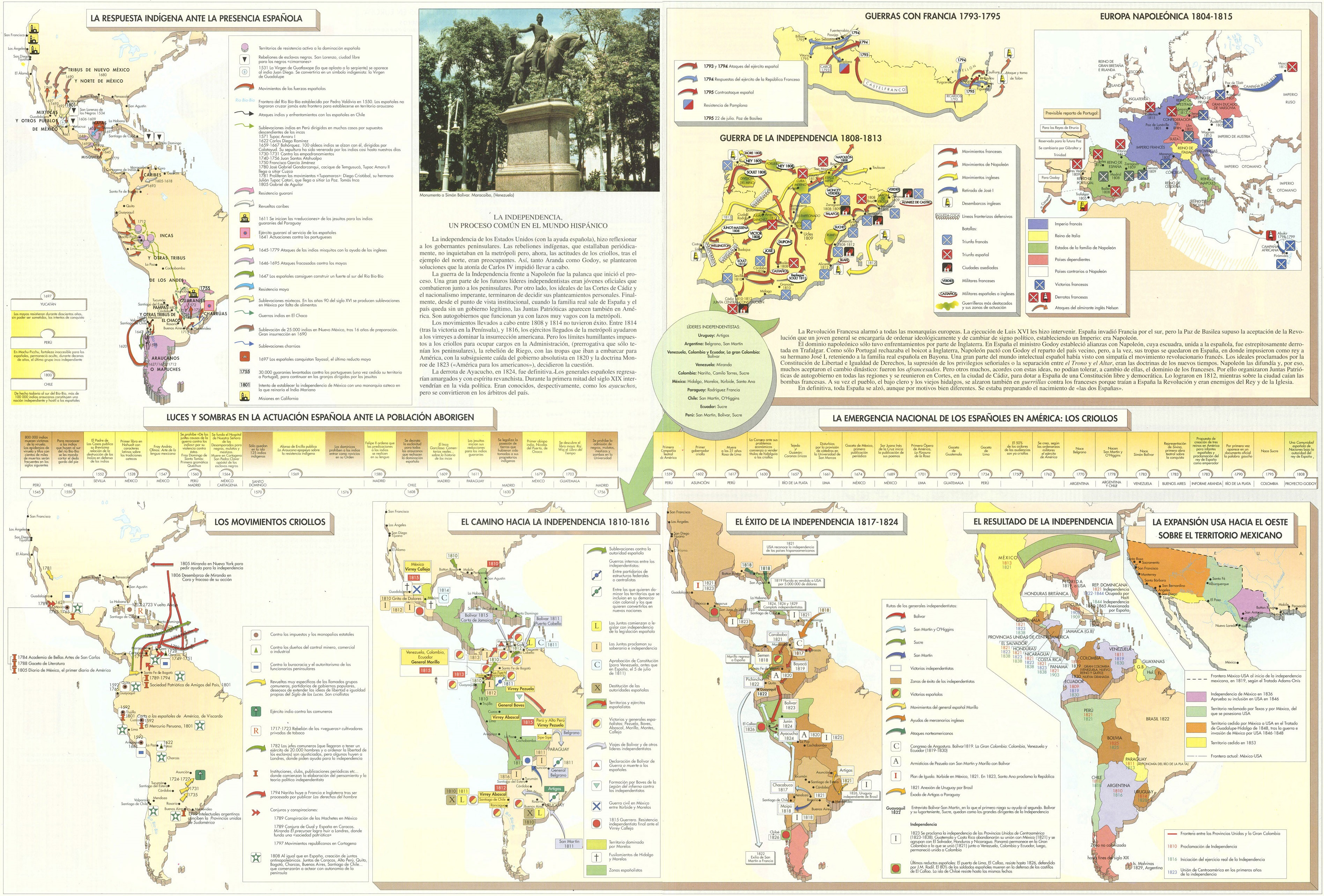
Infografía de las Guerras de independencia hispanoamericanas

La ocupación napoleónica obligó al gobierno español a agotar todos sus recursos militares en la península ibérica, incluida su propia armada real, esencial para la conservación de un vasto Imperio transatlántico. Fernando VII fue proclamado rey en ausencia, pero subordinado a la soberanía de los nuevos poderes emergentes.  Las juntas españolas, que resistieron a Bonaparte, implantaron un Estado liberal mediante la convocatoria de Cortes Generales. Al otro lado del Atlántico, ante el cautiverio de Fernando VII, las juntas americanas tienen sus propias revoluciones liberales lideradas mayoritariamente por criollos, desafiando las viejas y nuevas autoridades de Europa. La ruptura definitiva llegó en 1810, cuando la Junta Suprema Central, aún apoyada por los americanos, fue derrotada y se refugió en Cádiz, donde, sitiada por las tropas napoleónicas que ya dominaban toda la península, se disolvió, dando paso a la creación de una Regencia y, seguidamente, a las Cortes de Cádiz, de hegemonía peninsular. Este fue el punto de quiebre con las Juntas americanas, que propiciaron las primeras declaraciones de independencia. Las Cortes españolas negaron la legitimidad de las juntas americanas y comenzaron con el envío de expediciones militares para sofocar las rebeliones. Los liberales gaditanos, al igual que las juntas americanas, no reconocieron a ningún otro poder como superior y consideraban a Fernando VII como un rey subordinado a sus intereses nacionales. La derrota militar francesa en toda Europa y el Tratado de Valençay con Napoleón, permitieron a Fernando VII regresar a España en 1814 como rey con plenos poderes. El rey, tras rechazar la Constitución de 1812 por considerarla republicana, declaró sus decretos nulos. Tanto Fernando VII como las Cortes de Cádiz negaron toda legitimidad de las juntas americanas, declarándolas en rebeldía. Sin embargo, con la desaparición del gobierno español liberal, el Reino Unido bloqueó el apoyo europeo a España, mientras proporcionaba hombres, buques y suministros militares en apoyo de las insurgencias americanas.  
Las insurrecciones, que buscaban preservar sus estados independientes, finalmente derivaron en su mayoría regímenes republicanos, que se enfrentaron abiertamente contra la restauración absolutista en una guerra de secesión de alcance continental. El virrey Félix Calleja en Nueva España, Fernando de Abascal en Perú y Pablo Morillo, jefe de la expedición pacificadora de Costa Firme, fueron los principales organizadores de la defensa de la monarquía española en América. No obstante, los consejeros de gobierno advirtieron sobre el debilitamiento militar español tras la guerra con Francia y de la imposibilidad de sostener un esfuerzo militar a corto plazo. Los continuos levantamientos de militares liberales en la propia España anunciaron la rebelión del ejército de Ultramar ocurrida en 1820 y encabezada por Rafael del Riego, que instauró el efímero Trienio Liberal. Este nuevo gobierno, reconocido solo por el Reino Unido, aceleró la pérdida de poder político, militar y diplomático de España. El Trienio quebró la posición militar española en América, suspendió el envío de tropas peninsulares y se limitó a negociar treguas sin acordar ninguna paz definitiva. A partir del año 1820, Simón Bolívar y José de San Martín, los llamados Libertadores en América del sur, y Agustín Iturbide en Norteamérica, condujeron las campañas finales de los ejércitos de la Patria o Patriotas, identificados con América y la Soberanía. Consiguen imponerse sobre las tropas de la monarquía española, llamadas Realistas, término popularizado cuando el régimen absolutista de Fernando VII recupera el trono español en 1823, apoyado por tropas francesas de la Santa Alianza que ocupan España hasta 1828. Los últimos reductos que resisten en fortificaciones costeras hasta 1826, las guerrillas supervivientes del interior, y la guerra naval en el Caribe, alentaron utópicos proyectos españoles de reconquista de México que tuvieron su punto final con la muerte del rey Fernando VII en 1833. 
Por último, en 1836, una década más tarde la caída de los últimos bastiones, las Cortes de España autorizan al Gobierno a renunciar a todo derecho territorial o de soberanía y reconocer la independencia en sucesivos tratados de paz y amistad. Las independencias americanas provocaron la  migración forzosa  de españoles, primero por la guerra y luego por su expulsión mediante leyes destinadas a consolidar la independencia. Posteriormente, a lo largo del siglo XIX, luego de complejos procesos políticos, las antiguas posesiones españolas en América conformaron los actuales estados hispanoamericanos y se firmaron los tratados de reconocimiento con España.  En América del sur, se produjo la Invasión luso-brasileña sobre los antiguos territorios españoles disputados de la Banda Oriental anexionada por los portugueses como provincia Cisplatina. En América del Norte, el expansionismo estadounidense se impuso sobre los nuevos países americanos mediante presión económica, dominación política y una ocupación militar que culminó con la anexión de Texas y el norte de México. También se apropió de los últimos restos del Imperio español, forzando la compra de Florida por cinco millones de dólares en 1821, y más tarde, los derechos sobre las pretensiones españolas en Oregón. A finales de siglo, Estados Unidos culminaría su expansión con la ocupación militar de los últimos vestigios ultramarinos del Imperio español.

## El Desastre del 98 y la pérdida de las islas del Caribe y Filipinas

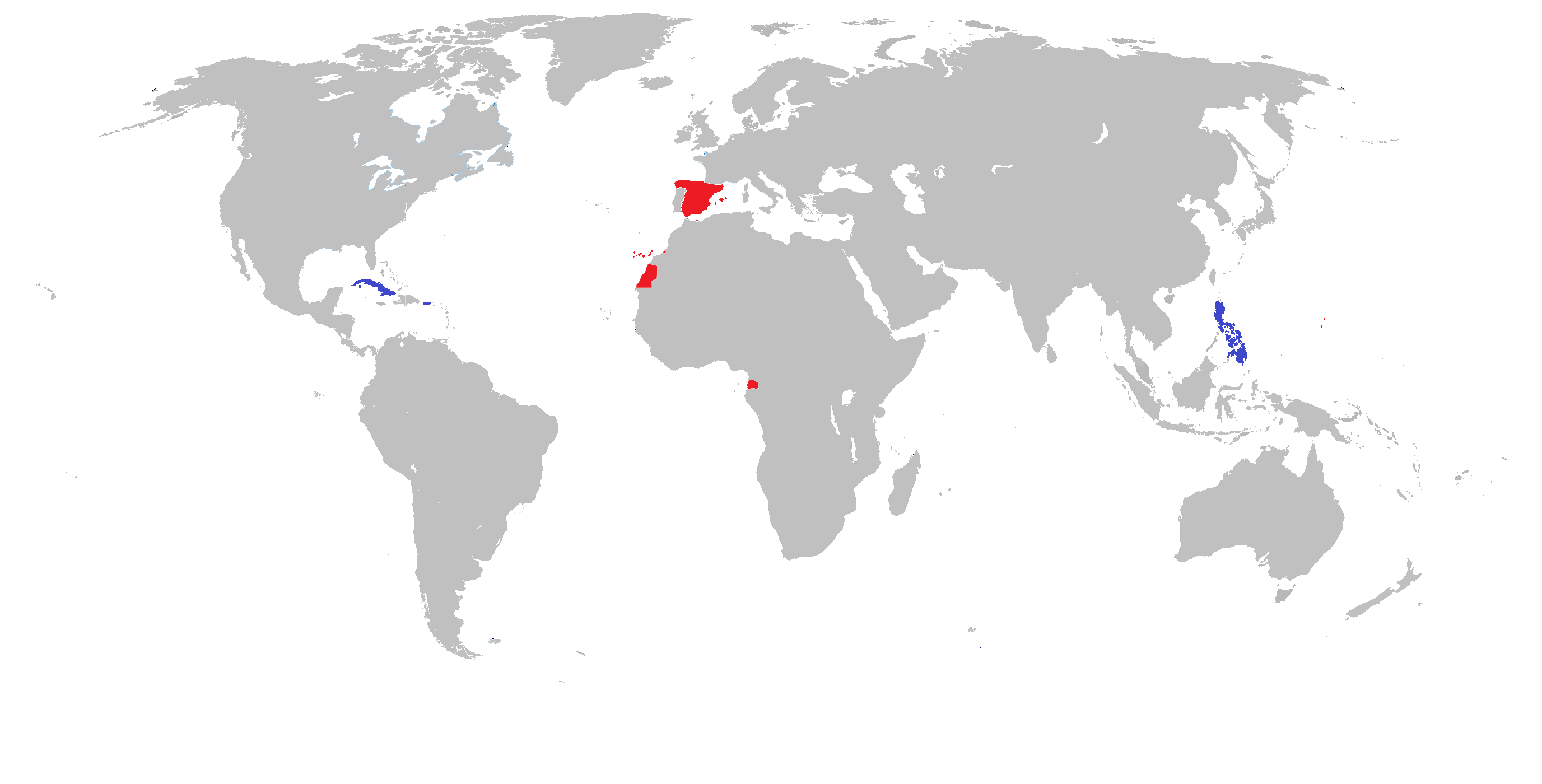
Territorios españoles durante la segunda Restauración Borbónica. En azul aquellos que se separaron de España en este periodo.

En lo que quedó del Imperio, la guerra de la Independencia fue seguida por una monarquía absoluta (década ominosa), conflictos dinásticos, levantamientos absolutistas, pronunciamientos liberales y luchas por el poder entre facciones liberales que solo permitieron ciertos periodos lo bastante estables para el desarrollo de una política exterior activa. Destaca entre estos el gobierno de Leopoldo O'Donnell (1856-1863), que, tras una dura represión de la disidencia, pudo volver a intervenir activamente en la escena internacional: se ganó una guerra a Marruecos con las victorias de Tetuán y Wad-Ras que permitió ampliar Ceuta y la concesión de la plaza de Santa Cruz de la Mar Pequeña (identificada con Sidi Ifni) en la costa atlántica frente a Canarias
También se intentó pacificar Filipinas, se apoyó al emperador de México (sostenido por las potencias coloniales) y, junto a los franceses, se envió una expedición de castigo a Cochinchina, donde habían sido asesinados varios misioneros. Paralelamente, Pedro Santana, a la cabeza de cierta facción dominicana, devolvió la hoy República Dominicana a un estatus imperial solo para que los avatares de la política interna de la isla y el apoyo haitiano la hicieran perderse definitivamente en 1865.
La crisis económica derivada de la subida del precio del algodón por la guerra de Secesión estadounidense, las malas cosechas y los pobres resultados de los intentos de modernización de la agricultura (desamortización), infraestructuras (ferrocarril) acabaron con el régimen de O'Donnell y su experiencia imperialista. Las guerras y disputas entre progresistas, liberales y conservadores, que se negaban a aceptar que el país tuviera un estatus bajo a escala internacional, se hicieron frecuentes. El descontento creciente por la inestabilidad y la perenne crisis económica llevó al estallido de una revolución que dio paso a experimentos políticos y a la Primera República española. La posterior restauración monárquica de 1875 marcó un nuevo periodo, más favorable, cuando Alfonso XII y sus ministros tuvieron cierto éxito en recobrar el vigor de la política y el prestigio españoles, en parte por haber aceptado la realidad de las circunstancias españolas y trabajar inteligentemente.

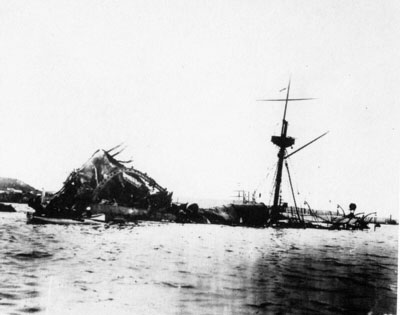
Restos del hundimiento del acorazado estadounidense Maine en el puerto de La Habana.

A pesar de estos vaivenes, España había mantenido el control de los últimos fragmentos de su imperio hasta el incremento del nivel de nacionalismo y de levantamientos anticolonialistas en varias zonas, que se desencadenaron durante la década de 1870. Este conflicto se tornaría internacional a raíz de la implicación de los Estados Unidos, teniendo lugar a la guerra hispano-estadounidense de 1898, cuando una débil España se enfrentó a un Estados Unidos mucho más fuerte que necesitaba nuevos mercados para seguir ampliando su ya fuerte economía.
El desencadenante de esta guerra fue el hundimiento del acorazado Maine, del que se culpó a España (tras una agresiva campaña de prensa de William Randolph Hearst). Las últimas investigaciones no han llegado a demostrar nada de forma concluyente: ni si fue un accidente o un sabotaje externo, ni quién sería el responsable, aun así existe la teoría de que fueron los propios estadounidenses quienes provocaron el incendio en el Maine con el propósito de hundirlo, culpar a España y provocar una guerra para apoderarse de las provincias españolas de ultramar, autodefiniéndose como defensores de los cubanos contra la tiranía española. Esta guerra acabó con una humillante derrota española y la independencia de Cuba.
En Filipinas, los independentistas también contaron con el apoyo estadounidense. España se vio forzada a pedir un armisticio, y se firmó el Tratado de París, por el cual se renunciaba definitivamente a Cuba y se cedían a Estados Unidos: Filipinas, Puerto Rico y Guam. Esta serie de sucesos son conocidos como el «desastre del 98». Los últimos territorios españoles en Oceanía fueron finalmente vendidos a Alemania en el Tratado germano-español de 1899.

## Los últimos territorios, África (1885-1975)

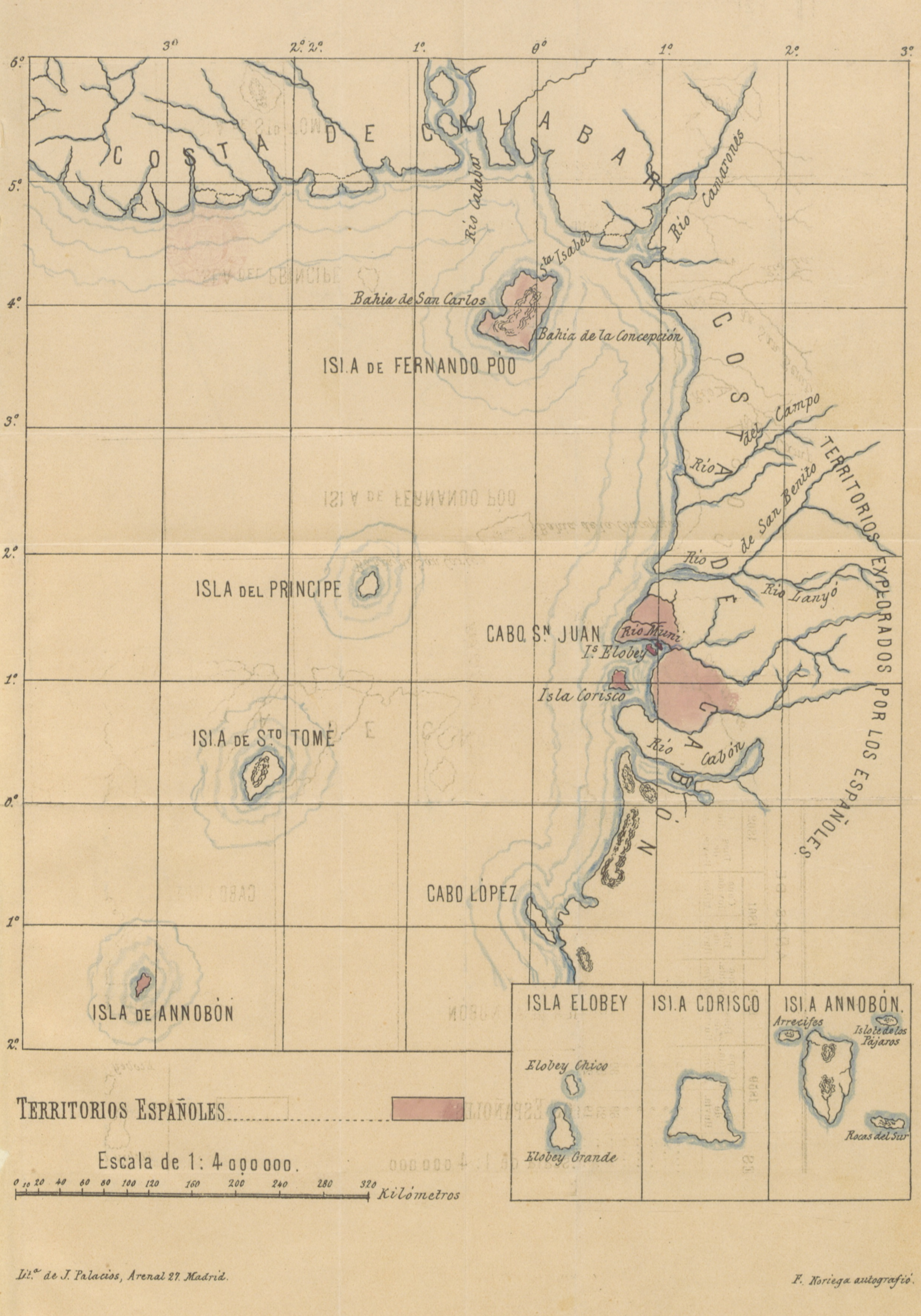
Mapa de las posesiones españolas en el Golfo de Guinea en 1897, antes del Tratado de París de 1900 que daría lugar a la Guinea Española, hasta que en 1968 se independizó como Guinea Ecuatorial.

Desde 1778, con el Tratado de El Pardo, por el que los portugueses cedieron a España a cambio de territorios en Sudamérica la isla de Bioko y sus islotes cercanos así como los derechos comerciales del territorio entre los ríos Níger y Ogoué, España mantenía una presencia en el golfo de Guinea. En el siglo XIX, algunos exploradores, como Manuel Iradier, cruzaron este límite.
Mientras, los enfrentamientos en el Mediterráneo habían continuado, perdiéndose las posiciones españolas en el norte de África. En 1848, sin embargo, las tropas españolas conquistaron las islas Chafarinas.
La pérdida de la mayor parte del Imperio americano llevó a España a volcarse cada vez más en su dominios en África, especialmente tras la derrota contra los Estados Unidos en la guerra hispano-estadounidense de 1898.
En 1860, tras la guerra contra Marruecos, España obtuvo el territorio del Sidi Ifni por el Tratado de Wad-Ras. En la Conferencia de Berlín de 1884 España obtuvo el reconocimiento de la soberanía sobre de los territorios explorados por Emilio Bonelli desde Cabo Bojador hasta Cabo Blanco como Sahara español, cuyo límite norte quedó definido finalmente por el Tratado de París de 1900.

Territorios coloniales españolas en 1890. Incluye los reclamos territoriales en África durante la Conferencia de Berlín

En cuanto al territorio de las costas de Guinea en el África ecuatorial occidental, España tenía posesiones costeras, llamadas Guinea Española y reclamaba un territorio litoral que difusamente se extendía entre la desembocadura del río Níger por el norte hasta el río Ogoué al sur, sin embargo tales reclamaciones se fueron restringiendo hasta las costas e islas de la actual Guinea Ecuatorial, si bien aún a fines de siglo XIX España mantenía reclamaciones del Transpaís hasta casi llegar a las orillas izquierdas del río Congo. Las reclamaciones conflictivas sobre Guinea fueron resueltas en el Tratado de París de 1900, Río Muni se convirtió en un protectorado en 1885 y en colonia en 1900.

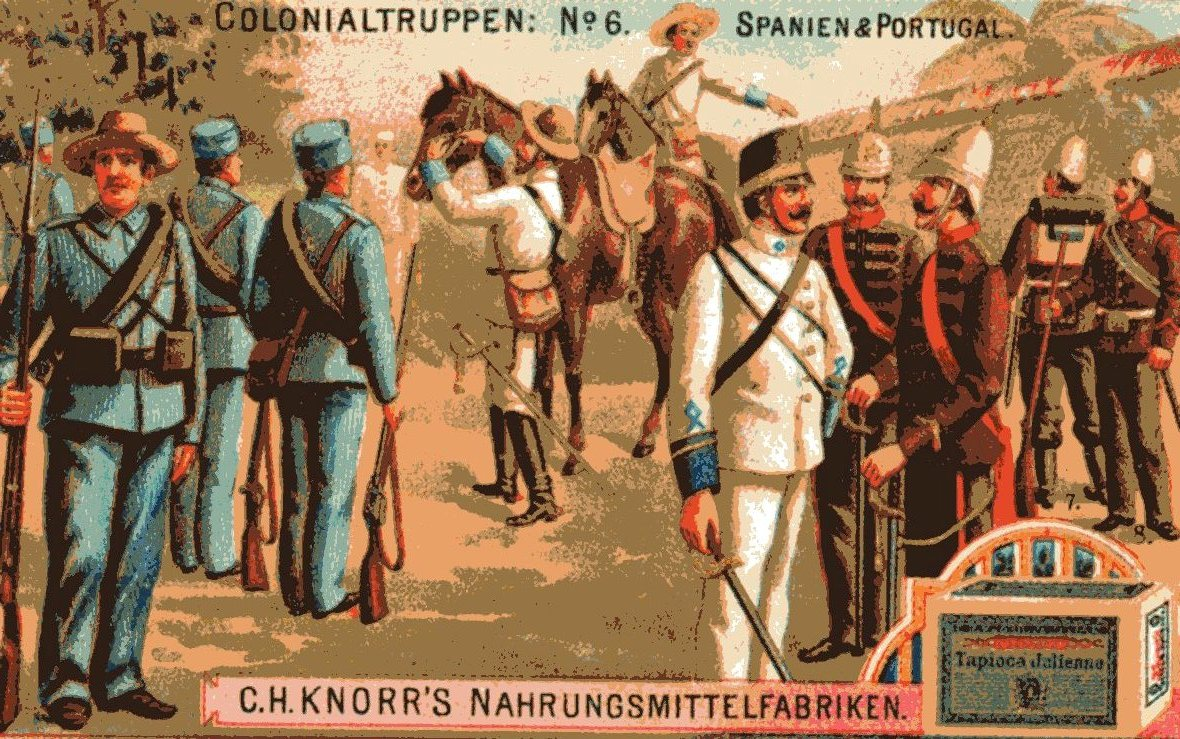
Tropas imperiales españolas y portuguesas en 1900.

Dentro del las disputas entre las potencias europeas por el reparto de África, en 1912 Francia obtuvo el protectorado francés de Marruecos por el Tratado de Fez con Marruecos. El 27 de noviembre de 1912 Francia impulsó el tratado franco-español que concedió a España el protectorado español de Marruecos, con el ánimo de diluir su presencia en Marruecos ante los recelos de Alemania y las demás potencias por la hegemonía colonial francesa en el norte de África. Su capital era Tetuán, su parte sur hacía frontera con el Sahara Español y uno de sus mayores activos económicos eran las minas del Rif. La resistencia a la ocupación española se manifestó en la guerra del Rif, cuando se produjo el desastre de Annual, la mayor derrota de la historia del ejército español y la victoria final en 1927. 
Entre 1926 y 1959, Bioko y Río Muni estuvieron unidas bajo el nombre de Guinea Española.
España perdió el interés de desarrollar una extensa estructura económica en las colonias africanas durante la primera parte del siglo XX. Sin embargo, desarrolló extensas plantaciones de cacao, para lo que se introdujo a miles de nigerianos como trabajadores. Los españoles también ayudaron a Guinea Ecuatorial a alcanzar uno de los mejores niveles de alfabetización del continente[cita requerida] y a desarrollar una red de instalaciones sanitarias.
En 1956 España devolvió a Marruecos el territorio norte del protectorado español de Marruecos, conservando el territorio sur, llamado Cabo Juby, por considerar que, aunque hubiera quedado administrado como protectorado por España, Marruecos carecía de argumentos legales o históricos para reclamarlo. En 1957 Mohamed V promovió la guerra de Ifni-Sahara contra España y Francia, resuelta por el Acuerdo de Cintra por el que España cedió Cabo Juby y la mayor parte de Ifni a Marruecos.

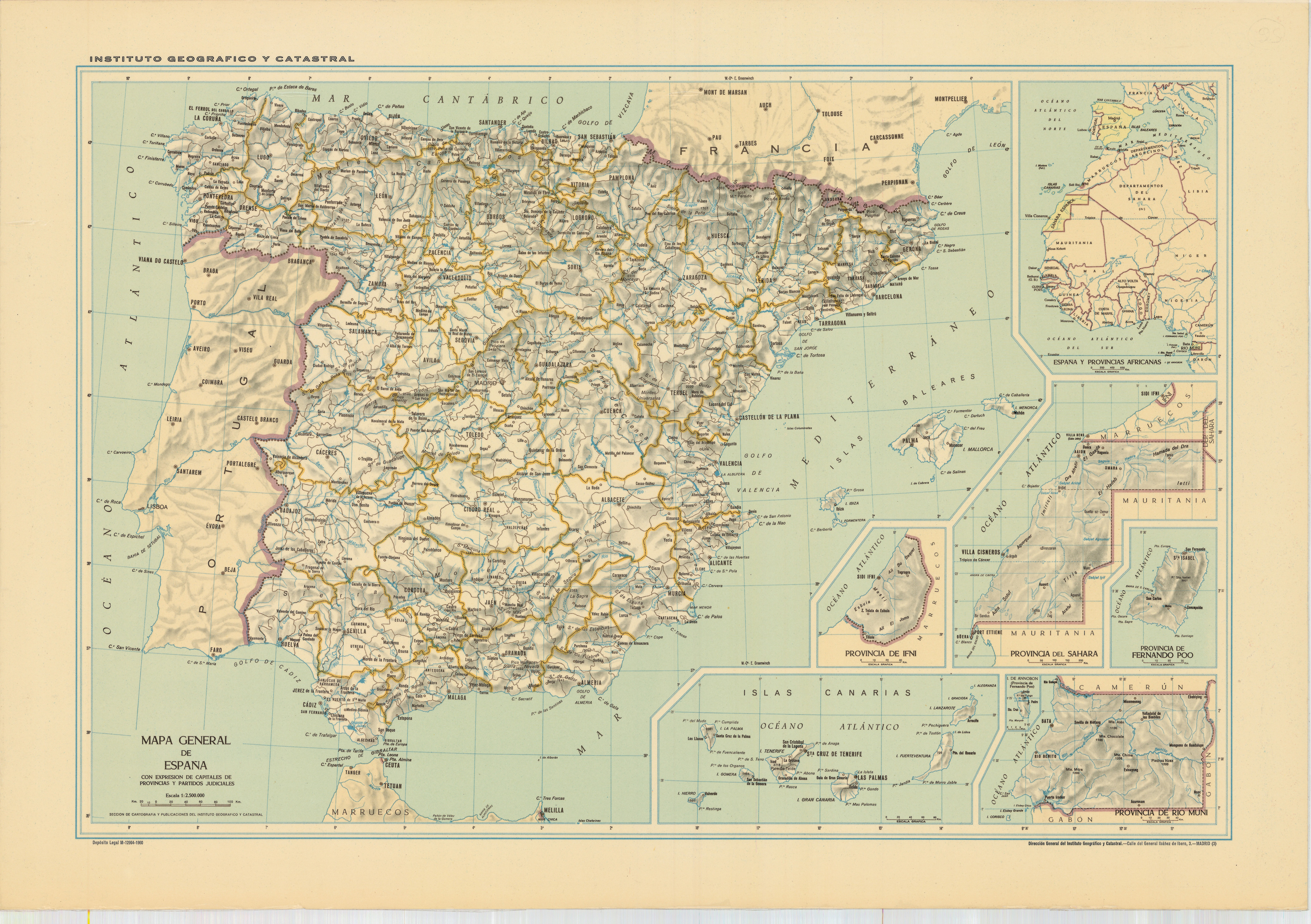
Mapa de España en 1960. Los actuales Sáhara Occidental y Guinea Ecuatorial, y el territorio de Ifni (Marruecos) aún pertenecían a España.

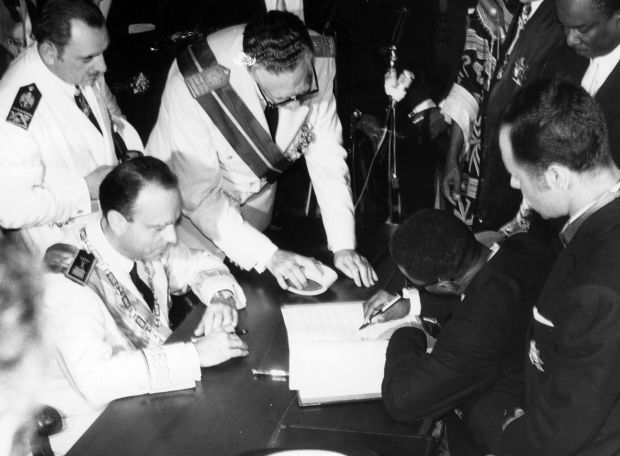
Firma de la independencia de Guinea Ecuatorial por el entonces ministro español Manuel Fraga junto al nuevo presidente Macías Nguema el 12 de octubre de 1968.

En 1959, se le otorgó al territorio español del golfo de Guinea el estatus de provincia española ultramarina. Como Región Ecuatorial Española, era regida por un gobernador general que ejercía los poderes militares y civiles. Las primeras elecciones locales se celebraron en 1960, y se eligieron los primeros procuradores en cortes ecuatoguineanos. Mediante la Ley Básica de diciembre de 1963, las dos provincias fueron reunificadas como Guinea Ecuatorial y dotadas de una autonomía limitada, con órganos comunes a todo el territorio (entre ellos un cuerpo legislativo) y organismos propios de cada provincia. Aunque el comisionado general nombrado por el gobierno español tenía amplios poderes, la Asamblea General de Guinea Ecuatorial tenía considerable iniciativa para formular leyes y regulaciones.
En marzo de 1968, bajo la presión de los nacionalistas ecuatoguineanos y de las Naciones Unidas, España anunció que concedería la independencia. Ya independiente en 1968, Guinea Ecuatorial tenía una de las mayores rentas per cápita de toda África. 
A raíz de los procesos de descolonización promovidos por la ONU, en 1969 culminó el proceso diplomático por el que España entregó Sidi Ifni a Marruecos. Finalmente, en 1976 se completó el abandono del Sahara Español, con su riqueza pesquera y minera, por el acuerdo de Madrid. Durante la inestabilidad política del tardofranquismo, este fue forzado por la descolonización política instada por la ONU y el clima prebélico del que fueron exponentes la marcha verde y los ataques de Frente Polisario.

## Territorios del Imperio español
No existe una postura unánime entre los historiadores sobre los territorios concretos de España porque, en ocasiones, resulta difícil delimitar si determinado lugar era parte de España o formaba parte de las posesiones del rey de España, o si el territorio era una posesión efectiva o jurídica, en épocas que abarcan siglos, incorporados por heredados o conquistados, y en las que no estaban igualmente definidas la diferencia entre las posesiones del rey y las de la nación, como tampoco lo estaba la hacienda o la herencia ni el derecho internacional. A pesar de todo, el que la Monarquía Hispánica fuera una monarquía autoritaria, casi absolutista, hace que la tesis más lógica sea la de que todas las posesiones del rey, eran posesiones de la nación. De hecho no se puede hablar de una separación de escudo nacional y escudo real hasta bien entrado el siglo XIX, lo cual pone de manifiesto que el rey de España era prácticamente lo mismo que el Estado, atendiendo a las delimitaciones del régimen polisinodial por el que se regía el Imperio español.

### América

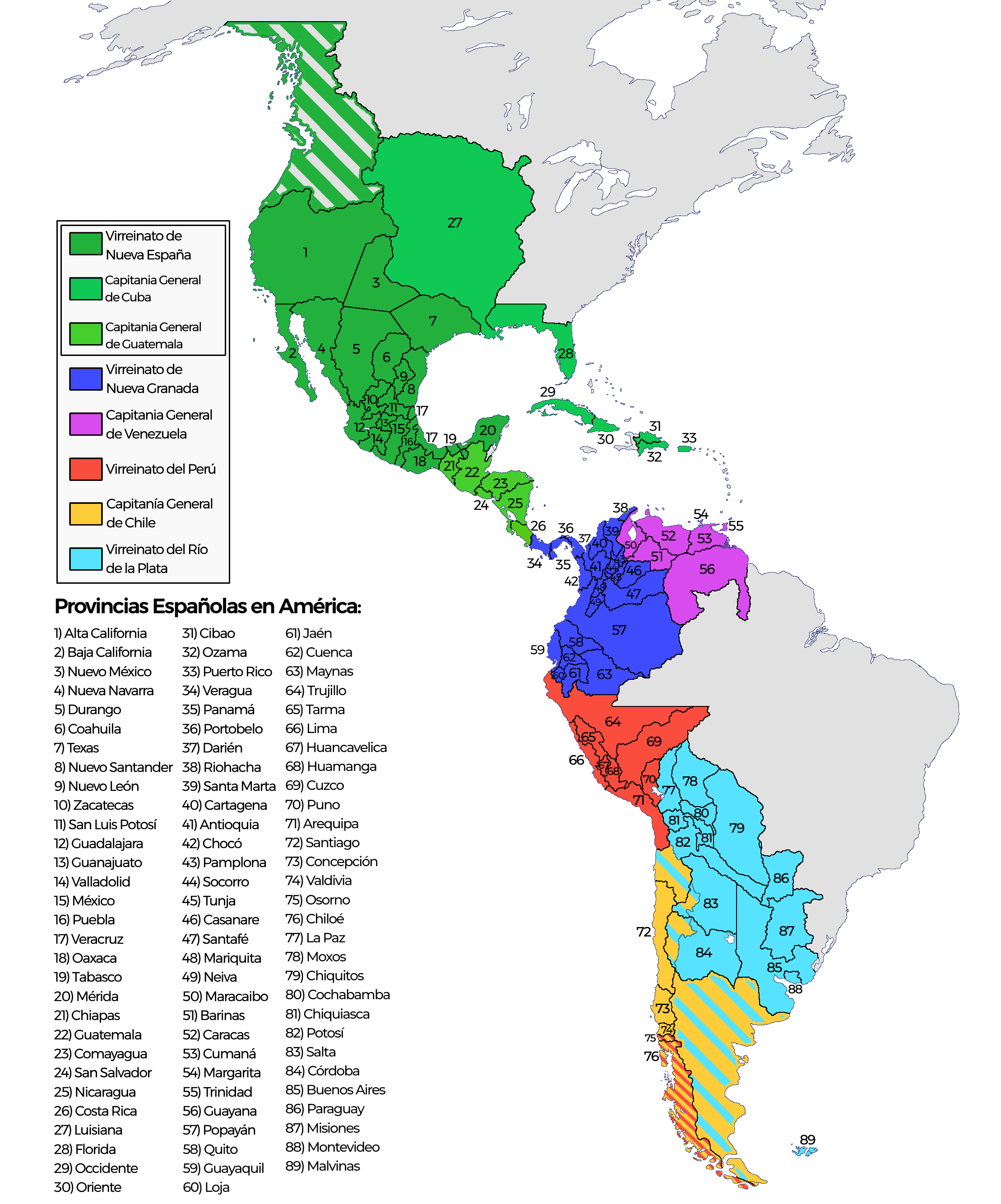
América española hacia el año 1800, los territorios coloreados eran considerados provincias en algunos mapas del Imperio español Los territorios rayados estaban en disputa entre virreinatos o reclamados pero no controlados.

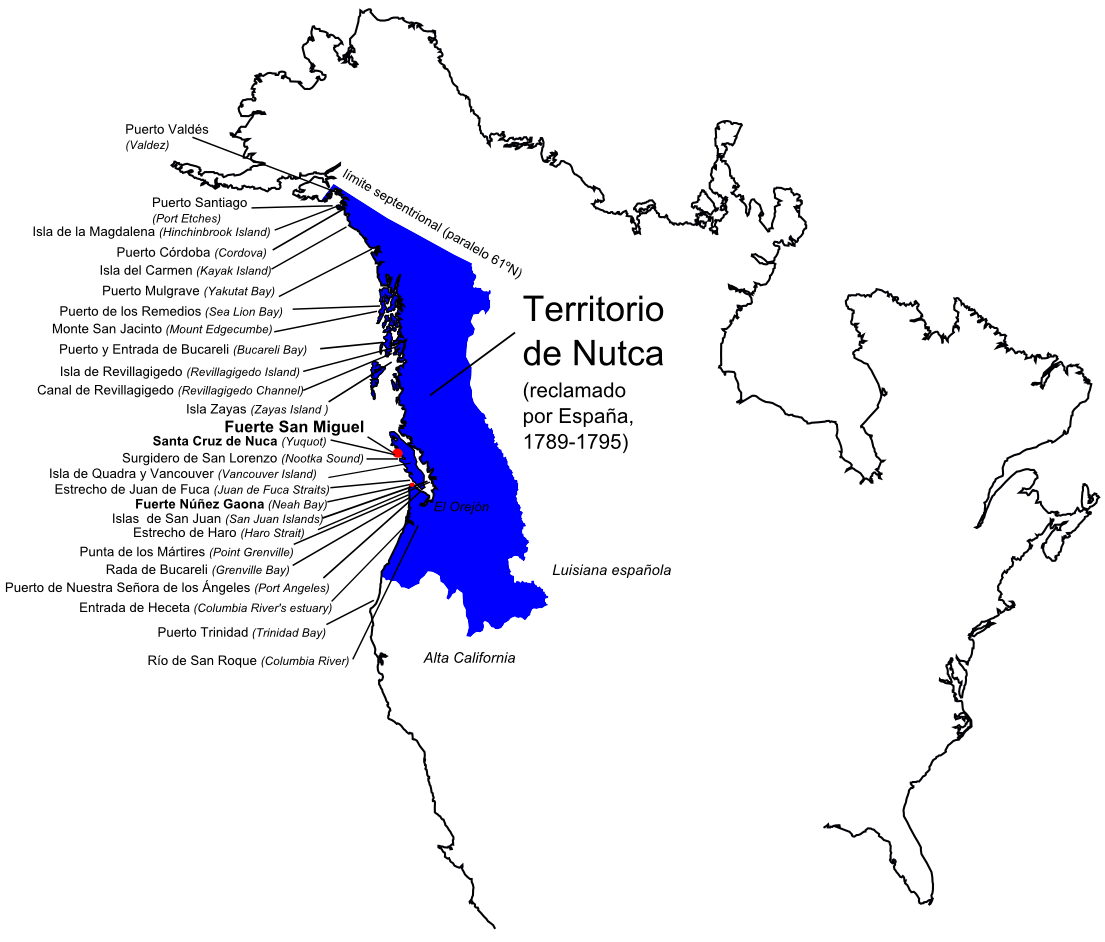
Territorio de Nutca (reclamaciones territoriales de España en la costa oeste de Norteamérica,) y toponimia española.

Más todos los territorios pertenecientes actualmente a Hispanoamérica.

#### Territorios castellanos
Los Reinos de Indias quedaron subordinados a la Corona de Castilla por orden de Isabel la Católica, lo cual quedó palpado con el hecho de que el Consejo de Indias sea inicialmente una extensión del Consejo de Castilla, y que el Derecho indiano partiera por las Siete Partidas del Reino de Castilla y no en los Fueros de Aragón. A su vez, durante la Unión Ibérica, estarían en una jurisdicción diferente a la del Consejo de Portugal.
- Virreinato de las Indias (1492-1535): primera entidad territorial formada tras el descubrimiento de América por Cristóbal Colón, estaba compuesta por todos los territorios descubiertos, explorados, reclamados y controlados por los españoles en el Nuevo Mundo, principalmente las Antillas y Castilla de Oro (Panamá). Sucedido por el virreinato de Nueva España tras la conquista del imperio azteca.
- Virreinato de Nueva España (1535-1821): compuesto por los actuales países de México, Guatemala, Nicaragua, Honduras, El Salvador, Costa Rica, y los estados del suroeste de los Estados Unidos (California, Nuevo México, Arizona, Texas, Nevada, Florida, Utah, Luisiana y parte de Colorado, Wyoming, Kansas y Oklahoma) y las Antillas (Cuba, La Española, Puerto Rico, Bahamas, Antigua y Barbuda, Montserrat, isla de San Martín, Anguila, Bonaire, Trinidad y Tobago, Granada, Curazao, Aruba, Jamaica, islas Vírgenes, San Cristóbal y Nieves, Dominica, Guadalupe, Martinica, San Bartolomé, Barbados, islas Turcas y Caicos, Santa Lucía e islas Caimán), perdiéndose la mayoría de estas en el siglo XVII a excepción de Trinidad (cedida a Reino Unido en 1797), La Española, Cuba y Puerto Rico, además de las islas Filipinas en Asia y las islas Marianas y las Carolinas en Oceanía. También incluía pretensiones sobre la costa este de los modernos Estados Unidos. España mantuvo bajo su control estos territorios hasta 1821, año en que se independizó, aunque en varios de los estados de las Grandes Llanuras y las Antillas Menores no hubo una presencia española estable.
  - Capitanía General de Santo Domingo (1535-1795; 1809-1821; 1861-1865): fue la primera provincia española en el Nuevo Mundo, y comprendía la totalidad de la isla de La Española, cuya parte oriental se convirtió más tarde en la República Dominicana, mientras que la parte occidental se convirtió en 1697 en la colonia francesa de Saint-Domingue, la cual se acabaría independizando como Haití.
  - Capitanía General de Cuba (1777-1898): durante los dos siglos anteriores una gobernación novohispana, estaba formada por la isla de Cuba y adyacentes, además de la Florida y la Luisiana.
    - Gobernación de la Luisiana (1764-1803): cedida por Francia, incorporaba territorios de los actuales estados del medio oeste estadounidense (Luisiana, Arkansas, Oklahoma, Kansas, Nebraska, Dakota del Sur, Dakota del Norte, Wyoming, Montana, Idaho, Minnesota e Iowa).

  - Capitanía General de Guatemala (1543-1821): también conocida como Reino de Guatemala, estaba formada por los territorios de Guatemala, El Salvador, Nicaragua, Honduras, Costa Rica, y el estado mexicano de Chiapas. Declaró su independencia en 1821, para sumarse al Primer Imperio Mexicano, del que se separó (salvo Chiapas) el 1 de julio de 1823.
  - Capitanía General de Puerto Rico (1582-1898), posteriormente provincia: abarcó la isla de Puerto Rico y otras menores adyacentes a ella.
  - Capitanía General de Yucatán (1565-1821): comprendía los actuales estados mexicanos de Yucatán, Campeche, Quintana Roo y el este de Tabasco. La inclusión de Belice y El Petén son motivo de controversia por algunos historiadores.[59]
  - Comandancia General de las Provincias Internas (1776-1821): fue creada por el rey Carlos III mediante una real cédula del 22 de agosto de 1776, dando al comandante general, sobre estas previamente establecidas provincias, las facultades equiparables a las del virrey de Nueva España; comprendía los actuales territorios de Sonora y Sinaloa, las Californias, Coahuila, Nuevo Reino de León, Nuevo Santander, Texas, Nueva Vizcaya, y Nuevo México. Entre 1787 y 1790 y entre 1813 y 1821 estuvo divida en dos Comandancias Generales: Oriente y Occidente.
  - Territorio de Nutca (1789-1795): aunque la presencia efectiva se reducía a los fuertes de San Miguel de Nutca y Núñez Gaona, el territorio reclamado incluía los actuales estados del noroeste estadounidense (Oregón, Idaho, Montana y Washington), además el suroeste de la provincia canadiense de la Columbia Británica, el territorio de Yukón y el actual estado estadounidense de Alaska hasta el paralelo 61° N. Los asentamientos españoles fueron desalojados en 1795 según lo acordado por las Convenciones de Nutca y las reclamaciones territoriales fueron cedidas a los Estados Unidos por el Tratado de Adams-Onís (1819).

Mapa del Reyno del Perú en 1796, después de las modificaciones territoriales del siglo anterior. Mapa de Andrés Baleato.

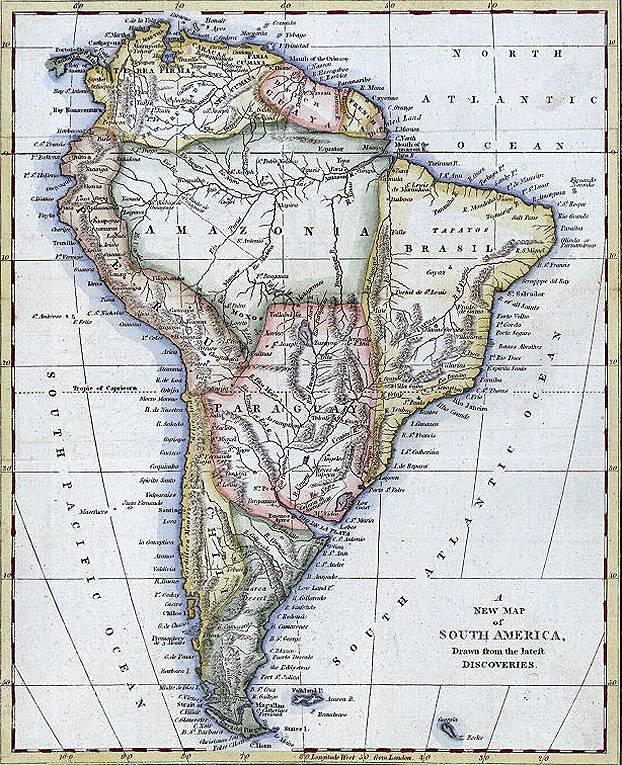
Mapa de c.1730. La Patagonia austral aparece fuera del dominio español.

- Virreinato del Perú (1542-1824): A lo largo de su existencia abarcó el territorio de los actuales países del Perú, Panamá, Bolivia, Paraguay, Uruguay, Guyana, Surinam, Colombia (incluido el Archipiélago de San Andrés, Providencia y Santa Catalina hasta 1544), Argentina (incluidas las Islas Malvinas hasta 1760), Chile (incluido el archipiélago Juan Fernández, las Islas Desventuradas, la Isla Sala y Gómez, la Isla Rapa Nui y adyacentes a ella), Ecuador (incluidas las Islas Galápagos), así como territorios de las regiones Norte, Centro-Oeste, Sudeste, y Sur de Brasil (la totalidad de los actuales estados de Acre, Amazonas, Rondonia, Roraima, Mato Grosso, Mato Grosso del Sur, Amapá, y Río Grande del Sur, la mayor parte de los actuales estados de Pará, Goiás, Paraná, Santa Catarina, así como partes menores de los actuales estados de Tocantins, Minas Gerais, y Sao Paulo), como también de Venezuela (aproximadamente los actuales estados de Amazonas, y Bolívar), y de Francia (el actual departamento ultramarino de Guyana Francesa). Estos territorios incluyen también pretensiones territoriales en las regiones del Amazonas, el Gran Chaco, y la Patagonia, y en otros continentes tales como Oceanía, y la Antártida. El territorio del virreinato estaba organizado, además de los entes detallados más adelante, a través de Reales Audiencias, a saber: Panamá, Lima, Santafé de Bogotá, Charcas, Quito, Chile, Buenos Aires, y Cuzco. En el siglo XVIII, el Perú sufrió severos desmembramientos territoriales a manos de los Borbones, dando origen a dos nuevos virreinatos: La Nueva Granada, y el Río de la Plata, quedando así bajo su jurisdicción solo las Reales Audiencias de Lima, y Cuzco, hasta su independencia.

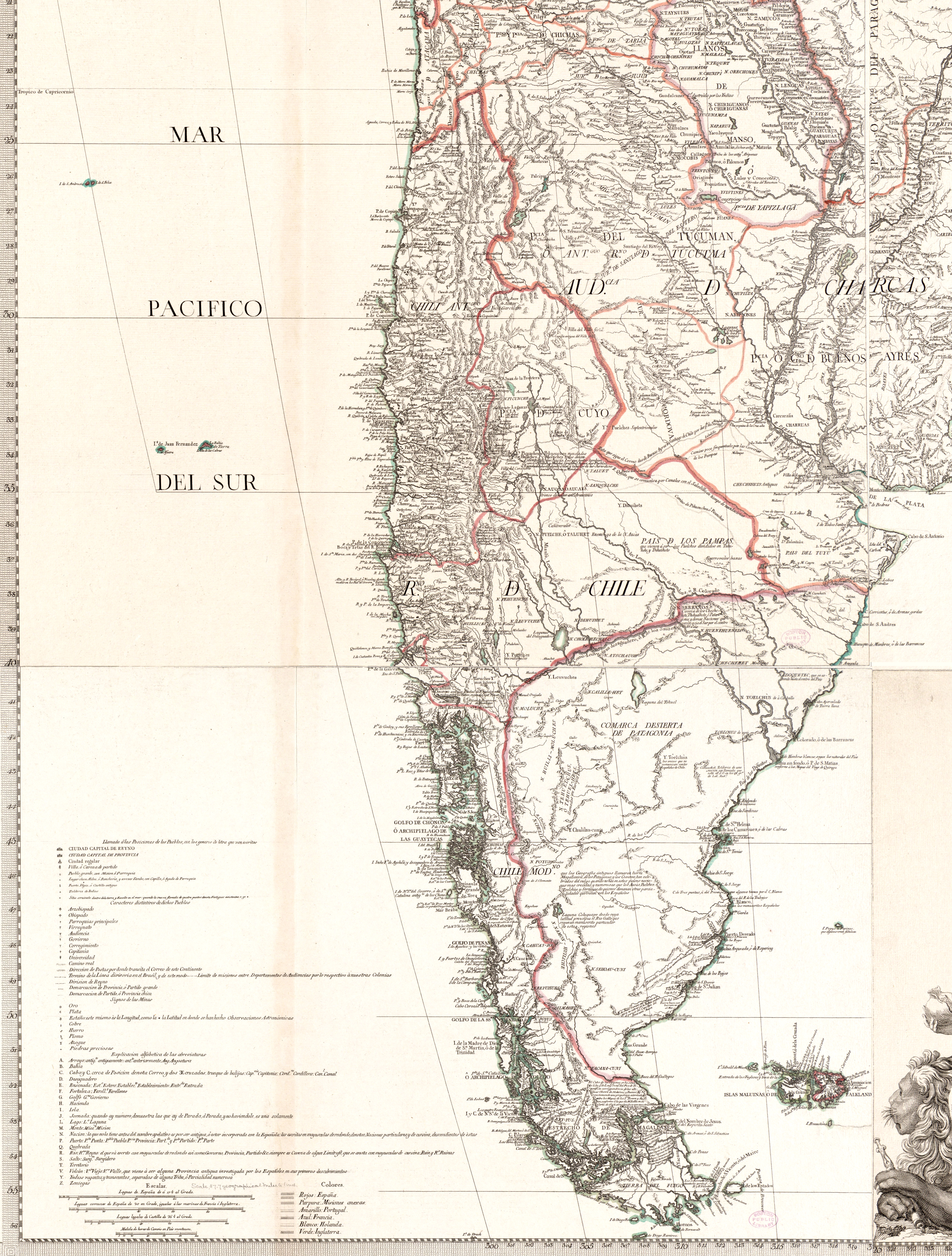
Reino de Chile en el mapa de Juan de la Cruz Cano y Olmedilla de 1775.

- - Capitanía General de Chile (1541-1818): También llamada Reino de Chile, estuvo bajo la jurisdicción del virreinato del Perú hasta 1798, año en el que obtuvo la independencia de dicho ente.[60] Para 1810 ocupaba el actual norte chico, centro y centro-sur de Chile, sin embargo disponía de otros territorios por derecho, entre ellos las Tierras Magallánicas (denominadas como "Chile Moderno" en el mapa de Cano y Olmedilla de 1775[61][62]), la Terra Australis[63][64][65] y la isla de San Carlos[66] en la Polinesia. El territorio de Tucumán que en un principio habían sido parte de esta capitanía general pasaron a la Gobernación de Buenos Aires y con la creación del virreinato del Río de la Plata se transfieren los territorios de las ciudades de San Juan y Mendoza (Cuyo). Otros territorios fueron recuperados por los indígenas mapuches o pasaron a estar en un limbo jurídico con el virreinato del Perú como es el caso de Chiloé.
  - Comandancia General de Maynas (1802-1822): Creado mediante real cédula de 1802. Abarcaba aproximadamente el área de los actuales departamentos peruanos de San Martín, Loreto y Ucayali. Esta región, cuyo gobernador dependía directamente del virrey del Perú, recibió un trato especial por razones geopolíticas y militares, principalmente con el fin de evitar que Portugal se hiciera con el territorio en cuestión.
  - Gobierno de Guayaquil (1764-1820): Creado a partir de los territorios que conformaban el Corregimiento de Guayaquil. Tuvo su sede en la ciudad de Santiago de Guayaquil, y desde la creación del virreinato de la Nueva Granada, su jurisdicción fue modificada varias veces, pasando a depender alternadamente tanto a dicho virreinato, como al virreinato del Perú.
  - Gobierno de Chiloé (1567-1826): Su creación data de los inicios de la conquista española en 1567, y dependió de la Capitanía General de Chile hasta 1767, pasando ese año provisionalmente al virreinato del Perú para la construcción de defensas,[67] situación que se mantuvo hasta su disolución en 1824. El 1 de octubre de 1780 el rey expidió otra real orden retrotrayendo Chiloé a la dependencia de la gobernación de Chile, pero la orden nunca fue cumplida por el virrey del Perú, lo cual estaba entre sus atribuciones ya que toda orden real no podía ejecutarse hasta recibir el cúmplase del virrey. En todos los mapas oficiales de la corona se siguió mostrando a Chiloé y su distrito dentro de Chile. La intendencia dependía en lo religioso del obispado de Concepción, mientras que en lo militar debía conmensurar sus decisiones con el comandante de Fronteras de Chile.[62]
  - Puerto de Nuestra Señora del Paposo (1803-1824): Luego de recibir a Andreu y Guerrero el 27 de junio de 1803, el rey Carlos IV decidió el 1 de octubre de ese año, a través de una real orden, la transferencia de Paposo y su territorio adyacente a virreinato del Perú, sin modificar las jurisdicciones eclesiásticas que existían de hecho.
  - Gobernación de la Terra Australis (1539-1555): en los territorios al sur del estrecho de Magallanes (Tierra del Fuego y Cabo de Hornos) entre la línea del tratado de Tordesillas y la del tratado de Zaragoza, limitando al sur con el polo sur. Incorporada a la Gobernación de Chile en 1555.[63][64][68][65] En 1603 el explorador Gabriel de Castilla viajó a las islas de La Buena Nueva (también conocidas como islas Shetland del Sur) atravesando el mar de Hoces.[69][70][71][72][73][74][75]

- Virreinato de Nueva Granada (1717-1723;1739-1822): creado con territorios de la porción norte del virreinato del Perú, comprendía los actuales países de Panamá, Colombia, Ecuador, Venezuela, norte de Brasil, oeste de Guyana, y las islas Galápagos.
  - Capitanía General de Venezuela (1777-1823): creada por Carlos III de España, civil y militarmente autónoma del virreinato de Nueva Granada. Correspondía al territorio actual de Venezuela, el oeste de Guyana y la isla de Trinidad.
- Virreinato del Río de la Plata (1776-1818): creado con territorios de la porción sur del virreinato del Perú, comprendía los actuales países de Bolivia, Paraguay, Uruguay y parte del centro y norte de Argentina, además del sur de Brasil. Incluía las islas Malvinas (hasta 1810) y territorios en el Golfo de Guinea, África. El monarca encargó a los virreyes de Buenos Aires, a partir de 1778, la fundación de asentamientos en las costas de la Patagonia Oriental, disponiendo que los mismos dependieran accidentalmente del virreinato por temas de proximidad, sin que esto alterara la jurisdicción política del litoral patagónico atlántico explicitándolo como parte del reino de Chile en la real cédula del 8 de junio de 1778[61] En 1779 se fundó el fuerte y puerto de San José de la Candelaria, en el Golfo San José, al noreste del Río Chubut. En 1775 el fuerte se incorporó a la Comandancia de Patagones, cuya sede era el fuerte de Carmen de Patagones. A finales del siglo XVIII se reanudaron los intentos de incorporar la Patagonia al Imperio español, siendo paralizados con la independencia hispanoamericana de 1810.[76][77]

#### Territorios portugueses
Durante la Unión Ibérica (1580-1640), los territorios del imperio portugués en América también pasaron a estar bajo el gobierno de la casa de Austria, y la Corona de Portugal mantendría sus tradiciones y leyes particulares intactas (Fuero), siendo una jurisdicción diferente a pesar de la Unión política, y no una subdivisión:
- Estado do Brasil (1580-1608; 1612-1640): formado en torno a la costa de Brasil. Entre 1608 y 1612 estuvo dividido en dos Gobiernos Generales, uno con capital en Bahía y el otro en Río de Janeiro.
- Estado do Maranhão (1621-1640): formada por las Capitanías de Maranhão, Grão-Pará y Ceará al dividir el Estado del Brasil.

### Asia y Oceanía

#### Territorios castellanos

Máxima extensión de la Capitanía general de Filipinas. Se extendio por gran parte del Sudeste Asiático (Insulindia) y Oceanía (Micronesia, Melanesia, Polinesia)

- Capitanía General de las Filipinas (1565-1898): también conocida como las Indias Orientales Españolas, formó parte el virreinato de Nueva España hasta la independencia de México en 1821. Estaba compuesta por el archipiélago de las Filipinas, incluidas las islas de Mindanao y Joló, a pesar de que estas no fueron subyugadas hasta el siglo XIX, y en Oceanía por las islas Carolinas y las Marianas (principalmente Guam). También incluyó pretensiones sobre Sabah, en el norte de Borneo hasta 1885. Múltiples territorios ocupados temporalmente por España (como Brunéi durante setenta y dos días en 1578) también formaron parte de la Capitanía General de las Filipinas.Protectorado español de Camboya

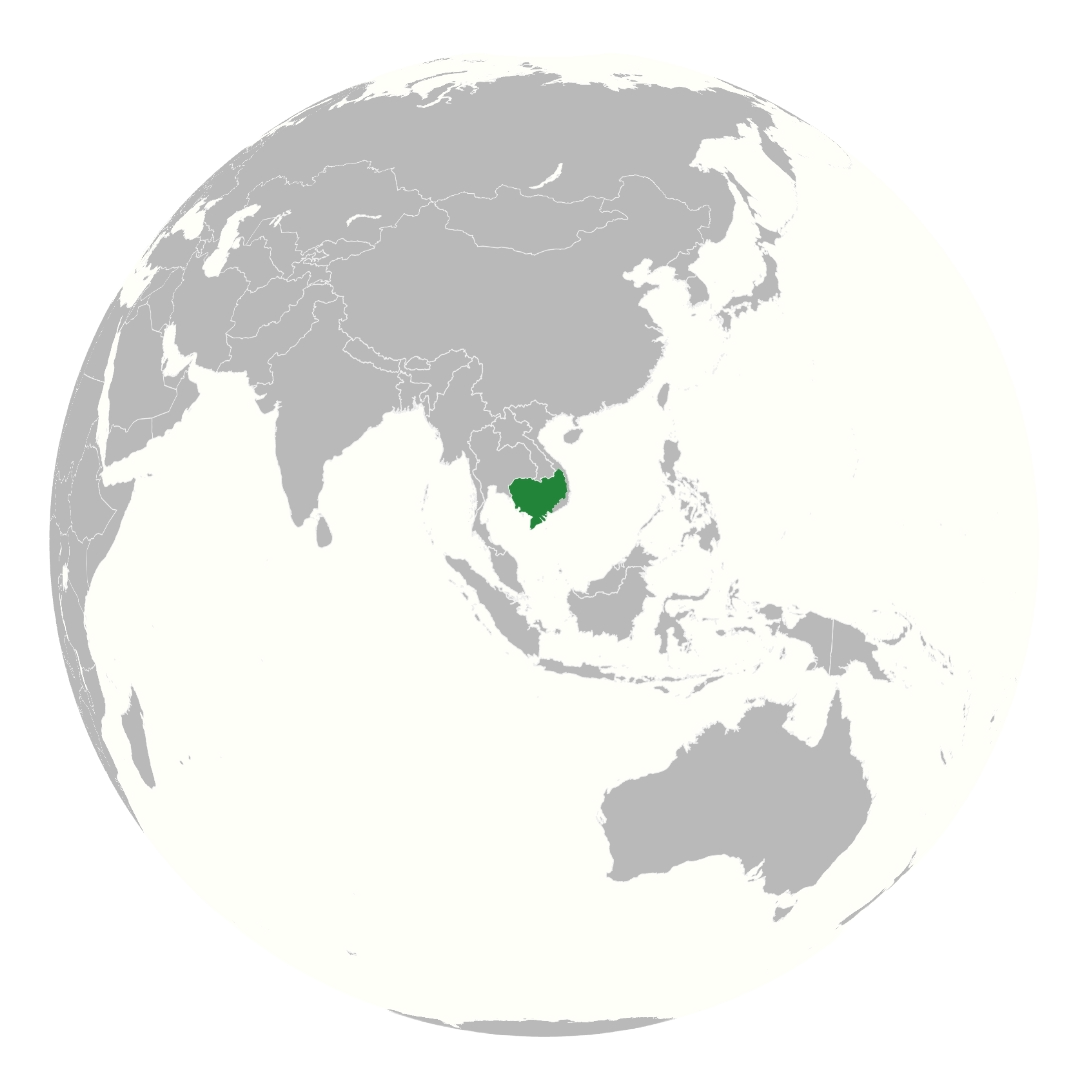
Protectorado español de Camboya

  - Protectorado sobre Camboya (1597-1599): brevemente controlado cuando un grupo de aventureros españoles y portugueses colocaron en el trono al rey Barom Reachea II y le hicieron aceptar un protectorado español, pero tanto el monarca como sus partidarios extranjeros fueron asesinados por musulmanes malayos dos años después.
  - Protectorado sobre Brunéi (1578): brevemente controlado por España con la asistencia de nobles locales, como Pengiran Seri Lela y Pengiran Seri Ratna, que ofrecieron avasallamiento a cambio de hacerse del trono usurpado por Saiful Rijal.[78]Molucas español

Molucas español

  - Gobernación de las Molucas (1606-1663): consistente en un protectorado sobre el sultanato de Tidore (1526-1545; 1580-1663) y en la mitad de la isla de Ternate (1606-1663), además de algunos asentamientos menores (algunos de origen portugués) en el resto de las islas Molucas y el norte de Célebes, en Indonesia.[79][80]Formosa española

Formosa española

  - Gobernación de la Formosa (1626-1642): ubicada en el norte de la isla de Taiwán con el propósito de comerciar con China, formó parte del virreinato de Nueva España durante 16 años.
  - Protectorado sobre Joló (1851-1898): obtenido tras la Expedición de Balanguingui, en el que las dependencias del Sultán seguirían bajo su gobierno si es que aceptaban avasallarse a las Filipinas bajo la soberanía de España.[81] Sería ratificado a nivel internacional por el Protocolo de Madrid de 1885 (aunque cediendo el norte de Borneo a un Protectorado británico que sería parte de la Malasia británica, mientras España se quedaría con el Archipiélago de Joló hasta la Ocupación estadounidense de Filipinas).[82]
- El Piñal (1598-1600): Breve puesto comercial en China bajo administración castellana por concesión de los Ming.Expediciones españolas a las islas Salomón y Vanuatu

Expediciones españolas a las islas Salomón y Vanuatu

- Santa Cruz (1595): único asentamiento de corta duración en las islas Salomón.[83][84][85][86][87]
- Nueva Jerusalén (1606): breve establecimiento de una colonia en Vanuatu, que partió desde el puerto del Callao, virreinato del Perú.
- Isla Rapa Nui (1770-1775): breve ocupación de la Isla de Pascua por parte del Virreinato del Perú.
- Isla de Amat (1772-1775): breve ocupación de Tahití por parte del Virreinato del Perú.[88][89][90]

#### Territorios portugueses
Durante la Unión Ibérica (1580-1640), España también pasó a abarcar los asentamientos del imperio portugués en Asia:

Posesiones de la Unión Ibérica en el Lejano oriente durante 1640.

- Estado da Índia (1580-1640): a pesar de su nombre y de que su capital era la ciudad india de Goa estaba formado por todas las posesiones portuguesas en el Índico y en el Pacífico desde Mozambique hasta Japón e Indonesia.
  - Golfo Pérsico y Mar Rojo: varias fortalezas, puertos y ciudades ocupados por los portugueses desde los que controlaban el comercio en Oriente Medio. Además, los reinos insulares de Ormuz y Queshm eran vasallos de Portugal.
    - Mascate (1580-1640), Ormus (1580-1622), Queixome (1580-1622) y Comorão (1580-1615).

  - India: Portugal estableció y conquistó múltiples ciudades y puestos comerciales en los modernos Estados de India y Bangladés.
    - Diu (1580-1640), Surate (1580-1612), Damão (1580-1640), Baçaím (1580-1640), Salsete (1580-1640), Bom Bahia (1580-1640), Chaul (1580-1640), Goa (1580-1640), Honavar (1580-1640), Barcelore (1580-1640), Mangalore (1580-1640), Cannanore (1580-1636), Cranganore (1580-1640), Cochin (1580-1640), Coulão (1580-1640), Tuticorin (1580-1640), Negapatam (1580-1640), São Tomé de Meliapore (1580-1640), Paliacate (1580-1610), Masulipatão (1598-1610), Calicut (1580-1640), Hugli e Bandel (1580-1632) y Chittagong (1580-1640).

  - Ceilão (1580-1640): la mayor parte de la isla de Sri Lanka llegó a estar bajo control portugués.
  - Sirião (1603-1613): ciudad costera en Birmania conquistada por el mercenario portugués Filipe de Brito e Nicote, quien se la ofreció a las autoridades coloniales de la India a cambio de ser nombrado gobernante la ciudad, siendo esta reconquistada por los birmanos diez años después.
  - Macau (1581-1640): puesto comercial en China abierto al comercio exterior. Tardó un año en aceptar el dominio español, hasta que se le confirmó la continuación de su monopolio comercial. Su capitán-mayor estaba al cargo de las flotas y emporios portugueses desde Malaca hasta Japón.
    - Malaca (1580-1640): estratégica ciudad comercial en el estrecho homónimo.
    - Nagasaki (1580-1587) y Dejima (1634-1639): puestos comerciales en Japón abiertos al comercio europeo.

  - Islas de las Especias: Portugal mantuvo bajo su control varias islas pequeñas desde las que controlar el comercio de especias, en la actual Indonesia.
    - Adonara (1580-1613), Amboina (1580-1605), Macasar (1580-1620), Solor (1580-1613), Flores (1600-1640), Timor (1580-1640).

### África

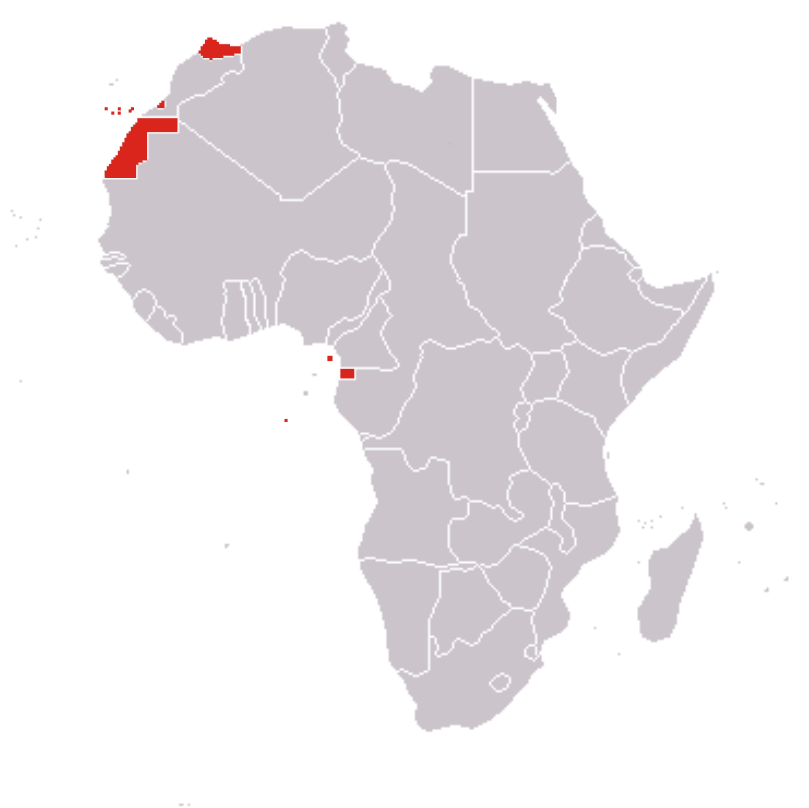
Territorios españoles en África hacia el año 1955.

#### Territorios castellanos
- Islas Canarias (desde 1479/1496): primer territorio conquistado por la corona de Castilla en ultramar, actualmente una comunidad autónoma española.
- Presidios norteafricanos (1479-finales del siglo XIX): asentamientos tomados por Castilla en la costa del norte de África para expandirse e intentar controlar la piratería berberisca. Tras la Capitulación de Cintra en 1509 se delimitó que el área de influencia española abarcaba las actuales Argelia, Túnez y Libia, mientras que Portugal recibía el litoral atlántico de África.
  - Santa Cruz de la Mar Pequeña (1479-1524):, Melilla (desde 1497, actualmente una ciudad autónoma española), Cazaza (1505-1532), Mazalquivir (1505-1708; 1732-1792), el Peñón de Vélez de la Gomera (1508-1522; desde 1564, actualmente una plaza de soberanía española), Orán (1509-1708; 1732-1792), Bugía (1510-1555), el Peñón de Argel (1510-1529), Trípoli (1510-1523), Yerba (1521-1524; 1551-1560), Honaine (1531-1535), Bizerta (1535-1573), La Goleta (1535-1574), Túnez (1535-1574), Bona (1535-1540), Monastir (1541-1550), Susa (1541-1550), Mahdía (1550-1553), las Islas Alhucemas (desde 1559, actualmente una plaza de soberanía española), La Mamora (1614-1681),[91] Larache (1610-1689)[n. 2], Ceuta (desde 1640, previamente portuguesa, actualmente una ciudad autónoma española) y las Islas Chafarinas (desde 1848, actualmente una plaza de soberanía española).La Guinea Española y reclamaciones territoriales (en rojo oscuro su territorio para 1960).

La Guinea Española y reclamaciones territoriales (en rojo oscuro su territorio para 1960).

- Guinea española (1777 de jure/1843 de facto-1968): oficialmente cedida por Portugal por los tratados de San Ildefonso y El Pardo, inicialmente consistía en las islas de Fernando Poo (actual Bioko) y Annobón y formaba parte del virreinato del Río de la Plata, pero no sería ocupada efectivamente hasta mediados del siglo XIX, sumándosele en 1885 la zona continental del Río Muni.Proyecto colonial español en el Mar Rojo durante fines del siglo XIX para mejorar la comunicación entre la España peninsular y las Filipinas.[92]

Proyecto colonial español en el Mar Rojo durante fines del siglo XIX para mejorar la comunicación entre la España peninsular y las Filipinas.

- Assab español (1887-1890 de iure/no ocupado de facto): breve cesión de la Eritrea italiana de un pequeño trozo de territorio en la costa eritrea de Danakil (entre Buia y Mergabela/Margableh, cerca de Alela, frente a la isla de Um Ālbahār), ubicado en la Bahía de Assab con salida al Mar Rojo, según lo acordado en los Pactos del Mediterráneo de 1887. Tacitamente se esperaba que los españoles ayudaran en la defensa del Assab Italiano frente a los conflictos con el Imperio etíope. Sin embargo la entrega acordada no se completaría por presión británica y alemana.[93][94]Territorios y posesiones coloniales españolas en el norte de África a lo largo de la historia.

Territorios y posesiones coloniales españolas en el norte de África a lo largo de la historia.

- Sáhara español (1884-1975 de facto/actualmente de jure): presencia española en varias factorías costeras a partir de 1885. El Frente Polisario proclamó la independencia en 1975, siendo invadido por Marruecos. La ONU considera que España sigue administrando de jure el territorio. Estaba compuesto por las provincias de Río de Oro y Saguía el Hamra, en el actual Sahara Occidental.
- Protectorado español de Marruecos (1912-1956/1958): establecido en la zona costera mediterránea del norte de Marruecos, principalmente en la región del Rif, pero también la zona desértica de Cabo Juby en el sur del país después de negociaciones con Francia. La zona norte no sería ocupada efectivamente hasta 1927 debido a la resistencia nativa y lograría la independencia en 1956, tres meses después que el Marruecos francés, en tanto que Cabo Juby fue ocupado en 1916 y devuelto a Marruecos en 1958.
- Ifni (1860 de jure/1934 de facto-1969): territorio formado por la ciudad de Sidi Ifni y su hinterland. Cedido por Marruecos en 1860 por el tratado de Wad-Ras, ocupado efectivamente en 1934 y devuelto a Marruecos en 1969.
- Zona Internacional de Tánger (1923-1940; 1945-1956): condominio de la ciudad de Tánger; (1940-1945): anexionado por cuatro años al Marruecos español durante la Segunda Guerra Mundial.

#### Territorios portugueses
Portugal controlaba múltiples colonias en las costas africanas, por lo general poco más que puestos comerciales fortificados o feitorías dedicas al comercio de esclavos u otros bienes lujosos, que pasaron a estar bajo el control de la casa de Austria:
- Madeira (1580-1640): archipiélago en el océano Atlántico poblado por colonos portugueses de la misma forma que Azores. Fue la primera colonia de Portugal.
- Algarve do Além (1580-1640): tras el fin de su reconquista Portugal comenzó a expandirse por el litoral atlántico africano, tomando múltiples ciudades en el actual Marruecos. Tras la Capitulación de Cintra en 1509 se delimitó que el área de influencia española abarcaba las actuales Argelia, Túnez y Libia, mientras que a Portugal se le confirmó su dominio sobre el litoral atlántico de África.
  - Ceuta (1580-1640, se mantendría fiel a Felipe IV durante la Guerra de Restauración portuguesa, actualmente una ciudad autónoma española), Casablanca (1580-1640), Mazagán (1580-1640), Tánger (1580-1640), Anguim (1580-1633) y Arcila (1580-1589).
- Cacheu (1588-1640): puesto comercial portugués para el comercio de esclavos a orillas del río homónimo, en Guinea-Bisáu.
- Cabo Verde (1580-1640): archipiélago atlántico frente a la costa del moderno Senegal colonizado por Portugal y que servía como una de las principales bases del comercio de esclavos africanos.
- Costa do Ouro (1580-1640): varios fuertes en la Costa de Oro, en el moderno país de Ghana, desde los que se comerciaba para obtener marfil, oro y esclavos.
- Saõ Tomé, Príncipe, Ano Bón y Fernando Poo (1580-1640): islas en el golfo de Guinea que constituían varias de las principales bases del comercio de esclavos africanos portugués.
- Capitanía da Angola (1580-1640): compuesta por pequeños asentamientos y territorios bajo control de los portugueses en la costa y a lo largo del río Cuanza (principalmente Luanda y más tarde también Benguela) en la moderna Angola.
- Mozambique (1580-1640): formaba parte del Estado de la India y estaba compuesta por puestos portugueses en la costa del moderno Mozambique, además de territorios en el interior del país, en la región de Zambezia, y por varios fuertes en el este de Zimbabue. En 1609 pasó a ser una Capitanía independiente del virrey de Goa.

### Europa

Dominios de Felipe II en Europa y norte de África alrededor del año 1580.

Reinos hispánicos durante el Antiguo Régimen de España, anterior al Reformismo borbónico.

- Península ibérica e islas Baleares:
  - Territorios de la Corona de Castilla: Formado por la elevación del condado de Castilla a reino y su posterior unión con el Reino de León. Su unión de la Corona de Castilla con Aragón daría paso a la España peninsular y a la actual Monarquía Española. Serían administrados por el Consejo de Castilla.
    - Reino de Galicia
    - Principado de Asturias
    - Reino de León
    - Reino de Castilla
    - Reino de Toledo
    - Reino de Murcia
    - Reino de Jaén
    - Reino de Córdoba
    - Reino de Sevilla
      - Gibraltar: plaza fuerte situada en el estrecho homónimo, cedida a Gran Bretaña tras la Paz de Utrecht (1713).

    - Reino de Granada
    - Señorío de Molina
    - Señorío de Vizcaya
    - Reino de Navarra: Su anexión a la Unión de Castilla y Aragón lo integraría a la España peninsular.
      - Baja Navarra: territorio ultrapirenaico abandonado definitivamente en 1530 por su difícil defensa frente a los franceses.[95]

  - Territorios de la Corona de Aragón: Su unión con Castilla daría paso a la España peninsular y a la actual Monarquía Española. Serían administrados por el Consejo de Aragón
    - Reino de Aragón
    - Reino de Valencia
    - Principado de Cataluña: Compuesto por los Condados catalanes al sur de los Pirineos.
      - Condado de Barcelona
      - Condado de Urgel
        - Principado de Andorra: Donado por Fernando el Católico a Germana de Foix (vasalla del rey de Francia) e integrándose a la Monarquía francesa entre 1607 hasta 1815.

      - Condado de Pallars
      - Señorío de Tarragona
      - Rosellón: territorio ultrapirenaico cedido a Francia tras la Paz de los Pirineos (1659) y el Tratado de Llivia (1660). La villa de Llivia permaneció bajo soberanía española.

    - Reino de Mallorca: Conquistado por los aragoneses entre 1229 a 1287.
      - Menorca: una de las islas Baleares, parte del Reino Unido tras el Tratado de Utrecht (1713) hasta ser reconquistada por una expedición franco-española en 1782 para volver a ser perdida a manos de los británicos en 1798 y ser retomada definitivamente en 1802.

  - Territorios de la Corona de Portugal (1580-1640): formado por el actual Portugal (a excepción de los municipios de Olivienza y Hermisende) y por todos los territorios del Imperio portugués (aunque las islas Azores no fueron subyugadas hasta 1583). Pasó a formar parte de la Monarquía Hispánica durante la época de la Unión Ibérica. Su separación de la Monarquía Española daría fin a cualquier intento de una "España" basada en la idea medieval de re-unificar Hispania (Imperator totius Hispaniae).
- Europa Occidental

Círculo de Borgoña, donde se ubicó la mayoría de territorios españoles en Europa nor-occidental-

  - Círculo de Borgoña, donde se ubicó la mayoría de territorios españoles en Europa nor-occidental-Países Bajos y Borgoña: La región correspondiente a la Herencia borgoñona de la Corona de Castilla

Mapa de los Países Bajos españoles durante la guerra de los Ochenta Años

    - Mapa de los Países Bajos españoles durante la guerra de los Ochenta AñosPaíses Bajos españoles (hasta 1714): Siendo los actuales países de Bélgica, Luxemburgo y Países Bajos, y parte de los territorios del actual norte de Francia, como Artois, Ardenas, Mosela, Norte-Paso de Calais, y parte occidental de Alemania como Bitburg-Prüm. Durante su integración en la Monarquía Hispánica, fueron gobernados por el Consejo de Flandes y formaron parte del Círculo de Borgoña en el Sacro Imperio Romano Germánico. Tradicionalmente se considera a los Países Bajos como parte del Imperio español[96][97] (tesis mayoritaria en España y los Países Bajos entre otros); pero existen autores como Henry Kamen[98] para quienes esos territorios nunca se integraron en el Imperio español, sino en las posesiones personales de los Austrias. En 1581 la mitad norte protestante de los Países Bajos anularon su relación de vasallaje con Felipe II y proclamaron la independencia como las Provincias Unidas, mientras que el sur católico permaneció en manos españolas hasta 1714.
      - Unión de Arrás: Feudos al sur de los Países Bajos españoles que se retiraron de las Provincias Unidas (hoy forman parte del norte de Francia).
        - Condado de Henao.
        - Condado de Artois.
        - Douai, Lille y Orchies

    - Franco Condado (hasta 1678): territorio situado en la zona centro-oriental de Francia, cedido a esta tras la Paz de Nimega.
    - Charolais (hasta 1684): territorio situado en la zona centro-oriental de Francia, embargado en favor del príncipe de Condé.
    - Ducado de Alsacia (1617-1648): territorio de los Habsburgo de Austria que se entregó a los Habsburgo de España en el Tratado de Oñate a cambio de consolidar la alianza hispano-austríaca ante conflictos intrafamiliares, renunciando Felipe III de España a sus derechos de sucesión en el Reino de Bohemia y el Reino de Hungría o a ser candidato a emperador del Sacro Imperio, en favor de su pariente Fernando II de Habsburgo, a cambio de cesiones territoriales estratégicas en el Camino Español y apoyo militar mutuo contra los rebeldes neerlandeses, los príncipes alemanes protestantes, Francia y sus aliados (en vísperas de la Guerra de los 30 años). Cedido a Francia durante la Paz de Westfalia.[99]
    - Bajo Palatinado (1620-1648): territorio compuesto de feudos esparcidos por la región de Renania (en Alemania) que fueron conquistados por los españoles durante la guerra de los Treinta Años para fortalecer el dominio del Camino Español, y devueltos al Electorado del Palatinado en la Paz de Westfalia.

  - Península itálicaLa Península italiana en el siglo XVII, época en la que estuvo bajo la Esfera de influencia del imperio español, predominantemente en la región de Italia septentrional y Lombardía.

La Península italiana en el, época en la que estuvo bajo la Esfera de influencia del imperio español, predominantemente en la región de Italia septentrional y Lombardía.

    - Italia española (hasta el siglo XVIII): Región bajo soberanía y administración española, correspondiente a la herencia de la Corona de Aragón por medio de sus conquistas en la Península itálica para competir contra las Repúblicas marítimas por el control del Mediterráneo en la Edad Media. Durante su integración en la Monarquía Hispánica, fueron gobernados por el Consejo de Italia.
      - Reino de Nápoles (hasta 1714): situado en la Italia meridional.
      - Reino de Sicilia (hasta 1714): constituido por la islas de Sicilia y Malta (esta última donada a los Caballeros Hospitalarios en 1530).
      - Reino de Cerdeña (hasta 1714; 1717-1718 de facto): formado por la isla de Cerdeña.
      - Estado de los Presidios (1557-1707): en la costa noroeste de Italia, dependía directamente del virrey de Nápoles.
      - Ducado de Milán (1535 de facto/1559 de jure-1715): también conocido como el Milanesado, se encontraba en el norte de Italia, en la región de Lombardía.
        - Marquesado de Montferrato (1533-1536): en el noroeste de Italia, bajo ocupación militar española.
        - Marquesado de Finale (1602-1707): ubicado en Liguria, norte de Italia. Felipe II adquirió los derechos feudales del territorio.
        - Cantón de los Grisones (1620-1626 de jure/1639 de facto): ubicado en el sur-oriente de Suiza y el Norte de Italia. Conquistado a las Tres Ligas y perdido intermitentemente durante la Guerra de la Valtelina, hasta su devolución final a la Antigua Confederación Suiza en el Tratado de Monzón de 1626 (solo la soberanía, pero no la administración) y el Tratado de Milán de 1639 (pero manteniendo un protectorado Habsburgo en el cantón de las Tres Ligas).[100]

      - Ducado de Parma (1731-1735, 1748-1801): el territorio sería anexionado por España durante la guerra de sucesión polaca para hacer valer los derechos hereditarios de Isabel Farnesio (reina consorte de Felipe V). Posteriormente, tras la guerra de sucesión austríaca, se instauraría la Casa de Borbón-Parma (una rama cadete de los Borbones españoles) para su gobierno, siendo muy dependientes de España hasta el Tratado de Aranjuez (1801).
        - Plascencia (1547-1556, 1633-1637): el territorio sería anexado por el Milanesado español al mando de Ferrante Gonzaga, pero Felipe II lo devolvería a la Casa de Farnesio. Volvería a ser ocupada durante la guerra de los Treinta Años hasta ser devuelta nuevamente a los duques de Parma (gobernado por Eduardo I Farnesio).

      - Principado de Piombino (1603-1714 de facto/1628-1634 de jure): Bajo influencia española desde 1603 por problemas de sucesión, y anexado en 1628 a 1634 durante la Guerra de los 30 años, hasta entregar el principado a nobles locales pro-españoles hasta la guerra de sucesión española.
      - República de Siena (1555-1557): en la costa noroeste de Italia. Ocupada militarmente antes de ser cedida a los Médici de Florencia como pago de las deudas contraídas por la Corona española (con la salvedad de los Presidios).

## Territorios bajo el área de influencia del Imperio
Estos eran regiones bajo la Esfera de influencia española en una relación de Estado cliente, Protectorado informal o bajo alguna forma de Dominación social indirecta, pero que no necesariamente habían sido anexados formalmente a la Monarquía Española.

### Europa

#### En Italia
Durante la Pax Hispanica, toda la península italiana (especialmente la Italia meridional) llegó a estar dentro del área de influencia del imperio español a través del Poder social y político que tenían los territorios de la Italia española entre sus vecinos, primero por la Corona de Aragón, luego por el Consejo de Italia con los Habsburgo de Madrid [auxiliados por el control del SIRG en el Reino de Italia septentrional], y finalmente por las ramas cadetes de los Borbones españoles entre las monarquías italianas. Todas las entidades políticas italianas que poseían poco poder geopolítico, serían vueltos en estados satélites de la Monarquía Hispánica, formando parte de un “sistema español” de influencia política, social y/o económica en la península italiana y el Mediterráneo occidental. Aunque algunos autores nacionalistas italianos han postulado que fue una forma de Colonialismo, varios autores académicos consideran que más bien fue una forma de Clientelismo político.
- República de Génova (1528-1682): Bajo protectorado español desde 1528, con el ascenso de Andrea Doria a través de ayuda militar de Carlos V (quien rechazo propuestas de anexarla directamente al virreinato italiano),[101] hasta la guerra de las Reuniones cuando renuncian a su alianza con España en favor de Francia. Se encontraba en la región de Liguria (bloqueando la salida al mar al Milanesado español) y estaban bajo presión de la Monarquía Hispánica para integrar Camino Español. Los genoveses, como banqueros que financiaron gran parte de las empresas del imperio español, serían dependientes de los resultados económicos de la economía española (teniendo una edad dorada en simultáneo con el Siglo de Oro, y una decadencia en simultáneo con la Decadencia española), y también muy ligados a una dependencia militar de facto contra sus rivales (Venecia y Saboya) bajo la esfera de influencia francesa. 
  - Córcega: anexado por Aragón durante la Edad Media hasta su anexión por los genoveses.
- Estados Papales (1555-1815): Desde el final de las guerras italianas, los Estados de la Iglesia serían parte del sistema español, habiendo una relación de Protectorado militar que se extendería hasta el Congreso de Viena (que reconoció la neutralidad papal e independencia en relaciones exteriores). La Monarquía Española, además de proveer a Roma constantemente su defensa militar frente a las invasiones francesas, otomanas o austro-alemanas; tenía gran influencia sobre el Colegio Cardenalicio, impidiendo usualmente que pudieran ser elegidos como Papa los candidatos antiespañoles a suceder la Sede de Roma. Además, familias aristocráticas de la Nobleza Pontificia desarrollarían sólidos vínculos con el rey de España, siendo vasallos duales a través de adquirir propiedades en la Italia española (sobre todo el Reino de Nápoles). Así, servían como multiplicadores de su poder y medios de España para ejercerlo a través de sus embajadores en la corte romana.[37]
- Ducado de Saboya (1555-1610): durante el Siglo de Oro con gran influencia española por medio de la dependencia militar de Carlos III de Saboya y Manuel Filiberto de Saboya hacia España para liberar sus dominios de la ocupación e influencia francesa, hasta el Tratado de Bruzolo de 1610 cuando entra nuevamente en la órbita francesa.

#### En Germania
Durante la Pax Hispánica, sobre todo a través de las alianzas entre los Habsburgos españoles con los Habsburgos austríacos (que tenían hegemonía en el Reino de Alemania como Emperadores del Sacro Imperio), así como a través del poder social y político los feudos españoles del Consejo de Flandes o el Consejo de Italia en el SIRG, el Imperio Español lograría tener una esfera de influencia entre los Estados alemanes que llegó a su cúspide con la unión personal de Carlos V de Alemania y I de España, pero sería debilitado por los desafíos de la Reforma protestante y la hostilidad de los príncipes alemanes del norte hacia la Iglesia Católica (de la cual España era un estrecho aliado durante las Guerras religiosas europeas, sobre todo por medio de la Orden jesuita, que tenía un gran predominio de teólogos españoles cercanos a la Corte española durante la Contrarreforma). En su mayor parte consistió de los territorios alemanes por los que cruzaba el Camino Español, predominantemente las monarquías católicas del Sur de Alemania, con más intensidad en la región Rin-Mosa. Legado de la influencia de la monarquía hispánica en el SIRG fue la moda española entre las cortes europeas.
- El Principado de Lieja (1555-1714): Al estar rodeada por los Países Bajos españoles, estaría dentro de su esfera de influencia política, económica y militar durante toda la época en la que España tuvo el dominio sobre la moderna Bélgica hasta el fin de la guerra de sucesión española.
- Los cantones católicos de la Antigua Confederación Suiza (1587-1648): Luego de establecerse Ludwig Pfyffer como el católico más poderoso de Suiza a fines del siglo XVI, buscaría acercamientos con la Monarquía Hispánica a través de Carlos Borromeo (arzobispo de Milán) para que sea un protector de los estados suizos de la Goldener Bund (una alianza de cantones católicos para protegerse de los cantones protestantes, los franceses y otros enemigos a su autonomía). La influencia española terminaría con la independencia de Suiza del SIRG, con reconocimiento de su Neutralidad perpetua, así como la presión francesa para ser el nuevo protector de los cantones católicos tras la Paz de Westfalia.[104][105]
- El Ducado de Baviera (1559-1648): Se daría a través de la influencia de los jesuitas españoles desde mediados del gobierno de Alberto V de Baviera, llegando a su clímax con la Guerra de Colonia en la que los Wittelsbach dependieron del apoyo español para salir victoriosos. La influencia española terminaría con la guerra de los Treinta Años.[27]
- El Electorado de Colonia (1586-1648): Se daría por medio de la victoria de los bávaros en la Guerra de Colonia, permitiendo a su vez influencia militar española en el territorio para integrarlo en el Camino Español durante el resto de la guerra de los Ochenta Años.
- El Ducado de Jülich (1542-1666): Se daría tras la victoria de Carlos V sobre el duque Guillermo V (consolidado en el Tratado de Venlo) y reforzado tras la Crisis de la sucesión de Juliers-Cléveris con la ocupación española de fortalezas importantes en la zona. Terminado con el Tratado de Cleves.

### En África
Durante la Unión Ibérica (1580-1640), la Monarquía Hispánica tuvo libertad de participar en el África (el cual había sido designado al Imperio portugués a cambio de que este no se inmiscuyera en la América Española según el Tratado de Tordesillas) a través del Consejo de Portugal. Previamente la Corona de Castilla y la Corona de Aragón intentaron colonizar el Magreb en un proyecto imperial mediterráneo más amplio contra la Expansión musulmana. 

#### Norte de África
A inicios del siglo XVI, el Imperio español logró establecer una Esfera de influencia en el Norte de África que le permitió intervenir en las disputas dinásticas de los emires regionales, logrando su clímax con el avasallamiento del Reino ziyánida de Tremecén (actual Argelia) en 1510 y el del Reino Hafsida de Ifriquía (actual Túnez y noroeste de Libia) en 1535. Sin embargo, inmediatamente hubo una guerra proxy contra la esfera de influencia del Imperio otomano, el cual haría declinar la proyección de poder español en la región nor-africana a través de la Piratería berberisca. Por otra parte, la República de Salé establecida por Moriscos, tras independizarse del Sultanato saadí de Marruecos, sirvió ocasionalmente como un Estado cliente de España.

#### África Subsahariana
Siendo así, durante este periodo el Imperio Español ostentaría el Protectorado del Angola Portugués sobre el Reino del Congo (incluido sus vasallos como Ngoyo, Kakongo, Loango, Ndongo, Matamba, etc), otorgando una proyección de poder informal en el África Central. Por otra parte, a través de la Orden jesuita, la Monarquía Hispánica heredaría la Esfera de influencia militar de la Corona de Portugal sobre el Imperio etíope contra la expansión del Imperio otomano en el Mar Rojo y el Cuerno de África, junto a las tentativas de convertir al Catolicismo a la Dinastía salomónica (sobre todo con Susenyos I de Etiopía) para lograr su integración plena a la Res publica christiana por medio de la protección Hispano-Portuguesa y Papal.

## Administración del Imperio

Dimensiones del Imperio español en comparación con otros, según las aclaraciones de F. A. Durántez

El matrimonio de los Reyes Católicos (Isabel I de Castilla y Fernando II de Aragón) supuso una única dirección de ambos reinos bajo una administración superior única, el Consejo Real. Se unificó la hacienda (pero no los impuestos), la política interior y exterior, el ejército, las órdenes militares y la Inquisición y, en lo que no afectase a estos temas, cada reino mantuvo su propia administración, moneda, normas jurídicas, etc.
De esa forma, la formación de un estado unificado al estilo de las naciones-Estado nunca llegó a ser una realidad en España. Los Reyes Católicos introdujeron un estado moderno absolutista en sus dominios, restringiendo el poder de la nobleza, organizando su gobierno en torno a los Consejos y dividiendo el país en Reales Audiencias como órganos superiores de justicia, y manteniendo los fueros y tradiciones de sus pueblos.
La organización administrativa de las nuevas conquistas en América parte con la incorporación de las Indias a la Corona de Castilla a título de «descubrimiento» (res nullius), apoyados por la donación papal. Isabel la Católica, en su testamento, refuerza la pertenencia a esta corona. Sin embargo, será el Consejo de Indias y no el Consejo de Castilla el que asesore al rey sobre las nuevas tierras. Este Consejo se convirtió en el máximo órgano administrativo sobre las posesiones americanas. El comercio con América se centralizó a través de la Casa de Contratación, con sede en Sevilla, restringiéndose a esta los derechos comerciales sobre el Nuevo Mundo, lo que supuso un impulso demográfico para Sevilla, al obligar a los comerciantes españoles y extranjeros a establecerse en dicha ciudad.
A la muerte de los Reyes Católicos, Carlos I de España, manteniendo formalmente a su madre como reina, pasó a gobernar las nuevas tierras. Las Indias fueron incorporadas definitivamente a la Corona de Castilla en 1519.
La situación se mantuvo parecida durante el reinado de Felipe II, que hereda de su padre la Corona de España, pero no la del Sacro Imperio Romano Germánico y las posesiones de los Habsburgo. Bajo su reinado, Portugal y su imperio fueron anexionados a la Monarquía Hispánica, aunque no así a la Corona de Castilla, manteniendo Portugal una posición semejante a la Corona de Aragón. Bajo los llamados Austrias Menores (Felipe III, Felipe IV y Carlos II) las Provincias Unidas alcanzaron una independencia de facto que les sería reconocida en 1648.
A la muerte de Carlos II, le sucede Felipe V. Dos años después de su toma de posesión, se presenta un nuevo pretendiente, Carlos de Austria, apoyado por Inglaterra y Austria, y esto provoca la guerra de sucesión española que supuso la pérdida de los reinos italianos y de lo que quedaba de los Países Bajos españoles.
Tras la derrota del pretendiente austriaco a la sucesión del trono, el nuevo rey, Felipe V de España va publicando los decretos de Nueva Planta, diferentes para Aragón y Valencia (1707), Aragón (1711), Baleares (1715), y Cataluña (1716). En ellos, como castigo por su rebelión, deroga parte de los fueros y derechos de los territorios de la Corona de Aragón sobre los que considera tener derecho de conquista. Los decretos tenían matices y efectos diferentes según el territorio histórico y no afectaron ni al Valle de Arán, ni a Navarra ni a las Provincias Vascongadas, los cuales mantienen todos sus fueros por haber sido leales a Felipe de Anjou. Por ejemplo, Cataluña mantiene su derecho civil y parte de sus fueros e instituciones, mientras que Valencia no.

### América y Filipinas
En las Indias, dada su lejanía con la metrópolis, se fue desarrollando paulatinamente una organización administrativa, que descansaba en una serie de órganos o autoridades territoriales (virreyes, gobernadores, reales audiencias, corregidores, etc.), sujetos a los órganos centrales (rey y el Consejo de Indias).

#### Consejo de Indias
El Consejo de Indias, desde su fundación en 1524, fue el máximo órgano administrativo en relación con las Indias. Entre sus funciones estaban:
- En el Gobierno Temporal: toda la administración gubernativa compete al Consejo de Indias:
  - Planificación y proposición al Rey de las políticas relativas al Nuevo Mundo (poblamiento, relación con los aborígenes, comercio, etc.).
  - Organización administrativa de las Indias, ya sea con la creación de nuevos virreinatos, nuevas Gobernaciones, etc., y su autonomía respecto de la metrópoli.
  - Proposición al Rey de los cargos de grandes autoridades americanas (virreyes, gobernadores, oidores, etc.).
  - Tutela del buen funcionamiento de las autoridades, dictando medidas de probidad administrativa y nombrando un juez de Residencia para que realice el respectivo Juicio de residencia.
  - Revisión a diario de la correspondencia que viene de América y demás posesiones. Así mismo, autorización de la exportación o importación de libros a América.
  - Desde 1614, autorización de la aplicación de la legislación castellana en las Indias.
  - Aprobación o rechazo de la legislación originada en América.
  - Elaboración de las normas que regirían en Indias y que eran dictadas por el rey como Reales Cédulas o Reales Provisiones (similares a las Reales Cédulas pero más solemnes).
- En Gobierno Espiritual: preocupación por materias de orden espiritual, analizando los derechos otorgados por la Santa Sede, así por ejemplo:
  - Ejercicio del Derecho de presentación.
  - División de los Obispados.
  - Revisión de las bulas papales; en conformidad, se les da Exequatur o Pase Regio; sin este no se cumplen las bulas.
  - Examen de las disposiciones de la Iglesia en América y de los Sínodos; estos no se cumplen sin la aprobación del Consejo de Indias.
- En materia militar:
  - En 1600 se crea, dentro del Consejo, la Junta de Guerra de Indias, un comité de «ministros de capa y espada» (militares) encargado de coordinar con el Consejo Supremo de Guerra las estrategias militares.
- En Hacienda:
  - Examen de las cuentas de los oficiales reales.
- En Justicia:
  - Era el más alto tribunal en América y para los efectos de administrar justicia, se reunía el consejo en una sala de justicia, integrado por ministros letrados. En esta materia, el Consejo era absolutamente independiente, incluso del rey.
  - Conocimiento de ciertos asuntos criminales (delitos cometidos en la «carrera de Indias», evasión tributaria, delitos de comiso por contrabando).
  - Conocimiento de las apelaciones en lo civil, de que habría conocido la Casa de Contratación cuando la suma disputada fuera superior a 40 000 maravedíes.
  - Conocimiento de las apelaciones de los Juicios de residencia.
  - Conocimiento del Recurso de segunda suplicación.
  - Excepcionalmente en sala de gobierno: conocimiento del Recurso de injusticia notoria.

#### Casa de Contratación de Indias
Se convirtió en la responsable del aprovechamiento económico de las provincias americanas. Entre sus responsabilidades figuraba el cobro de los impuestos al comercio con América (entre ellos, el famoso Quinto Real), y tenía competencias en asuntos de política poblacional.
Establecida primero en Sevilla y luego en Cádiz, estos fueron los puertos obligados de salida y entrada para el comercio de Indias. La prohibición de comerciar con América impuesta a los demás puertos españoles fue la base del crecimiento y prosperidad primero de Sevilla y luego de Cádiz, al obligar a los comerciantes españoles y extranjeros a establecerse en el puerto base de la Casa de Contratación si deseaban comerciar con América. Esto hizo que las colonias forasteras (castellanos, vascos, catalanes, gallegos, valencianos, etc.) y extranjeras (genoveses, franceses, etc.) fuesen importantes en Sevilla y Cádiz.

### Corona de Aragón
La integración de los territorios de la Corona en la nueva monarquía estuvo marcada por el poder hegemónico de Castilla. Como en todos los territorios no incorporados en la estructura castellana (Flandes, Indias, Nápoles, Sicilia, Navarra, Vizcaya, etc.), el Consejo de Aragón y el virrey se convierten en el centro de la administración. El Consejo Supremo de Aragón era un órgano consultivo de la corona creado en 1494, a raíz de una reforma en la cancillería real realizada por Fernando el Católico, que desde 1522 estaría integrada por un vicecanciller y seis regentes, dos para el reino de Aragón, dos para el reino de Valencia y dos para Cataluña, Mallorca y Cerdeña. Por su parte, los virreyes asumieron funciones militares, administrativas, judiciales y financieras.

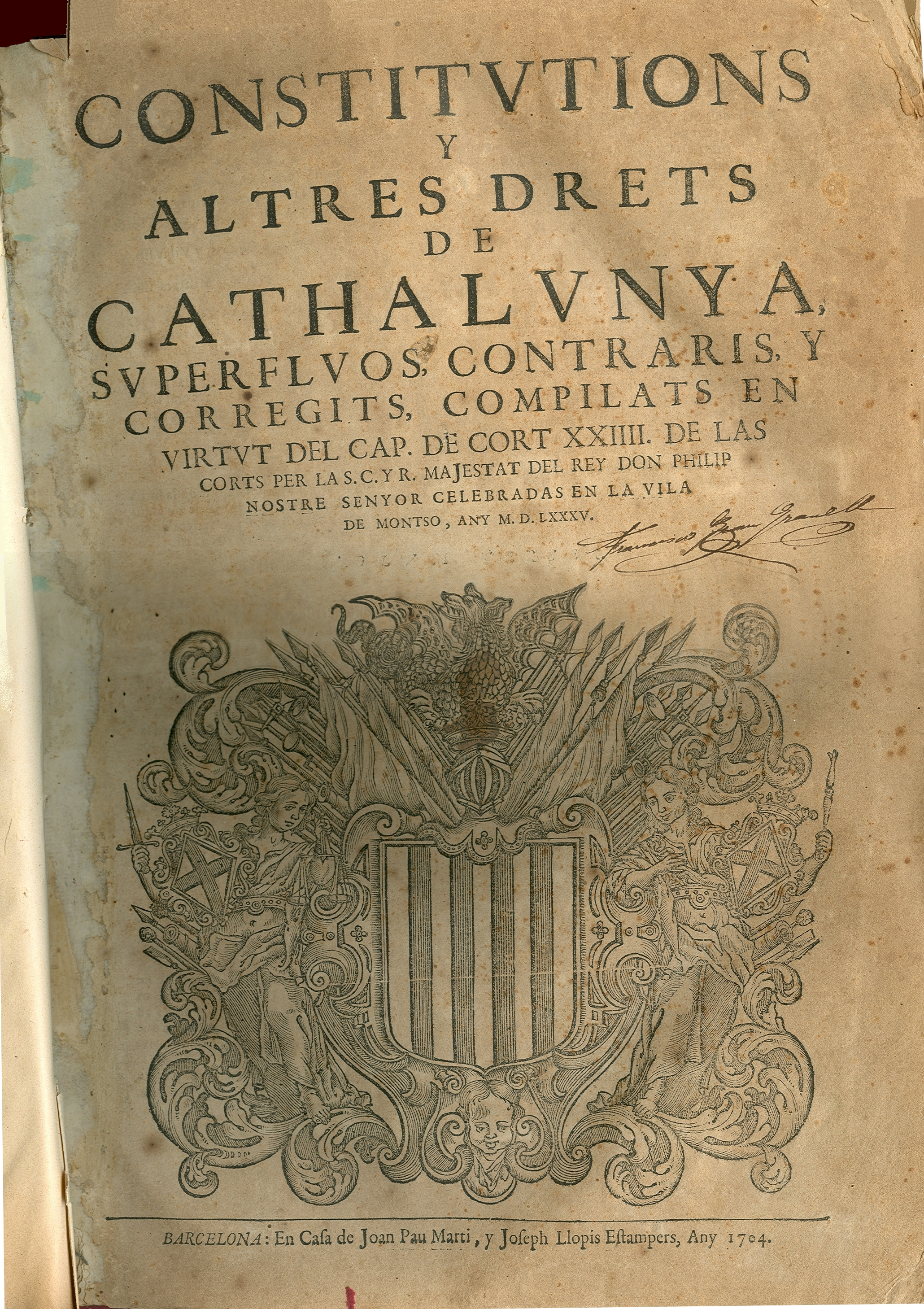
Constituciones catalanas, basadas en los antiguos Usatges de Barcelona.

Los conflictos entre las instituciones locales y los reyes absolutistas se sucedieron a lo largo de los siglos modernos, hasta la guerra de Sucesión. En 1521, tenían lugar las Germanías, un movimiento surgido en Valencia entre la incipiente burguesía contra su aristocracia, que se extendió hasta 1523. En Mallorca tuvo lugar en los mismos años otro movimiento similar, dirigido por Joanot Colom. La derrota final de los agermanados supuso una fuerte represión y la reafirmación del dominio señorial. Asimismo, en 1569, todos los diputados de la Generalidad de Cataluña eran encarcelados bajo la acusación de herejía, en el marco de la disputa por el pago del impuesto del excusado.
En 1591, tuvieron lugar las «alteraciones de Aragón», generadas cuando el Justicia de Aragón se niega a entregar a Felipe II al exsecretario del rey, Antonio Pérez, condenado por la muerte del secretario de don Juan de Austria, que se había refugiado en Aragón. El monarca transgredió todos los privilegios aragoneses para apresarlo e incluso hizo ejecutar al Justicia Mayor de Aragón, Juan de Lanuza.
Durante el siglo XVII, las tensiones fueron bastante mayores. Las necesidades financieras de los monarcas les condujeron a intentar aumentar por todos los medios la presión fiscal sobre los territorios de la Corona de Aragón, tratando de igualar los impuestos en toda España. Pero los fueros garantizaban importantes protecciones frente a las pretensiones reales. Los proyectos de Unión de Armas de Olivares, que buscaban que los otros reinos compartieran las cargas bélicas de Castilla, son un ejemplo de ello.
Tras entrar en guerra la corona con Francia en 1635, el despliegue de los tercios sobre Cataluña generó graves conflictos, que desencadenaron la guerra de los Segadores en 1640. La Generalidad de Cataluña, tratando de dominar la sublevación popular, declaró la formación de una República catalana pero, ante la imposibilidad de mantenerla, nombró a Luis XIII de Francia conde de Barcelona. El conflicto terminó con la Paz de los Pirineos (1659), por la cual el condado del Rosellón y la mitad norte del condado de la Cerdaña pasaban para siempre a dominio galo y Francia devolvía a España la Cataluña del sur de los Pirineos. A finales del siglo, en 1693, estallaría también en Valencia la Segunda Germanía, un alzamiento campesino y antiseñorial en torno a la partición de las cosechas.
Tras el reinado de Carlos II, la guerra de Sucesión española dividió el país. La antigua Corona de Aragón fue partidaria del archiduque Carlos de Austria, cuya derrota acarrearía la supresión de gran parte de sus instituciones y fueros y la unificación de la organización administrativa bajo el modelo del reino de Castilla por los Decretos de Nueva Planta.

## Población y ordenamiento jurídico en América y Filipinas
La sociedad del Imperio español en América se rigió por estatutos completamente nuevos, pero inspirados en los cuerpos legales castellanos, que distinguían diversos tipos de súbditos y los asignaban a ordenamientos jurídicos diferentes: las Repúblicas de españoles y las Repúblicas de indios. La población de los nuevos territorios pertenecía a varias categorías raciales y jurídicas:

### Españoles peninsulares
Eran aquellos súbditos de origen europeo, nacidos en América (criollos) o en la metrópoli (peninsulares). Los españoles nunca fueron mayoritarios en ninguno de los territorios del imperio, salvo en la metrópoli y algunos otros como Cuba, Argentina, Chile, Puerto Rico y el Nuevo Reino de León (Noreste de México).
En el Virreinato del Perú, a nivel de todo el ente, los españoles peninsulares no representaban una mayoría poblacional, sin embargo, para el año 1796, había cuatro ciudades, tres de ellas muy importantes, en las cuales este grupo sí era mayoritario, superando en número a los indios, mestizos, negros, y todos los demás grupos humanos. La ciudad de Lima, que en los registros poblacionales figura como el partido de Cercado dentro de la Intendencia de Lima, era la primera de ellas, en la cual el número de españoles peninsulares era casi el doble que el número de indios, y casi el cuádrupe que el número de mestizos. También, la ciudad de Arequipa, correspondiente al partido de Cercado de la Intendencia de Arequipa, tenía un número de españoles peninsulares que cuadruplicaba al de indios, y de mestizos. Asimismo, en la ciudad del Cuzco, perteneciente al partido de Cercado de la Intendencia del Cuzco, vivían más españoles peninsulares que indígenas y mestizos, aunque en este caso la proporción entre los dos primeros era más pareja. Finalmente, en la ciudad de Camaná, cuya jurisdicción responde al partido de Camaná dentro de la Intendencia de Arequipa, los ciudadanos provenientes de la España peninsular cuadruplicaban en número a los ciudadanos indios, y quintuplicaban al número de ciudadanos mestizos.
El coste demográfico para España, especialmente para la Corona de Castilla, fue irrelevante, de forma que el crecimiento de población apenas se vio afectado por la emigración a América.

### Indígenas

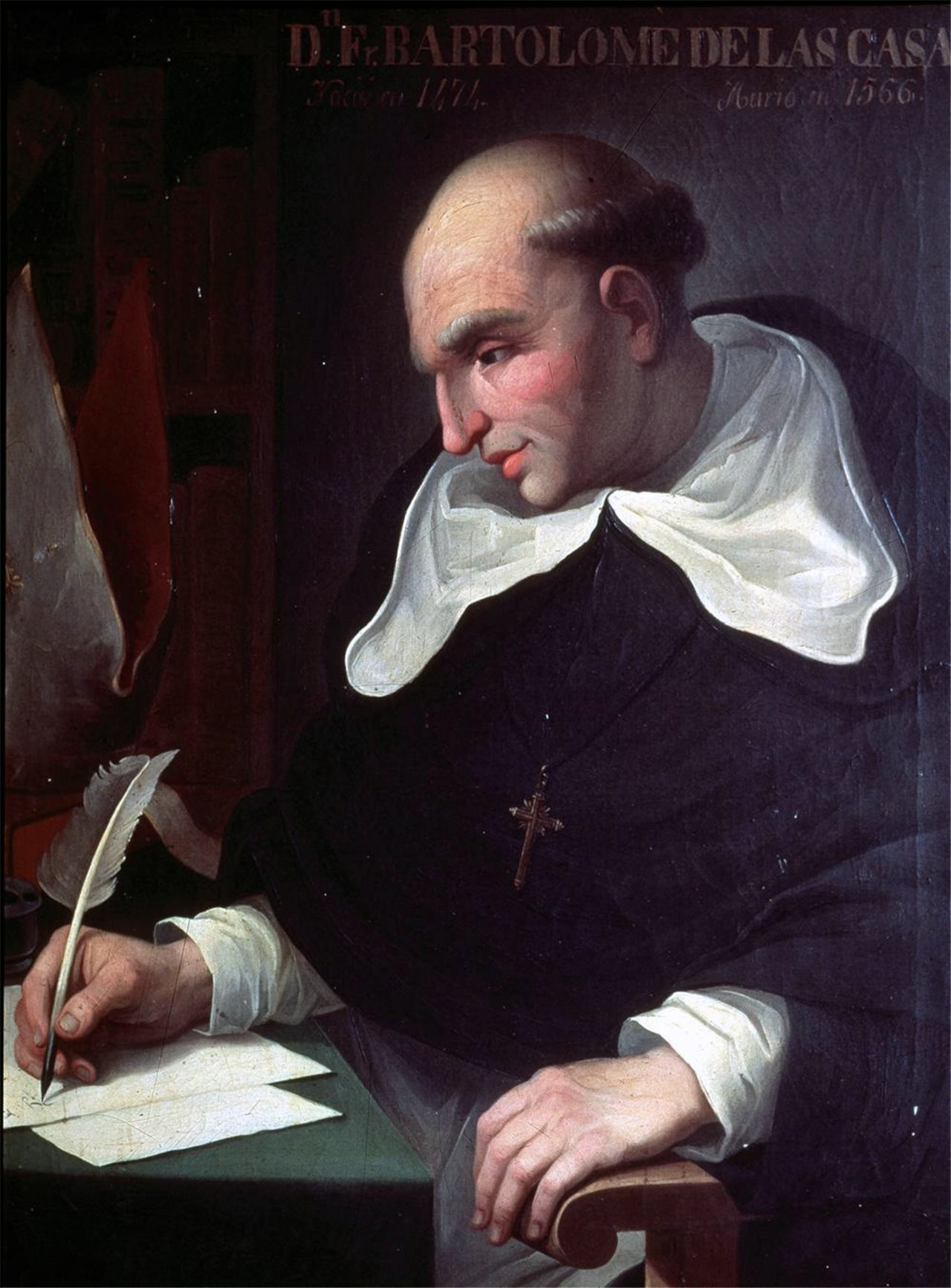
Bartolomé de las Casas.

La población indígena descendió dramáticamente tras la llegada de los colonizadores europeos, sin que haya consenso sobre las cifras iniciales ni su descenso. Las causas también se debaten, aunque serían una combinación de las enfermedades propagadas por los colonizadores (contra las que los indígenas americanos no tenían defensas), las guerras de conquista, las deportaciones y los trabajos forzados.
Al comienzo los indios fueron tomados como esclavos y enviados a la Península.
A partir de 1495, durante los primeros años de la conquista se capturaron indios en las islas del Caribe y se los envió como esclavos para ser vendidos en España.
La Corona autorizó tomar indígenas en otras islas y llevarlos a trabajar, lo cual multiplicó esas capturas en los años 1509 y 1510 entre la isla San Juan y otras islas del Caribe y Las Antillas, hasta que el rey Fernando lo prohibió con la promulgación de las Leyes de Burgos. España fue el primer imperio en reconocer la humanidad y los derechos de los indios y prohibir su esclavitud. En 1542 España prohíbe la esclavitud de todos los indios. Luego de la destrucción de las siete ciudades del sur de Chile, una Real Cédula de 1608 permitió la esclavitud de los indígenas que habitaran en territorio rebelde; se declaró la libertad de los indígenas esclavizados en 1674, pero sus efectos se prolongaron hasta 1696.
La defensa de los derechos de los indígenas tuvo en la Escuela de Salamanca y en Bartolomé de las Casas sus máximos exponentes. En la Junta de Valladolid de 1550, y pese a la oposición de Juan Ginés de Sepúlveda, se dictaminó que los indígenas tenían alma. Previamente, el testamento de la reina Isabel la Católica había declarado a los amerindios súbditos de la Corona de Castilla, y por tanto, no susceptibles de esclavitud, lo que propició la llegada de esclavos negros de África. Sin embargo, esta protección legal en muchos casos fue más teórica que práctica. Acorde a la historiadora americana Jane Landers los españoles ya habían llevado consigo hasta lo que hoy son los Estados Unidos de América a los primeros africanos, que bajo el dominio hispano tuvieron un tratamiento mucho más humano. De hecho, a pesar de que en la Florida española también hubo esclavos, esta tierra se llegó a convertir a partir del siglo XVII en la promesa de libertad para los esclavos sometidos en la cruel explotación de las plantaciones británicas.

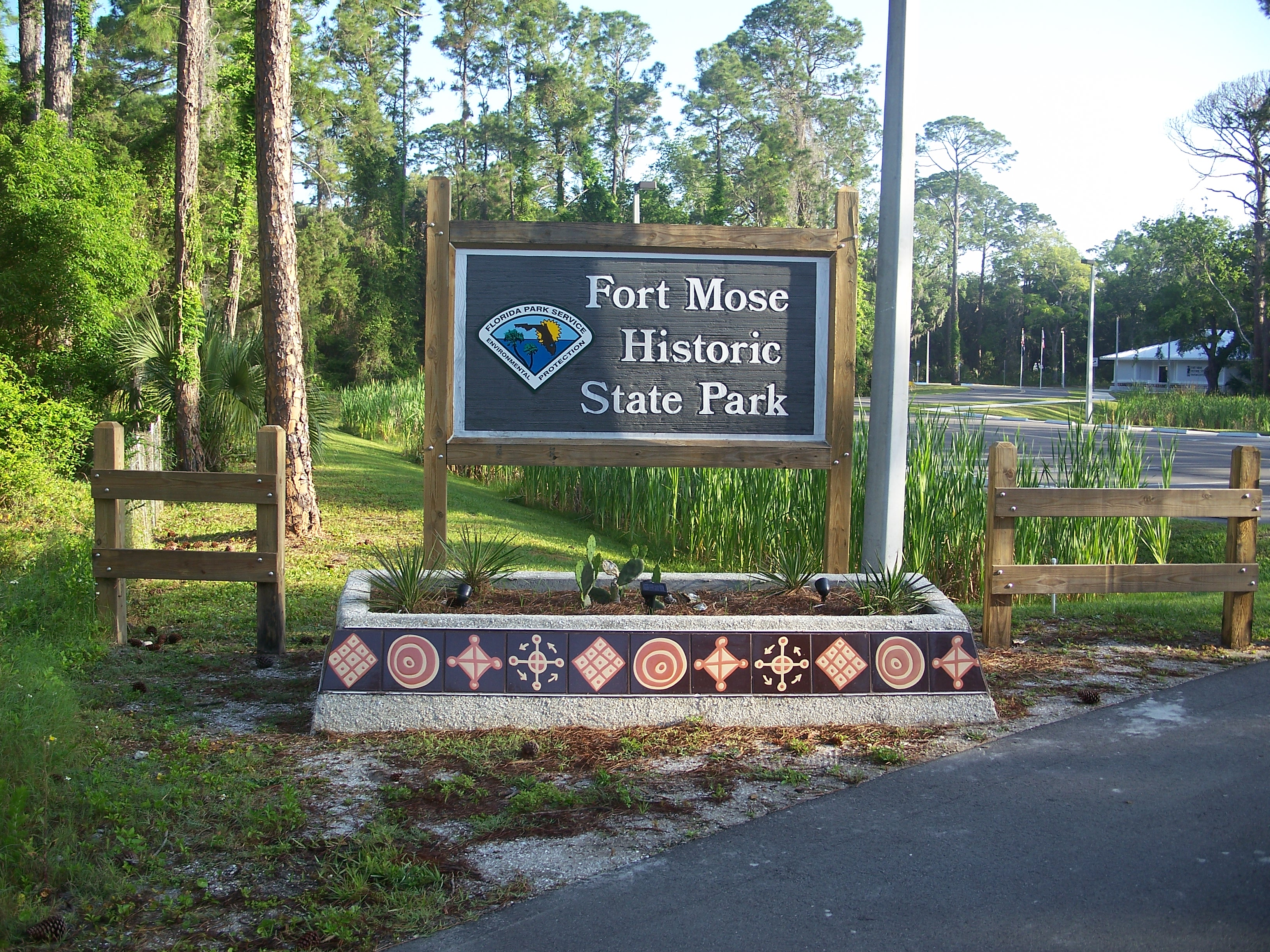
Entrada al Fuerte Mosé, en Florida.

Fue en la ciudad más antigua de Estados Unidos, San Agustín (Florida), donde se estableció el primer asentamiento de negros libres; se leyó la proclamación de emancipación, y se manifestaron los activistas en favor de los derechos civiles. En realidad, los primeros hombres de origen africano llegaron incluso antes de la fundación de San Agustín. El primer contingente de esclavos fue llevado a Norteamérica por Lucas Vázquez de Ayllón, que en 1526 fundó San Miguel de Guadalupe en el actual territorio de Georgia, pero este asentamiento finalmente fracasó. También hubo esclavos africanos, entre otras expediciones, en la desdichada aventura de Pánfilo de Narváez de 1528. Uno de ellos, llamado Estevan, se contaba entre los cuatro supervivientes encabezados por Álvar Núñez Cabeza de Vaca que vagaron durante ocho años por los inhóspitos territorios norteamericanos hasta que consiguieron regresar a Nueva España (México).
Jane Landers apunta que aquellos primeros esclavos no procedían directamente de África, sino del sur de España. «Aunque la mayoría de los africanos en España eran esclavos, no todos lo eran. La ley y las costumbres españolas garantizaba a los esclavos una personalidad moral y legal, así como ciertos derechos y protecciones que no se hallan en otros sistemas de esclavitud», señala. Según explica, «tenían el derecho a la seguridad personal y mecanismos legales por los cuales escapar a un amo cruel», incluso se les permitía poseer y transferir propiedades y emprender procesos legales, lo que derivaría en el «derecho a la autocompra». «Los valores sociales y religiosos en la sociedad española fomentaban el honor, la caridad y el paternalismo hacia las «clases miserables», que a menudo mejoraban las penurias que los esclavos sufrían y a veces llevaba a los dueños a manumitirlos». Landers puntualiza que esto no significa que España ni sus territorios de ultramar en el Nuevo Mundo estuvieran libres de prejuicios raciales, pero «el énfasis en la humanidad y los derechos del esclavo y la actitud indulgente hacia la manumisión reconocida en los códigos de esclavitud y los usos sociales españoles hacían posible la existencia de una significativa clase negra libre».
Tanto africanos libres como esclavos participaron también desde las primeras décadas en la conquista y en la posterior defensa militar de la colonia, creando unidades normalmente integradas por negros libres que trabajaban como artesanos y otras labores cualificadas.
Conquistadores españoles negros famosos fueron, por ejemplo, Juan Garrido y Sebastián Toral, en México, Juan Bardales en Honduras y Panamá, Juan García en Perú, o Juan Valiente y Juan Beltrán en Chile.
Con el tiempo, la Florida española llegó a ser la esperanza de libertad para los esclavos de las colonias británicas del sur. En 1693, Carlos II garantizó a todos los esclavos que serían hombres libres si se convertían al catolicismo. A cambio, los liberados prometían derramar hasta la última gota de sangre en defensa de la Corona y de la Fe.
A partir de entonces empezó a aumentar el número de negros que escapaban de la esclavitud en las plantaciones británicas hacia Florida. El creciente flujo de evadidos llevó en 1738 a la creación por parte del gobernador, Manuel de Montiano, del poblado de Gracia Real de Santa Teresa de Mose, la primera comunidad autogestionada por negros libres y nativos americanos con respaldo de las autoridades en el territorio de lo que ahora son los Estados Unidos. En esta comunidad, situada a tres kilómetros de San Agustín y más conocida como fuerte Mose, vivían hombres, mujeres y niños de diversas etnias y todos los varones participan en la milicia, que capitaneaba un africano mandinga llamado Francisco Menéndez.
La institución socioeconómica de la encomienda, que suponía el deber del encomendero de proteger y evangelizar a los indígenas a cambio de percibir los tributos exigidos a estos, derivó en explotación y trabajos forzados (por ejemplo, a través del sistema de mita).
En el siglo XVII, los jesuitas establecieron misiones o «reducciones» en la zona fronteriza entre el Brasil portugués y la América española con el propósito de evangelizar la región. Dichas reducciones gozaron de una gran autonomía, inspiradas en las libertades y fueros de las ciudades, aunque adaptadas al modo de vida indígena. Su existencia no fue muy bien vista por los colonos, especialmente los portugueses de Brasil, siendo motivo de tensión en la región. Tras la expulsión de los jesuitas con Carlos III, fueron desmanteladas.

### Mestizos
La sociedad hispanoamericana tenía un fuerte componente mestizo que no se hallaba en las colonias francesas o británicas. El mestizaje fue realizado casi en su mayoría por los varones españoles. Desde los primeros años de la conquista, el matrimonio con indígenas bautizadas estuvo autorizado por las leyes españolas. [cita requerida] Así, por Real Cédula de Fernando el Católico, de 14 de enero de 1514, se autorizaron los matrimonios entre españoles e indígenas americanos. Uno de esos matrimonios resultó emblemático: el de Isabel Moctezuma (Tecuichpo Ixcazochtzin, antes de bautizarse, hija de Moctezuma II y última emperatriz de los aztecas) con el extremeño Juan Cano, del que nacerían 5 hijos que iniciarían la genealogía de los duques de Miravalle, título aún existente hoy en día.
El historiador alemán Enrique Otte recoge en la página 61 de su libro Cartas Privadas de emigrantes a Indias: 1540-1616 (FCE 1993) una carta de un colonizador llamado Andrés García, fechada el 10 de febrero de 1571, dirigida a su sobrino Pedro Guiñón, en Colmenar Viejo, en la que le comunica su matrimonio con una indígena americana:

Caséme en esta tierra con una mujer muy a mi voluntad. Y aunque allá os parezerá cosa reçia en aberme casado con hindia, acá no se pierde honrra ninguna, porque es una nación la de los hindios tenida en mucho.

Desde el comienzo de la conquista, la Corona restringió los permisos de matrimonio para que sus súbditos no se casaran con las indias ni con ningún grupo étnico diferente a los europeos, pero con el tiempo no tuvo más remedio que tolerar, a su pesar, las uniones mixtas interraciales libres. Las uniones matrimoniales legítimas sancionadas por el credo católico se realizaban preferentemente entre personas del mismo grupo étnico por lo que el sustrato de la ilegitimidad marcará definitivamente a los hijos nacidos de las uniones extramatrimoniales interraciales. En Lima, por ejemplo, durante los siglos XVII y XVIII, el 91,2 % de los matrimonios legítimos fueron entre personas del mismo grupo étnico. En 1778 se prohibieron las uniones entre miembros de distintos grupos étnicos a no ser que contaran con el consentimiento paterno.
De hecho, la ley española prohibía, incluso, el matrimonio entre un funcionario español peninsular en ejercicio y una criolla; es decir, mujer nacida en América aunque fuera blanca descendiente de españoles. Esto no impedía que se efectuaran uniones de hecho entre mujeres criollas y funcionarios españoles.

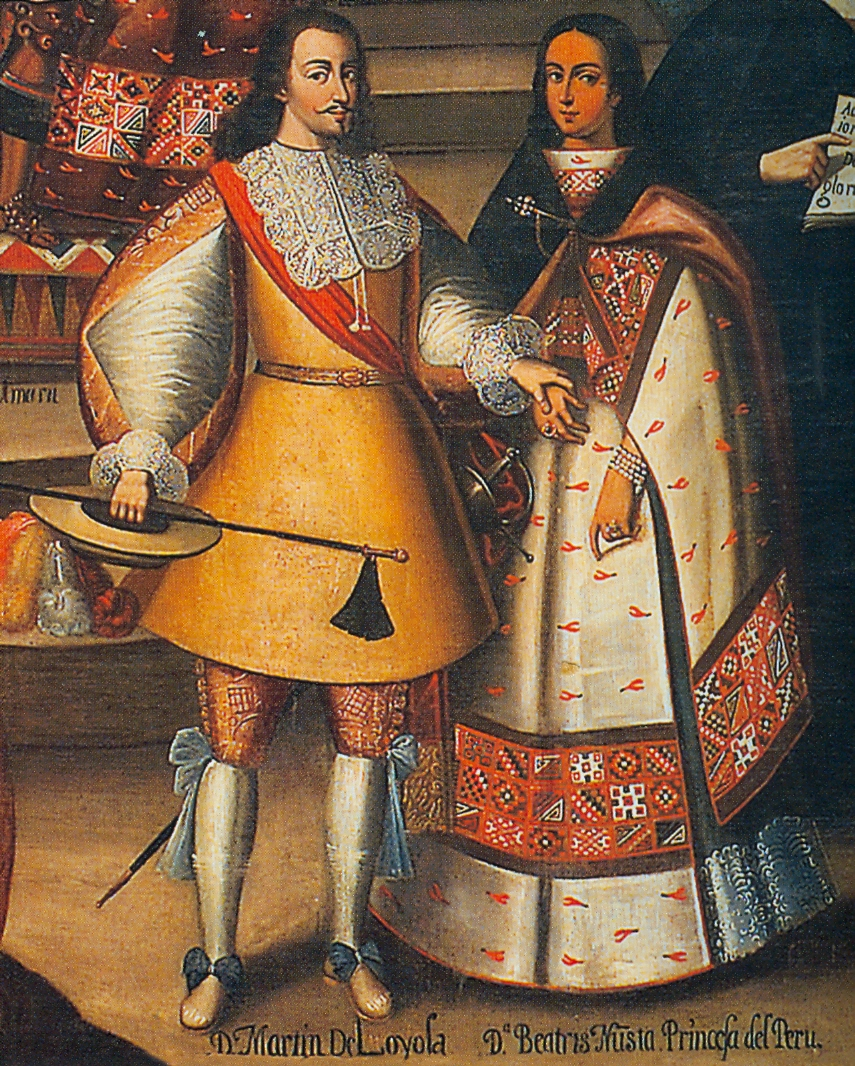
Ilustración del militar y funcionario español Martín García de Loyola, y la princesa inca Beatriz Clara Coya, quienes contrajeron matrimonio en el Cuzco, virreinato del Perú. Nacería producto de esta unión Ana María Lorenza de Loyola y Coya, mestiza noble hispano-incaica.

Resulta interesante comprobar cómo este proceso de mestizaje no se limitó a los matrimonios entre españoles e indígenas, sino que se extendió y aprobó para que las mujeres españolas también pudiesen casarse con indios.[cita requerida] Aunque no son muchos los casos documentados de mujeres cristianas casadas con indios, estas uniones existieron[cita requerida], incluso entre mujeres de familias «conocidas» como es el caso de María Amarilla de Esquivel, de distinguida familia extremeña que se casó con Carlos Inca Yupanqui[cita requerida], nieto de Huayna Cápac.[cita requerida].
Los hijos entre españoles e indias,generalmente eran llamados mancebos de la tierra, por no tener padre reconocido, como ocurrió en la provincia del Paraguay en el siglo XVI en donde un español, o cualquier europeo admitido en el Imperio español, podía tener varias concubinas indígenas.
La escasez de mujeres europeas durante los primeros años de la conquista, hizo que los conquistadores españoles generaran, con las mujeres indias nativas de cada zona, a través del rapto, la violación o el amancebamiento, una nueva población mestiza. Aunque hubo casos en los que los españoles se casaban con indias, en la mayoría de las ocasiones se ponía en práctica una costumbre presente desde la Edad Media en España: la barraganía. El hombre se hacía responsable de la barragana y de los hijos habidos con ella, pero la mujer no podría gozar de los derechos propios de una esposa (como el de la herencia).
Las costumbres eran más relajadas que en Europa, la poligamia era tolerada y cada español podía tener varias concubinas (barraganas). El escritor y cronista de Indias Bernal Díaz del Castillo cuenta sobre un tal Álvarez que había tenido treinta hijos en solo tres años.
Los mestizos, minoritarios en la primera época del imperio, estaban llamados a formar la mayoría de la población en casi todos los territorios del mismo. La variedad de mestizajes desarrolló una nueva sociedad de castas jerárquicas en las que había blancos, negros, mulatos, mestizos, y otras mezclas.
En lo más alto de la jerarquía social estaba el europeo y solamente si se sometía a él la mujer india podía escapar de las minas de oro o de las otras formas de trabajos forzosos.

### Africanos y otros
A partir de 1495, durante los primeros años de la conquista se capturaron indios en las islas del Caribe y se los envió como esclavos para ser vendidos en España. Hasta que la reina Isabel lo prohibió. La protección legal a los amerindios (patrocinada por fray Bartolomé de las Casas) y las Leyes de Indias,  favoreció la importación de esclavos africanos, que llegaron a ser la mayoría de la población en algunos territorios de la cuenca del mar Caribe y en Brasil.

## Ciencia en el Imperio
En los últimos años, se ha desarrollado una literatura académica en torno al «giro ibérico» de la revolución científica. Diversas publicaciones han mostrado interés sobre los desarrollos científicos en el Imperio español, en especial la pionera institucionalización de prácticas epistemológicas y empíricas en la Casa de la Contratación de Indias de Sevilla y las reformas imperiales de Juan de Ovando que sistematizaron la búsqueda de conocimiento en las Indias.
Estas prácticas empíricas tuvieron como resultado el avance de diversas ciencias en la Edad Moderna temprana hispana: Historia natural, medicina, etnología, cosmografía, astronomía, cartografía y geografía. En el siglo XVI, se publicaron las Relaciones geográficas de Indias en las que, por orden de Felipe II y su ministro Juan de Ovando, se requirió a los funcionarios virreinales que respondieran unos cuestionarios acerca de datos, informaciones y conocimientos sobre todo género de fenómenos americanos (geográficos, etnográficos, naturalistas, mineralógicos, astronómicos, sanitarios...).
En cartografía, destacan las obras monumentales de Juan de la Cosa, con su Mapa en el que por primera vez apareció América; Alonso de Santa Cruz, creador del Atlas Mundial regalado a Carlos V y el Atlas de Todas las Islas del Mundo; y el Padrón Real de la Casa de Contratación. En medicina y botánica destacó Nicolás Monardes, que describió por primera vez diversas especies de la flora americana como el cardo santo, la cebadilla, la jalapa, el sasafrás, el guayaco, la pimienta, la canela de Indias, el tabaco, o el bálsamo de Tolú. En historia natural, fueron publicadas las obras de José de Acosta y su Historia natural y moral de las Indias, en la que descubre la Corriente de Humboldt y sostiene la teoría de la llegada de los indígenas americanos desde Asia; y Gonzalo Fernández de Oviedo y su Historia general y natural de las Indias, islas y tierra firme del mar océano.
Bernardino de Sahagún, misionero español llegado a México en 1529, publicaría su Historia general de las cosas de la Nueva España, obra de conocimientos oceánicos que ha servido como estudio indispensable para la reconstrucción de la historia prehispánica de México. El libro, escrito en náhuatl, español y latín, se considera pionero de la etnografía moderna, y alberga estudios de diversos aspectos de la vida de los indígenas: los dioses adorados (libro 1), las fiestas, el calendario, ceremonias, sacrificios y solemnidades (libro 2), el nacimiento de esos dioses adorados (libro 3), el arte de adivinar qué días eran afortunados y cuales no (libro 4), los pronósticos de adivinar el futuro (libro 5), las concepcionesa religiosas, morales, sociales y filosóficas (libro 6), la astronomía y filosofía natural (libro 7), los emperadores (tlatoani) y señores (tecuhtli) (libro 8), los mercaderes, el lujo, las ofrendas y los artesanos (libro 9), medicina mexicana y una descripción de los pueblos indígenas del México antiguo, que consiste en un monumental trabajo etnológico (libro 10), un estudio de la naturaleza, propiedades de los animales, aves, peces, árboles, hierbas, flores, metales y piedras, y de los colores (libro 11), la conquista de México (libro 12).
Durante la Ilustración, el Imperio español centró sus esfuerzos científicos en los campos de la botánica y la botánica económica. Se realizaron, bajo patronato de la Corona española, decenas de expediciones científicas que recorrieron los virreinatos para el descubrimiento y taxonomía de flora americana. La Real Expedición Botánica al virreinato del Perú liderada por Hipólito Ruiz López, la Real Expedición Botánica del Nuevo Reino de Granada de José Celestino Mutis y la Real Expedición Botánica a Nueva España dirigida por Martín Sessé y Lacasta fueron las más importantes.

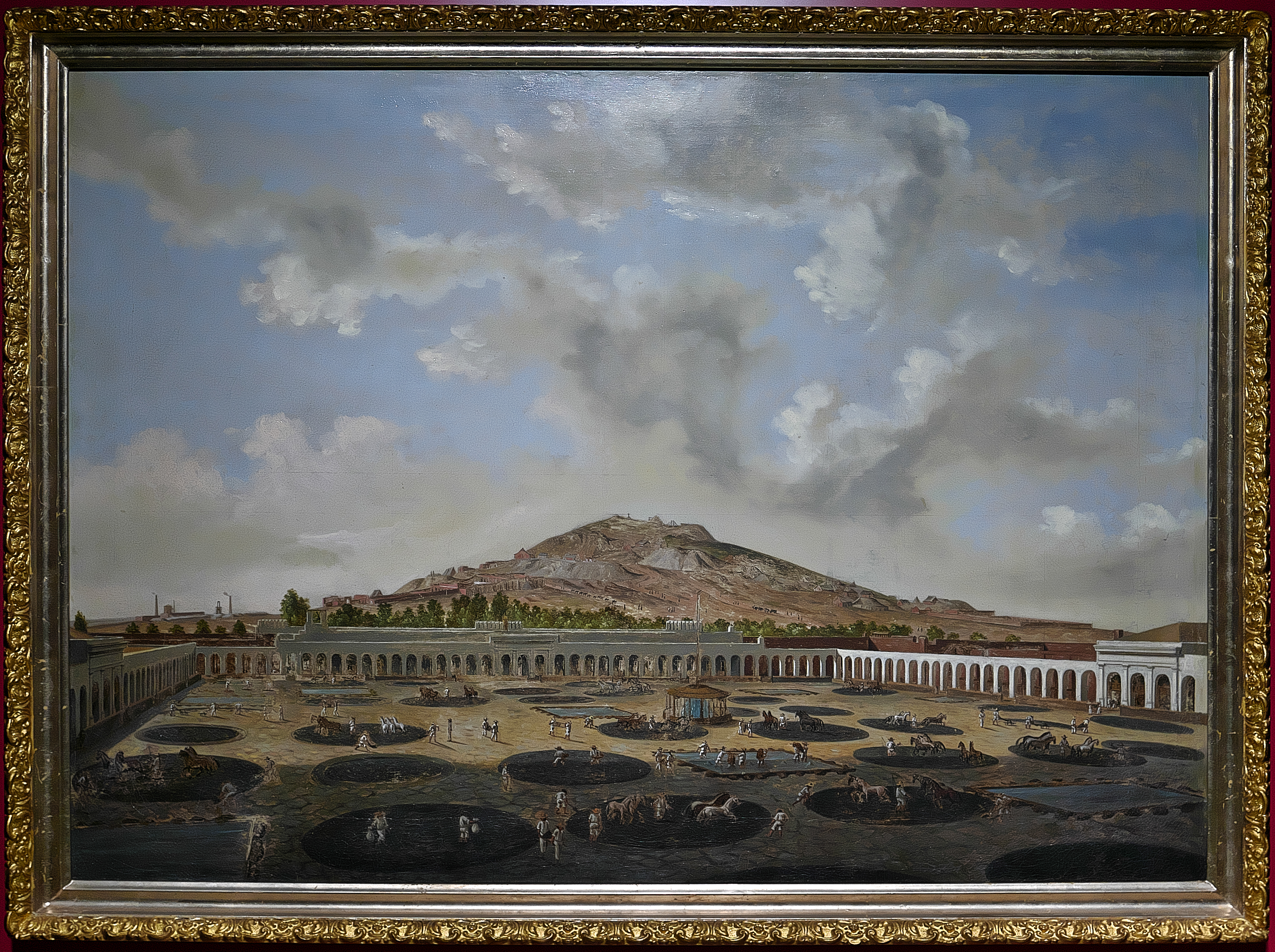
Ilustración de una hacienda de beneficio de la mina Proaño en Zacatecas, (actual México), usando el método de patios, creado por Bartolomé de Medina en el siglo XVI, que permitía separar la plata de otros metales usando mercurio y sales diversas.
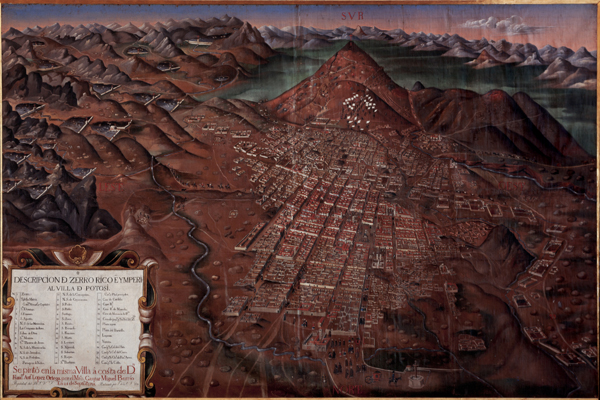
Ciudad imperial de Potosí (1758), por Gaspar Miguel de Berrío. En el Cerro Rico de Potosí (actual Bolivia), se situó la mayor mina de plata del mundo durante los siglos XVI y XVII, anexa a un gran complejo industrial destinado a su fundición y metalúrgica.
El mapa de Murillo Velarde. La Biblioteca Digital Mundial lo describe como el «primer y más importante mapa científico de Filipinas».
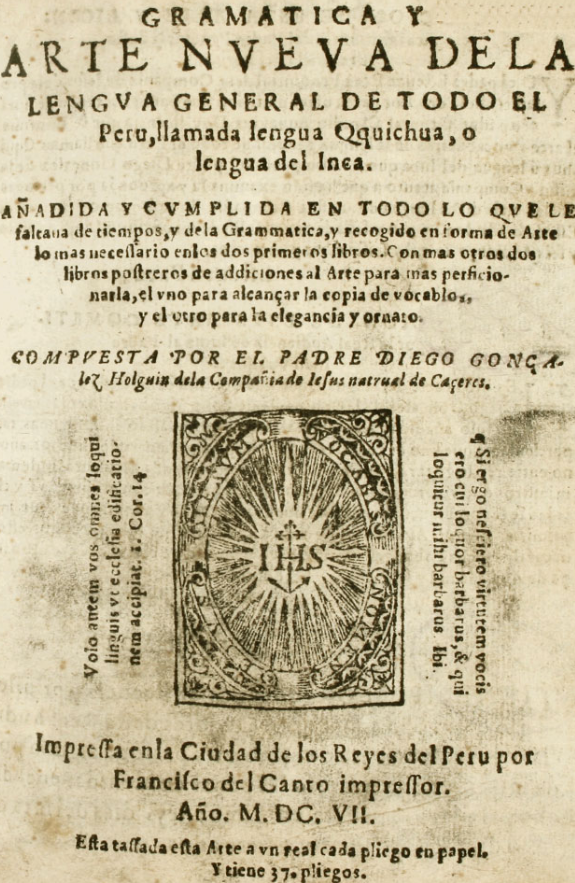
Portada de Gramática y arte nueva de la lengua general de todo el Peru, llamada lengua Qquichua, o lengua del Inca (1607). Escrita por Diego González Holguín, y publicada en la Ciudad de los Reyes, es uno de los primeros diccionarios de quechua impresos en el virreinato del Perú.
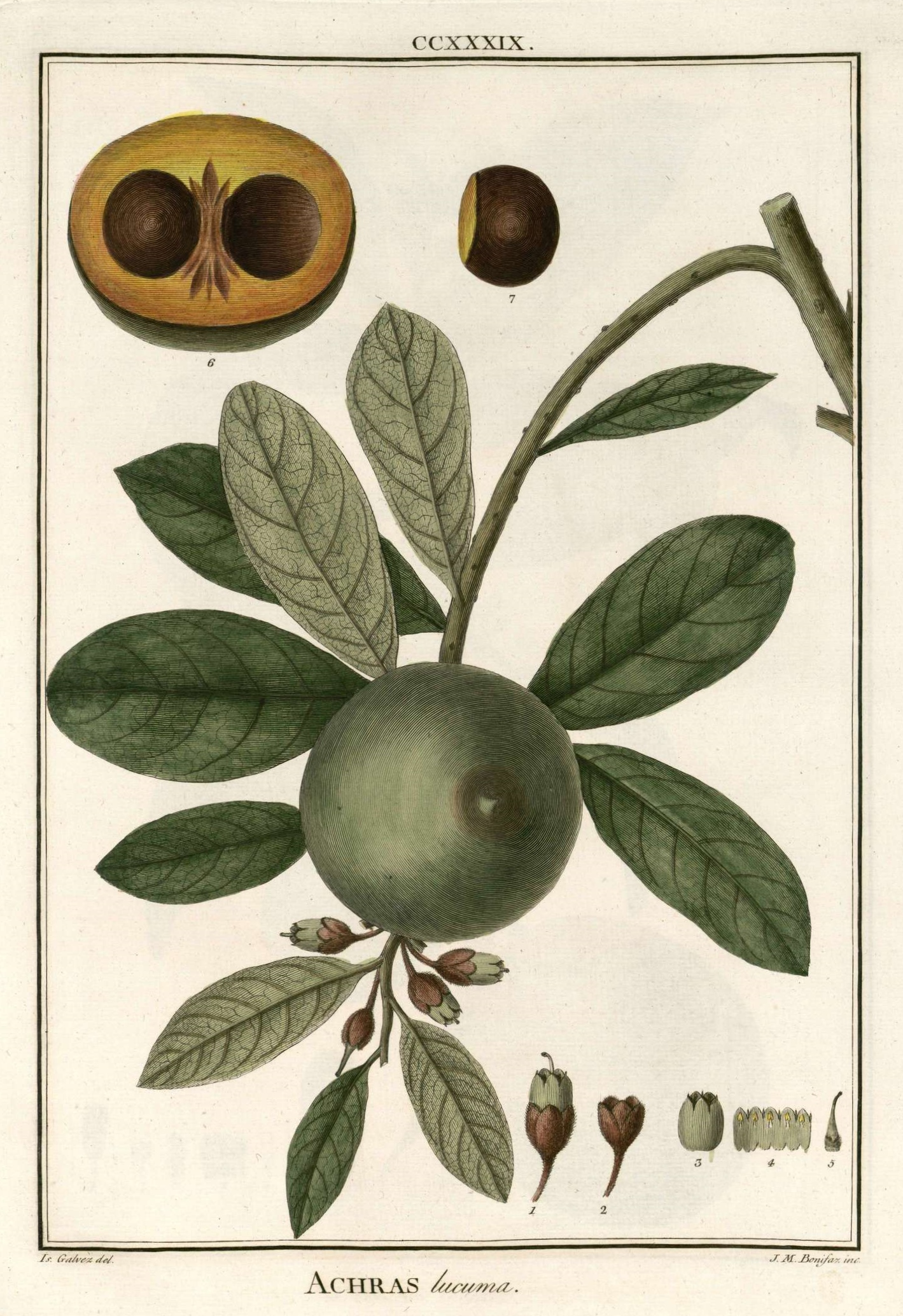
Ilustración de 1794 de un ejemplar de Pouteria lucuma (lúcuma), fruta emblemática del Perú, como parte de la Real Expedición Botánica al virreinato del Perú, que duró alrededor de 11 años tras la llegada desde Cádiz de los expedicionarios a la ciudad de Lima en 1778.
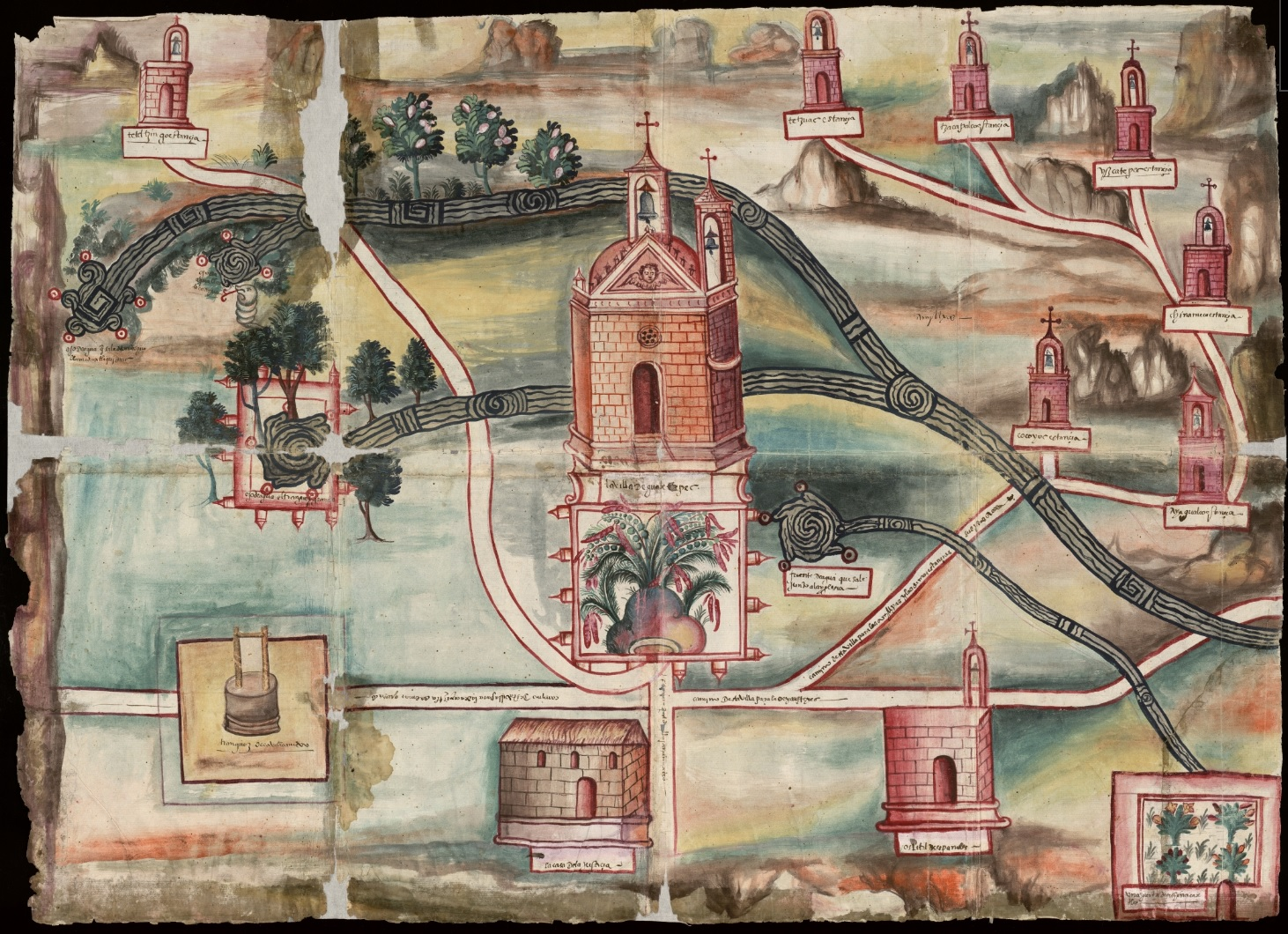
Relación geográfica de Oaxtepec. Las Relaciones Geográficas se consideran el primer estudio estadístico del Nuevo Mundo.
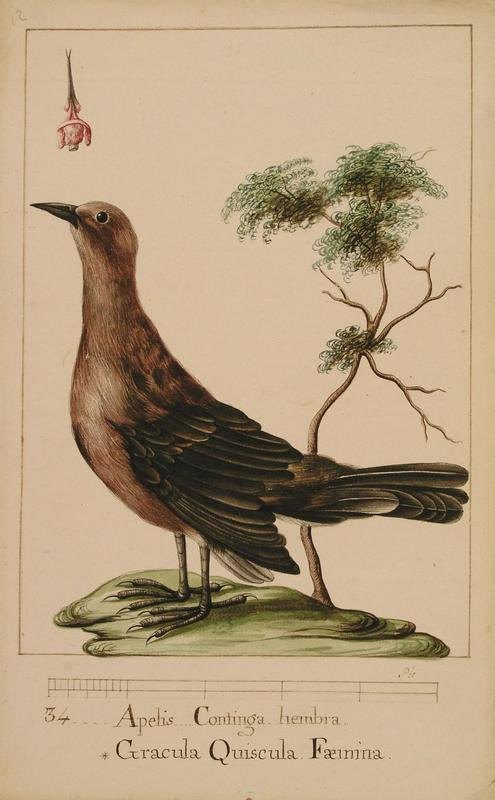
Ilustración de un Quiscalus palustris, Real Expedición Botánica a Nueva España.
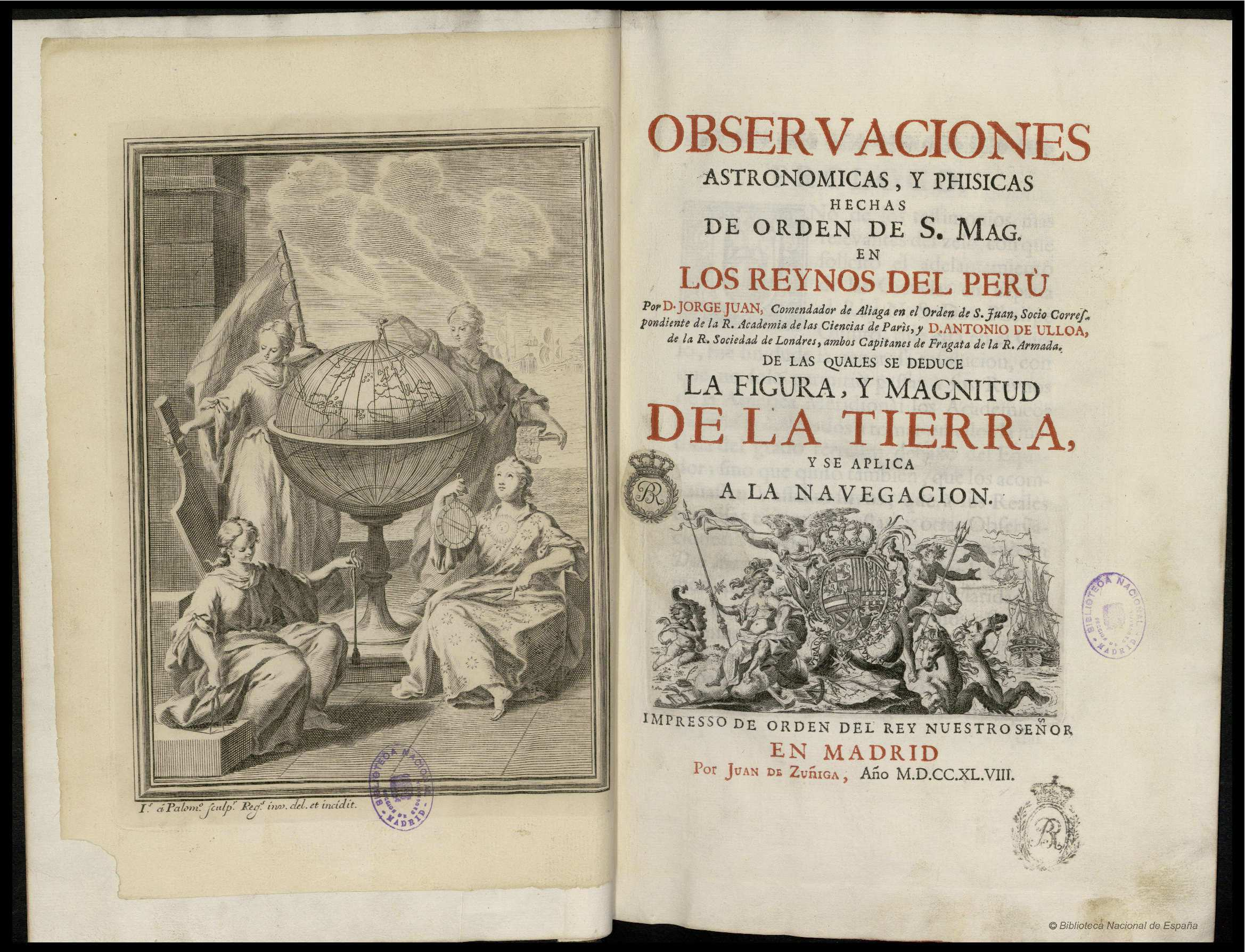
Un ejemplar del libro científico Observaciones astronomicas y phisicas en los Reynos del Perú, publicado en 1748 por el científico ilustrado Jorge Juan y Santacilia. En él se detallan mapas, planos e ilustraciones del virreinato del Perú.
Una página de la Historia General de las Cosas de Nueva España.
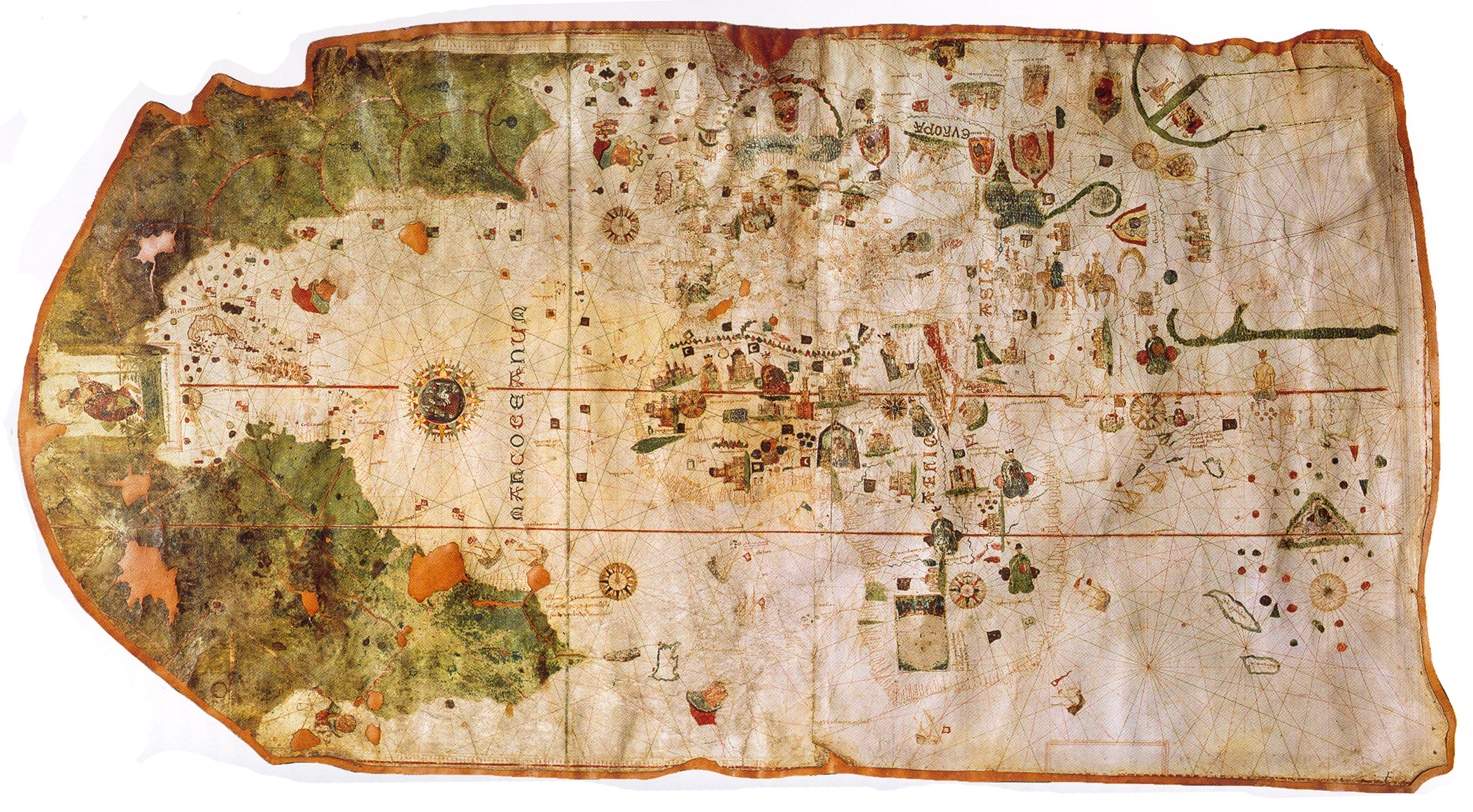
Mapa de Juan de la Cosa.

## Legado cultural del Imperio español
Por la gran extensión del Imperio español por todo el mundo, su legado cultural es grande y fuerte (esto sin contar los actuales flujos migratorios). Desde los actuales oeste y sur de Estados Unidos hasta inclusive la Patagonia en América, las Filipinas en Asia o Guinea Ecuatorial en África, puede encontrarse tal legado de dicho Imperio virreinal y posteriormente colonial.
La lengua española, tras el chino mandarín, es la lengua más hablada del mundo por el número de hablantes que la tienen como lengua materna. Es también idioma oficial en varias de las principales organizaciones político-económicas internacionales (ONU, Unión Europea, UA, OEA, TLCAN, MERCOSUR, ALCA, UNASUR, CAN y de la Secretaría General Iberoamericana, entre otras). Lo hablan como primera y segunda lengua entre 450 y 500 millones de personas, pudiendo ser la tercera lengua más hablada considerando los que lo hablan como primera y segunda lengua. Por otro lado, el español es el segundo idioma más estudiado en el mundo tras el inglés, con al menos 17 800 000 (diecisiete millones ochocientos mil) estudiantes; si bien otras fuentes indican que se superan los 46 millones de estudiantes distribuidos en 90 países, en su regulación contribuye como entidad supranacional, la Asociación de Academias de la Lengua Española.
El catolicismo es la rama del cristianismo con más fieles a nivel mundial; esto es debido en buena medida a la labor evangelizadora que se desarrolló durante siglos en la cuasi totalidad de los otrora dominios imperiales.[cita requerida] A día de hoy el catolicismo es mayoritario en toda Iberoamérica, Filipinas, Guam y otras islas del Pacífico; o en territorios en los que el dominio español ha sido más corto, como Guinea Ecuatorial.
Sumando gran parte de los países americanos (incluido Estados Unidos, Canadá y varias islas caribeñas[¿cuál?]) y Filipinas, existen 52 conjuntos históricos y monumentos (sin incluir parajes naturales) construidos durante el período virreinal que hoy son Patrimonio de la Humanidad.
En cuanto a lo gastronómico, se ha producido un intercambio e influencia recíproca entre la gastronomía mediterránea peninsular y la de las diferentes posesiones hispánicas (Gastronomía criolla). En la península ibérica se introdujeron productos como el tabaco o alimentos tales como la patata, el tomate o el chocolate que posteriormente se expandieron por Europa y fueron incorporados a la gastronomía de muchos países.

## Urbanismo en la conquista

### Arquitectura colonial española
El estilo arquitectónico virreinal español dominó en las primeras provincias españolas de América del Norte, Central y del Sur, y asimismo fue visible en sus otros dominios. En España, cuando el descubrimiento de América, estaba en boga el espíritu y el arte renacentista. Desde entonces, la corriente colonizadora será el vehículo para el trasplante y acompasamiento del arte occidental europeo a América, que en poco tiempo, con el contacto con las culturas indígenas, producirá un mestizaje artístico lleno de matices y novedades. Y ese acompañamiento de los estilos artísticos europeos - americanos, también desembocará en el rico barroco hispanoamericano, caracterizado sobre todo por los porches y las entradas muy ornamentadas, que en Nueva España tomará una dirección, en parte diferenciada con el denominado barroco novohispano, y que se distinguirá desde el principio del barroco español en el que se inspira.
De la misma manera, pero en el Virreinato del Perú, surge el barroco andino, que a su vez difiere del novohispano, en la América Septentrional, y del español, en la Península, aunque fue de este último del cual se inspiró, dando como la principal de sus expresiones a la arquitectura religiosa. Así, una serie de catedrales e iglesias, rebosantes de este estilo, se convierten en poderosos bastiones culturales que permiten, de manera aproximada, escenificar lo que fue en su tiempo el Imperio Español en la América, y en específico para este caso, en la zona de los Andes. En ese sentido, existen regiones altamente bendecidas en lo que respecta a su barroco andino, como lo son los departamentos del sur del Perú, entre los que destacan Cuzco, Arequipa,y Puno, cuyas provincias son auténticas minas de oro de este tipo de estilo arquitectónico, dejando entrever que el Imperio Español tenía una clara misión evangelizadora en sus territorios de ultramar.

## Rol de la ciudad en la conquista

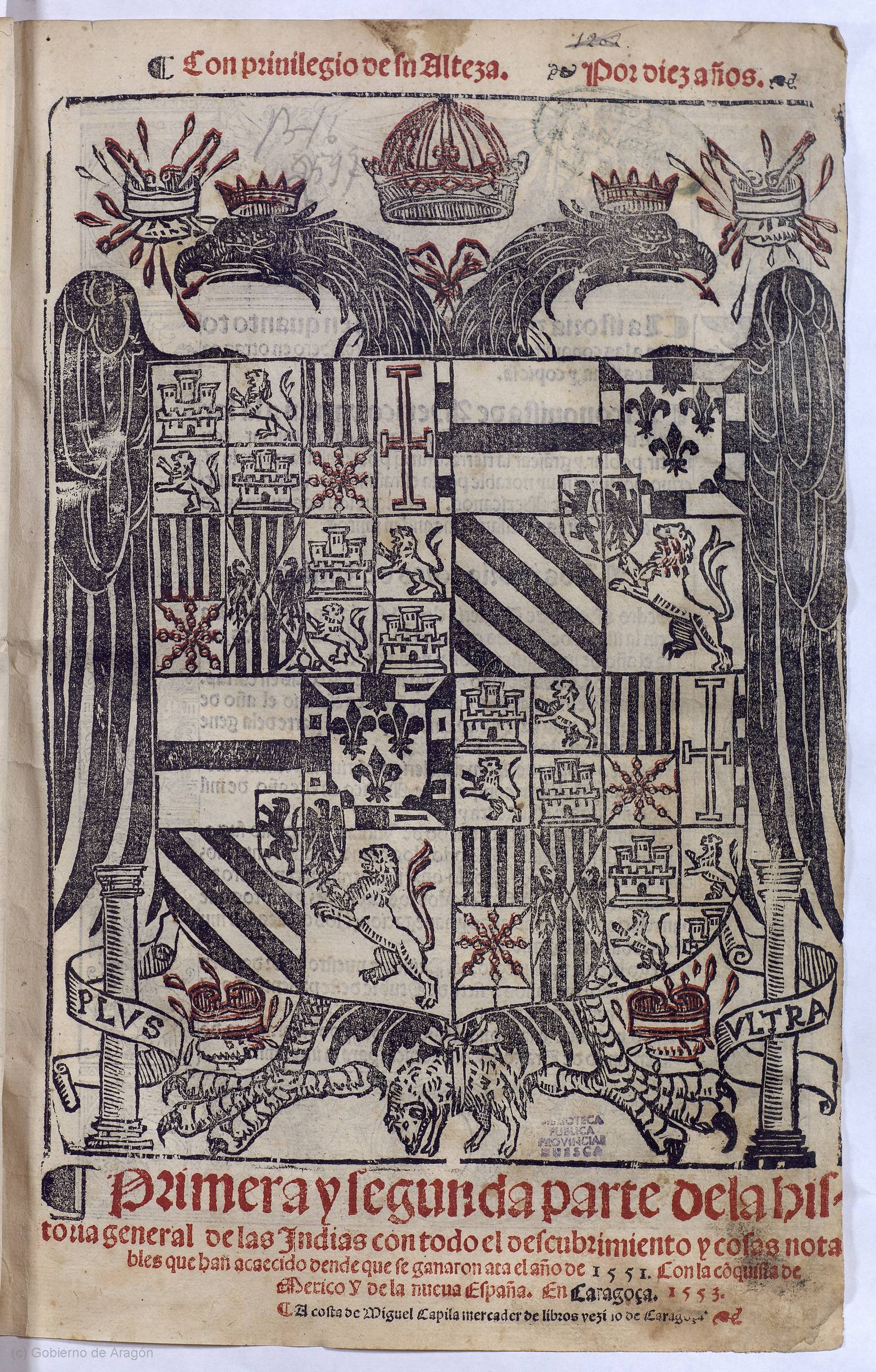
Portada de la crónica Hispania Victrix escrita por Francisco López de Gómara (1552).

El papel de la ciudad en la América colonial no se limitó al espacio ocupado por los conquistadores o su expresión cultural, sino que fue un pilar vital en la apropiación del territorio y la integración de sus medios de gobernanza, así como la hibridación cultural de la expresión indígena y española. Es realmente relevante para comprender la metodología de la conquista española y sus posteriores consecuencias, como la consolidación de mentalidades de autosuficiencia de los poderes locales.
Francisco López de Gómora, cronista y capellán de Hernán Cortes escribió en su crónica Hispania victrix en 1552 refiriéndose directamente a la importancia de la fundación de ciudades:

"Quien no poblare no hará buena conquista, y no conquistando la tierra, no se convertirá la gente; así que la máxima de conquistar ha de ser poblar".
Francisco López de Gómora, 1552

Tan importante era la ciudad que se convertía en un elemento indispensable en la conversión de los pueblos indígenas y por tanto de la colonización y de la hibridación cultural. Los centros de poder solían hacerse en los mismos espacios que gobernaban a las poblaciones indígenas, como por ejemplo en la conquista de Tenochtitlan, era importante que todos los habitantes conocieran el nuevo orden y la ubicación de la ciudad era esencial para ese fin y de la misma manera la cultura hispana y la local se hibridaba.
La ciudad se erigió a partir de expediciones conformadas mayoritariamente por individuos de clases sociales bajas, ya que las clases altas no participaron activamente en el proceso de colonización. La regulación de estas ciudades estaba a cargo del rey, quien establecía normativas mediante ordenanzas. Como contrapartida a recibir los recursos necesarios para la fundación y vida en estos asentamientos, los conquistadores comprometían tributos a la corona y su poder central.
La ciudad se construyó a partir de expediciones populares que fueron regularizadas por el rey a través de ordenanzas. A cambio de recibir los recursos para fundar y vivir ahí, los conquistadores entregaban tributos y negociaban con los poderes locales para hacer lo mismo.
España tenía un sistema administrativo policéntrico lo que significaba que existían muchos centros de poder distribuidos por todo el imperio y la ciudad en sí misma se distribuía con una lógica similar donde existía una relación vertical de poder y esto se veía reflejado en la organización misma de la ciudad, que empezaba en el centro donde estaba la iglesia, la plaza y los edificios administrativos y conforme se alejaba más del centro menos era la influencia que tenían los habitantes sobre las decisiones y así mismo, menos acceso al conocimiento. Así la ciudad se convirtió en una parte esencial de la trasmisión del orden jerárquico español en América.

### Ordenanzas de 1573
Las Ordenanzas de 1573, promulgadas por Juan de Ovando con el respaldo de la Corona, constituyeron un marco legal crucial para la colonización española en América. La primera parte de estas ordenanzas se enfocó en establecer un control absoluto de los descubrimientos, con el objetivo de llevar a cabo estas empresas "con más facilidad y como conviene al servicio de Dios y nuestro y bien de los naturales".
Según el artículo 1 de las Ordenanzas, nadie tenía derecho de emprender y dominar un nuevo descubrimiento por mar o tierra, nueva población o ranchería en territorio sin la debida licencia o provisión. La penalización por infringir esta norma era severa, incluyendo la pena de muerte y la pérdida de bienes. Para garantizar el cumplimiento de estas disposiciones, las autoridades locales debían informarse de la situación de las fronteras. En este contexto, se especificaba que desde un pueblo limítrofe se enviarían "indios vasallos lenguas a descubrir la tierra y religiosos y españoles con rescates".
Cuando los descubrimientos se realizaban por mar, las Ordenanzas establecían requisitos detallados. Al menos dos navíos pequeños con tripulación, pilotos, clérigos y mercancías de poco valor para rescates debían participar en la expedición. Una vez en el territorio descubierto, se esperaba que los exploradores tomaran posesión, documentaran sus acciones y asignaran nombres a montes, ríos y pueblos. La interacción con nativos requería un enfoque pacífico, prohibiendo la participación en guerras o conflictos entre ellos. Además, el retorno con nativos, incluso si se los había adquirido como esclavos, conllevaba la pena de muerte para los descubridores.
Aunque se les permitía a los colonos dominar los territorios descubiertos, la corona mantenía información muy detallada sobre los espacios y los habitantes con los que convivían los conquistadores y sus bienes para tributos, a pesar del largo viaje que se emprendía de la península ibérica a América la corona tenía un poder sobre que era lo que hacían en estos territorios gracias a mecanismos como el consejo de indias o a través de funcionarios que inspeccionaban que guardaban registro de sus acciones.

### Libros citados
1. Alcalá-Zamora, José N. (2005). Felipe IV: el hombre y el reinado. Madrid: Real Academia de la Historia, Centro de Estudios Europa Hispánica. ISBN 84-95983-67-2.
2. Juderias, Julian (1914). La leyenda negra. Madrid.
3. Bustos Rodríguez, Manuel (1990). Historia de Cádiz, Vol. II (Los siglos decisivos). Madrid: Sílex. ISBN 84-7737-031-1.
4. Cárdenas, Eduardo (1969). Diccionario Geográfico. Almanaque Mundial. 122 E. 42 Street. Nueva York 10017, Estados Unidos: Editora Moderna, Inc.
5. Delgado, Jaime (1960). La independencia hispanoamericana. Nuevo Mundo.
6. Elliott, John Huxtable (2002). España en Europa: Estudios de historia comparada. Universidad de València Servicio de Publicaciones. ISBN 84-370-5493-1.
7. Fernández Álvarez, Manuel (1979). España y los españoles en los tiempos modernos. Universidad de Salamanca.
8. Gómez-Centurión, Carlos (1987). La Armada Invencible. Madrid: Anaya. ISBN 84-2073-813-1.
9. Guerra, François-Xavier (1995).  Editorial Complutense, ed. Las revoluciones hispánicas: independencias americanas y liberalismo español. ISBN 8489365253.
10. Hamilton, Earl (1934). American Treassure and the Price Revolution Spain (en inglés). Harvard Press.
11. Hamilton, Earl (1934). El Tesoro Americano y la revolución de los precios en España, 1501-1650 (1975 edición). Madrid: Ariel. ISBN 843446506X.
12. Hernández, Isabel (2003). Autonomía o ciudadanía incompleta: el pueblo mapuche en Chile y Argentina. Santiago: Pehuén editores. ISSN 1680-8991.
13. von Humboldt, Alexander (1993). Tablas geográfico políticas del Reino de Nueva España. Universidad Nacional Autónoma de México. ISBN 9683628753.
14. Irarrázaval, José Miguel (1966). La Patagonia: Errores geográficos y diplomáticos. Santiago de Chile: Andrés Bello.
15. Londoño, Jenny (1997). Entre la sumisión y la resistencia. Las mujeres en la Audiencia de Quito. Quito: Abya Yala. ISBN 9978-04-336-5.
16. Love, Ronald S. (2006). Maritime Exploration in the Age of Discovery: 1415-1800 (en inglés). Westport: Greenwood Press. ISBN 0-313-32043-8.
17. Malvido, Elsa (2006). La población, siglos XVI al xx. Universidad Nacional Autónoma de México. ISBN 9707772336.
18. Mann, Charles (2006). 1491. Madrid: Taurus.
19. Masià i de Ros, Ángeles (1994). Relación castellano-aragonesa desde Jaime II a Pedro el Ceremonioso, Volumen 1. Barcelona: CSIC. ISBN 84-00-07447-5.
20. Orosa Díaz, Jaime (1985). Historia de Yucatán. Ediciones de la Universidad Autónoma de Yucatán. ISBN 968-6160-00-0.
21. Pastor, Reyna (2000). «Mujeres en España y en Hispanoamérica». Historia de las mujeres III. Madrid: Santillana. ISBN 84-306-0390-5.
22. Ruiz Martín, Felipe (2003). La monarquía de Felipe II. Madrid: Pehuen editorores. ISBN 978-84-95983-30-5. ISSN 1680-8991.
23. Salas, Alberto M. (2000). «El mestizaje en la conquista de América». Historia de las mujeres, tomo III, Del Renacimiento a la Edad Moderna. Santillana. ISBN 84-306-0390-5.
24. Suárez Fernández, Luis; Ramos Pérez, Demetrio; Comellas, José Luis; Andrés-Gallego, José (1989). Historia general de España y América 15. Madrid. ISBN 84-321-2112-6.
25. Vitale, Luis (1992). Modos de producción y formaciones sociales en América Latina. Buenos Aires: Planeta.
26. Díaz del Castillo, Bernal (1632). Historia verdadera de la conquista de la Nueva España. Madrid.
27. Lucena Giraldo, Manuel (2006). A los cuatro vientos. Madrid: Marcial Pons Historia. ISBN 978-84-15817-91-8.

### Publicaciones citadas
1. Alonso Mola, María; Martínez Shaw, Carlos (2000). «Dignidad real». La aventura de la Historia (Madrid: Arlanza Ediciones) 2 (24). ISSN 1579-427X.
2. Alonso Mola, María (2000). «El rey melancólico». La aventura de la Historia (Madrid: Arlanza Ediciones) 2 (25). ISSN 1579-427X.
3. Carnicer, Carlos; Marcos, Javier (2006). «Felipe II instó el asesinato de Guillermo de Orange». La aventura de la Historia (Madrid: Arlanza Ediciones) 8 (89). ISSN 1579-427X.
4. Feijoo, Ramiro (2005). «España pone pie en Berberia, Mazarquivir». La aventura de la Historia (Madrid: Arlanza Ediciones) 7 (83). ISSN 1579-427X.
5. Gómez Urdáñez, José Luis (2002). «Ensenada, la meritocracia al poder». La aventura de la Historia (Madrid: Arlanza Ediciones) 4 (43). ISSN 1579-427X.
6. González-Arnao, Mariano (2003). «A prueba de piratas». La aventura de la Historia (Arlanza Ediciones) (61). ISSN 1579-427X.
7. Kamen, Henry (2005). «El Duque de Alba, un gran personaje olvidado». La aventura de la Historia (Madrid: Arlanza Ediciones) 6 (76). ISSN 1579-427X.
8. Martínez Shaw, Carlos (2000). «El primer monarca ilustrado». La aventura de la Historia (Madrid: Arlanza Ediciones) 2 (25). ISSN 1579-427X.
9. Martorell, Manuel (2012). «500 años de la anexión de Navarra». La aventura de la Historia (Madrid: Arlanza Ediciones) 13 (162). ISSN 1579-427X.
10. Peña Guajardo, Antonio (2006). La economía novohispana y la élite local del Nuevo Reyno de León en la primera mitad del siglo XVIII. Fondo estatal para la cultura y las artes de Nuevo León. ISBN 968-5724-42-3.
11. Quesada Sanz, Fernando (2006). «Los mitos de Rocroi». La aventura de la Historia (Madrid: Arlanza Ediciones) 8 (97). ISSN 1579-427X.

### Otras lecturas recomendadas
1. Balfour, Sebastian (1997). El fin del Imperio español (1898-1923). Barcelona: Crítica. ISBN 84-7423-815-3.
2. Carnicer García, Carlos J.; Marcos Rivas, Javier (2005). Espías de Felipe II: Los servicios secretos del imperio español. Madrid: La Esfera de los Libros. ISBN 84-9734-278-X.
3. Kamen, Henry (2003). Imperio. Madrid: Santillana. ISBN 84-03-09316-0.
4. Klein, Herbert S. (1994). Las finanzas americanas del imperio español, 1680-1809 (1999 edición). Instituto Mora y UAM-Iztapalapa. ISBN 968-6914-23-4.
5. Thomas, Hugh (2003). El imperio español: de Colón a Magallanes. Planeta. ISBN 84-08-04951-8.
6. de la Fuente Merás, Manuel (2018). La Filosofía Política en la España Imperial. KDP. 386 páginas. ISBN 978-1730871139.